# Port de Bordeaux
Le port de Bordeaux est un port de commerce maritime et fluvial. Situé à l'origine exclusivement dans la ville de Bordeaux, il dispose désormais de plusieurs terminaux en Gironde. Son activité et ses installations sont aujourd'hui gérés par l'établissement public du grand port maritime de Bordeaux.
Le port de Bordeaux a une histoire particulière. Sa prospérité dépendra beaucoup de la conjoncture politique et économique, ainsi que des communautés étrangères. Petit port d'estey à l'Antiquité, Bordeaux se transforme au Moyen Âge en port de la Lune, quand celui-ci investie le méandre que forme la Garonne en traversant la ville. À la fin du XVIIIe siècle, grâce au commerce colonial et à la traite négrière, Bordeaux devient le deuxième port au monde après Londres. Puis, malgré un rebond au XIXe siècle, il connaît un déclin continu depuis la seconde moitié du XXe siècle. Il est aujourd'hui le 7e port français.

## Description

### Port d'estuaire
Le port de Bordeaux est situé sur la Garonne, grand fleuve qui se jette dans l'estuaire de la Gironde. La marée, qui remonte la Garonne jusqu'à la ville de La Réole, fait de Bordeaux un port maritime d'estuaire. Dans la ville, le marnage varie entre 2 et 6 mètres, et le tirant d'eau atteint 7,5 mètres.
Cette influence marine sur la Garonne fait que ce fleuve fut souvent considéré comme une mer, raison pour laquelle la rive droite de Bordeaux, comprise entre Garonne et Dordogne, s'appelle l'Entre-deux-Mers.
À Bordeaux même, la Garonne a une importante largeur de 500 mètres. Elle était même encore plus large au Moyen Âge où elle en faisait 700. Ce bassin portuaire où mouillaient les navires est souvent appelé « rade de Bordeaux ».

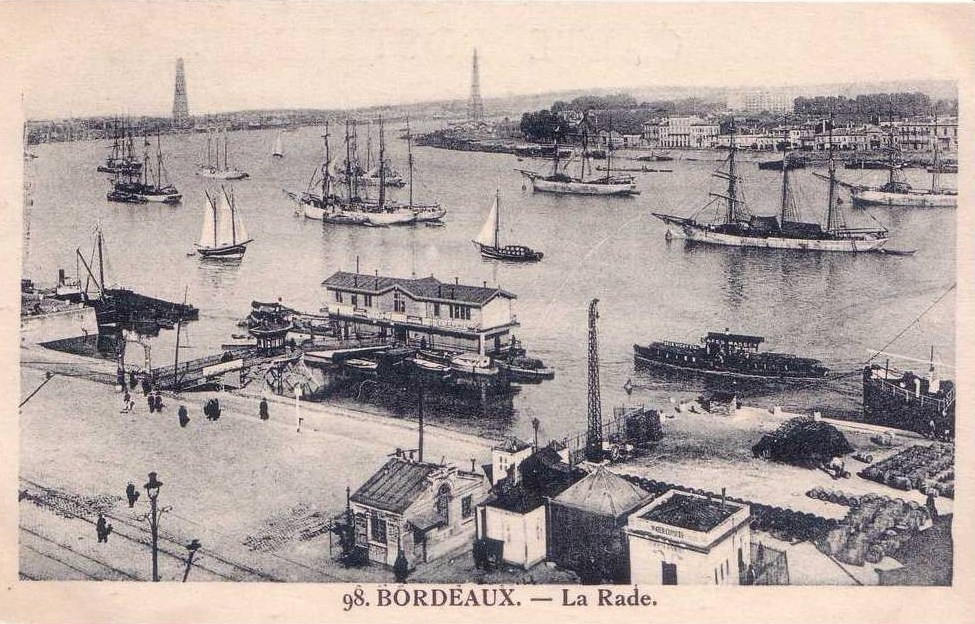
La rade de Bordeaux, vers 1914.

### Trafics
Avec un trafic d'environ 7 millions de tonnes par an, le port de Bordeaux est en 2022 le septième grand port maritime français.
Ce trafic se compose pour 2/3 d'importations et pour 1/3 d'exportations. Les hydrocarbures représentent 50 % du trafic.
Un autre gros poste est celui des céréales qui représente 900 000 tonnes par an, « et le port a une capacité de stockage de 405 000 tonnes ». Pour l’exportation de ces produits céréaliers, Bordeaux s’appuie à 95 % sur le bassin agricole de Nouvelle-Aquitaine, « avec une zone de chalandise de 250 km ».

### Sept terminaux spécialisés
À l'origine, le port de Bordeaux ne désignait que les installations situées dans la ville. Puis, l'activité ayant progressivement migré en aval, le port va s'étendre. Il dispose aujourd'hui de sept terminaux situés le long de la Garonne et de la Gironde : Bordeaux, Bassens, Grattequina (Parempuyre), Bec d'Ambès, Blaye, Pauillac, Le Verdon.

#### Bordeaux
Site consacré aux escales de croisières maritimes, au tourisme fluvial et au port de plaisance.

Installations de Bordeaux
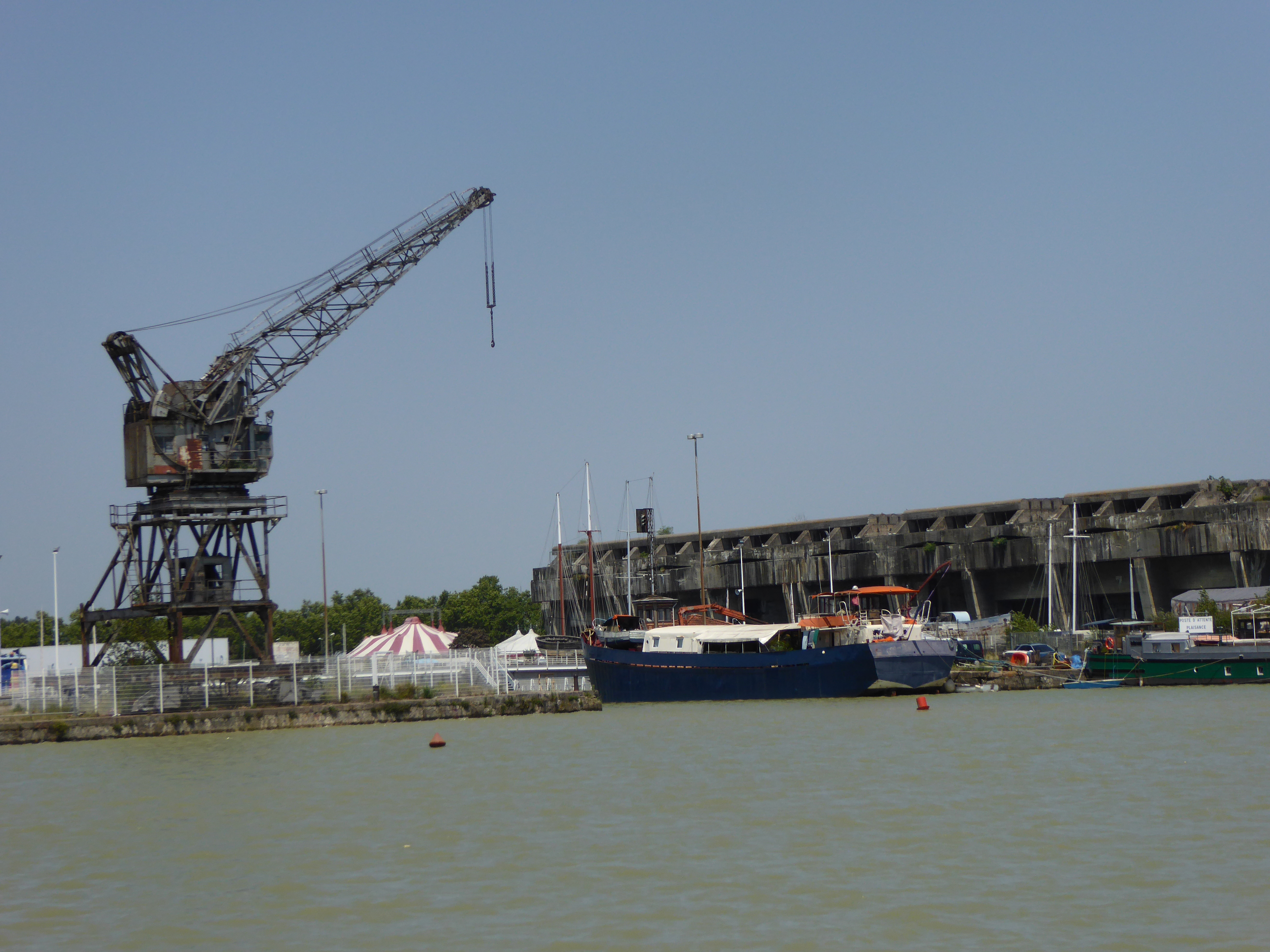
Bassins à flot.
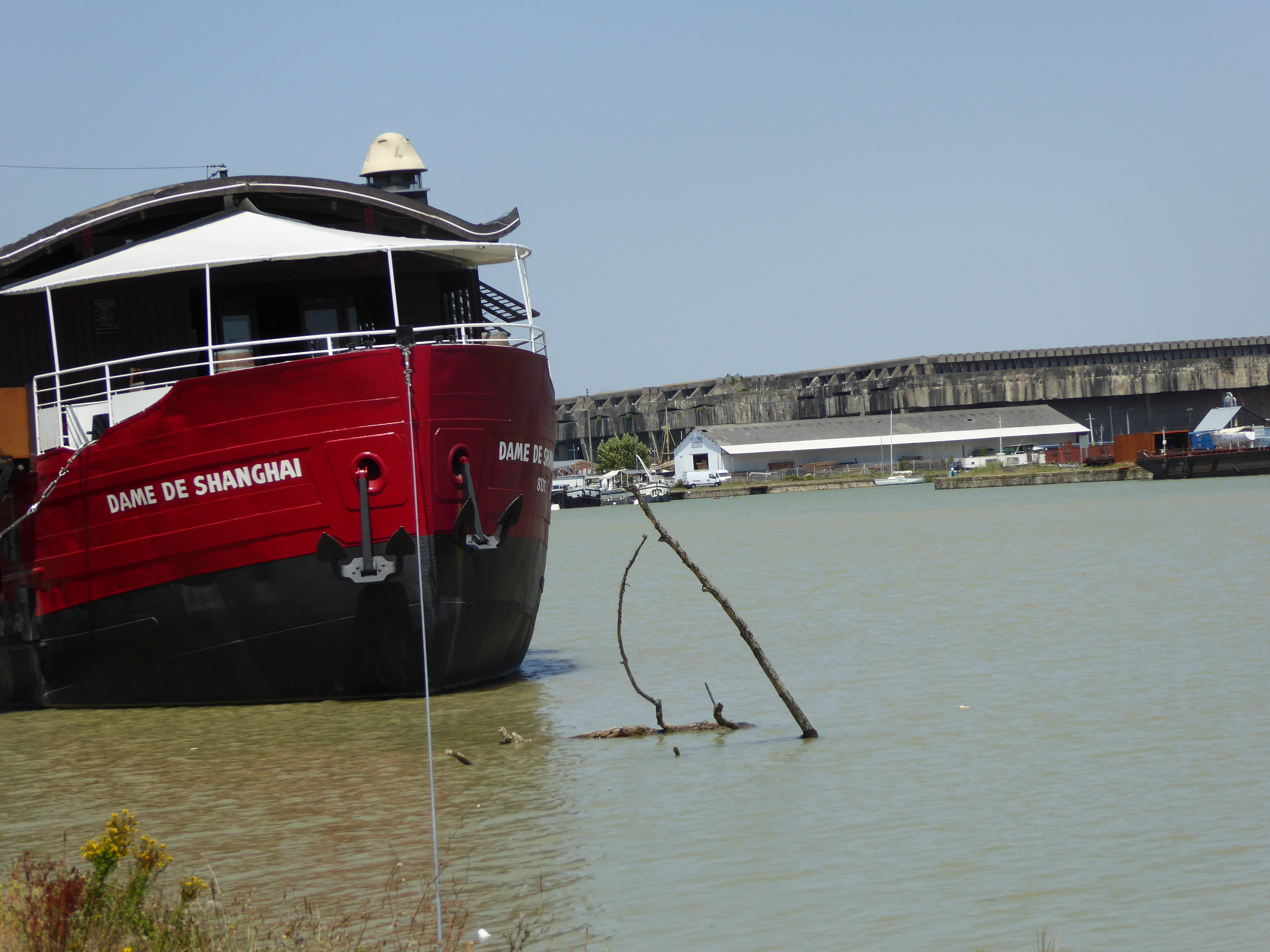
Bassins à flot.
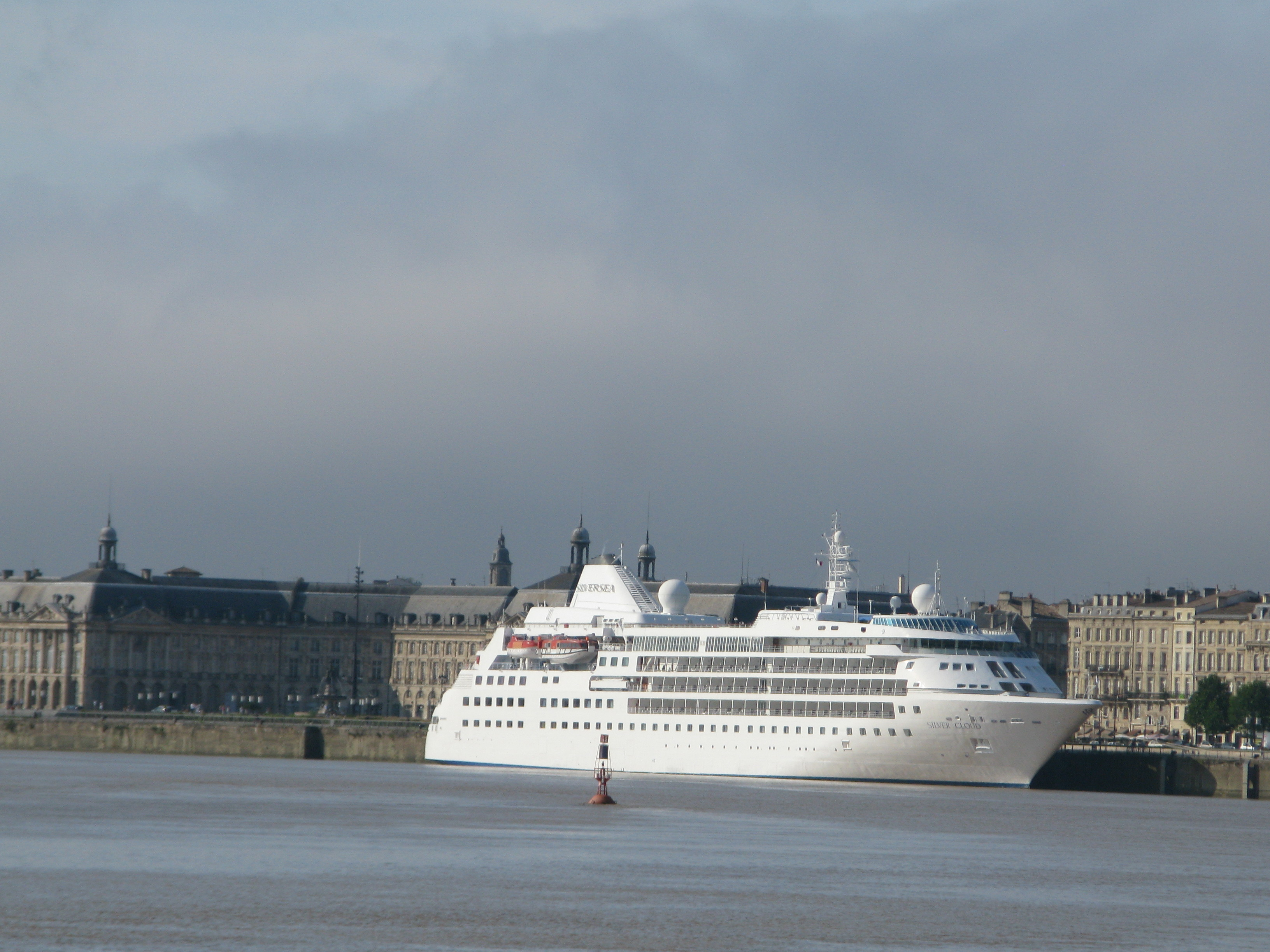
Accueil des navires de croisière.

#### Bassens
Le terminal de Bassens est spécialisé dans le multivrac, les céréales, les conteneurs et les produits forestiers.

Terminal de Bassens
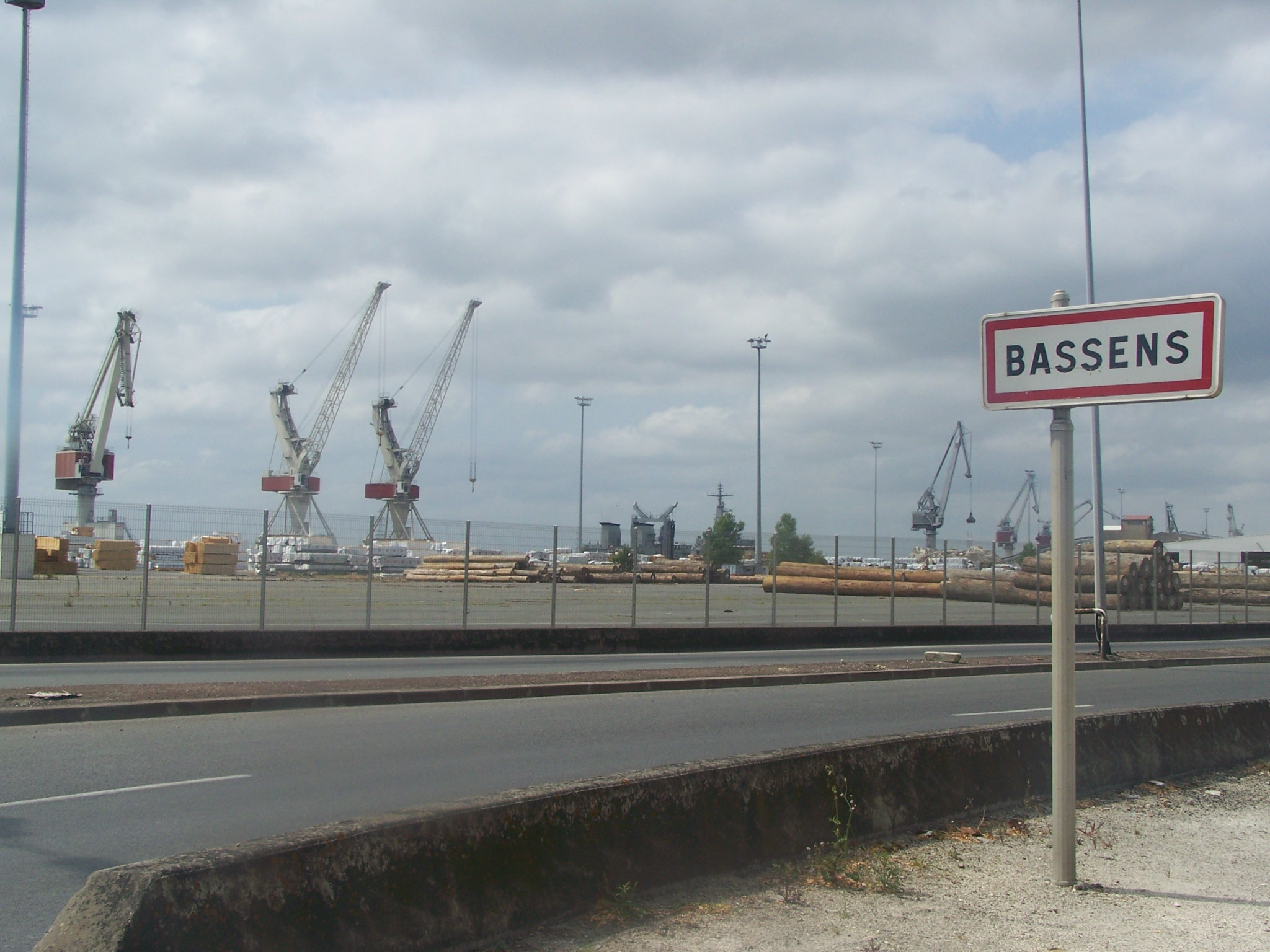
Grumes sur le port de Bassens.
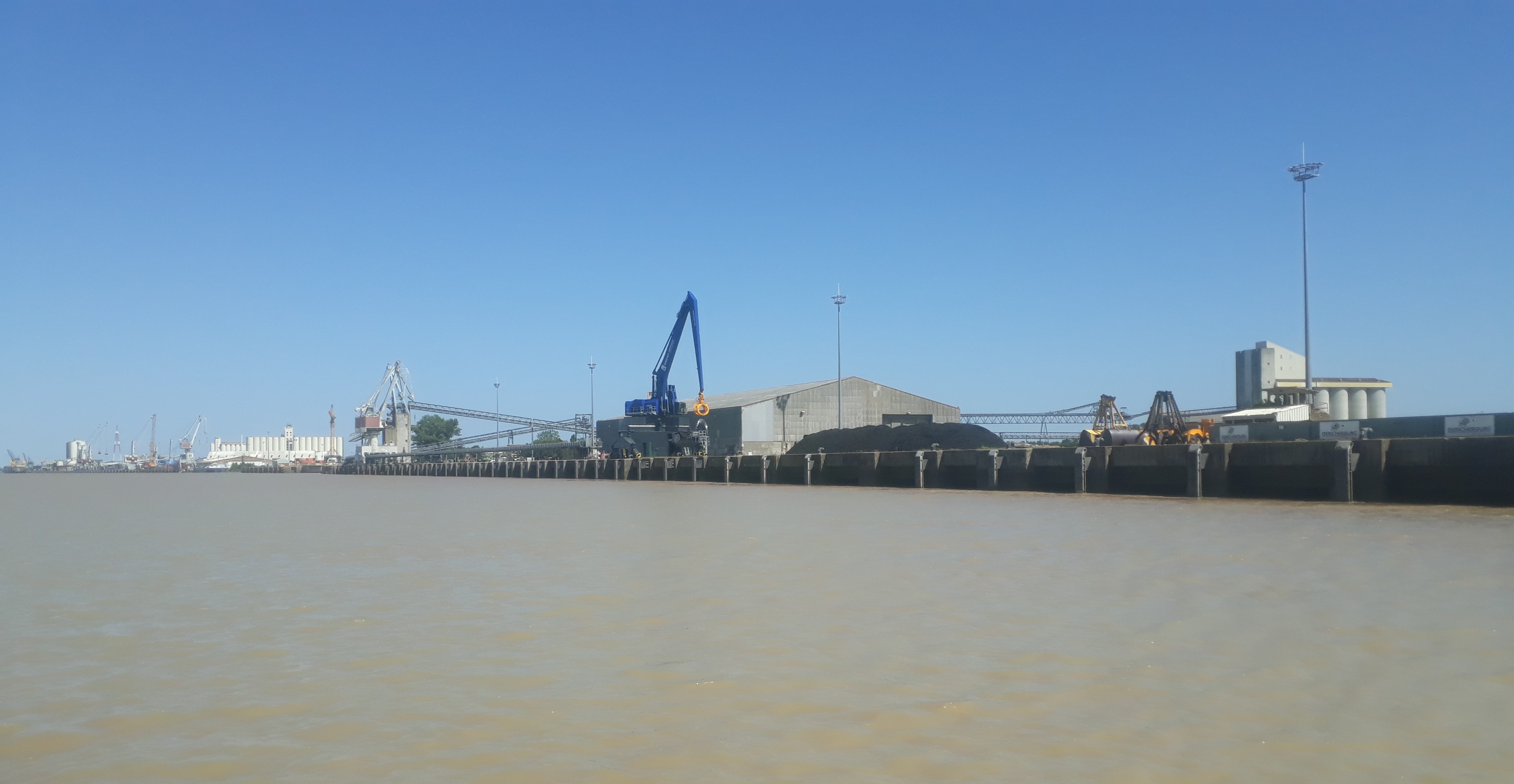
Les quais de Bassens.
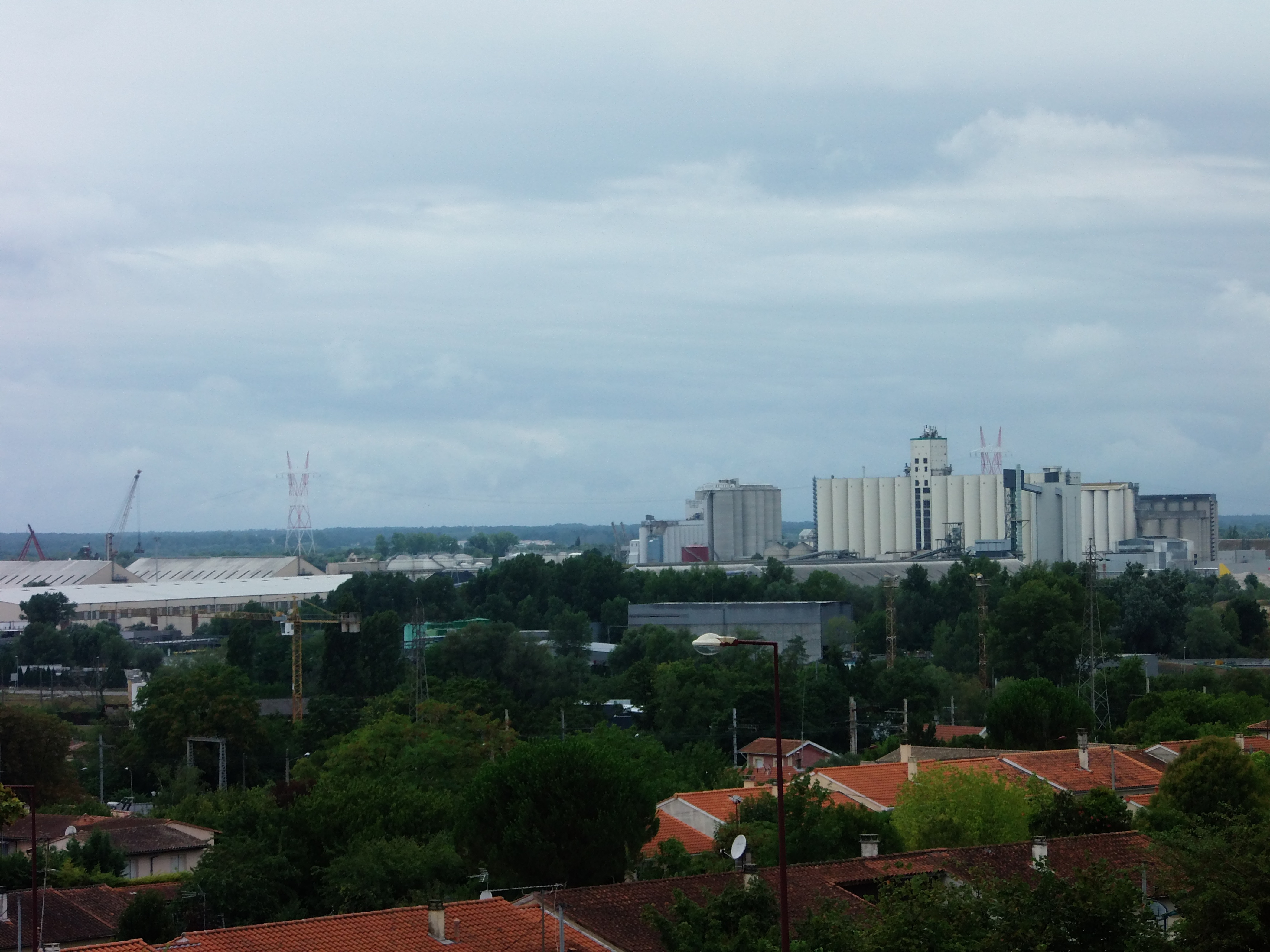
Silos à grains.
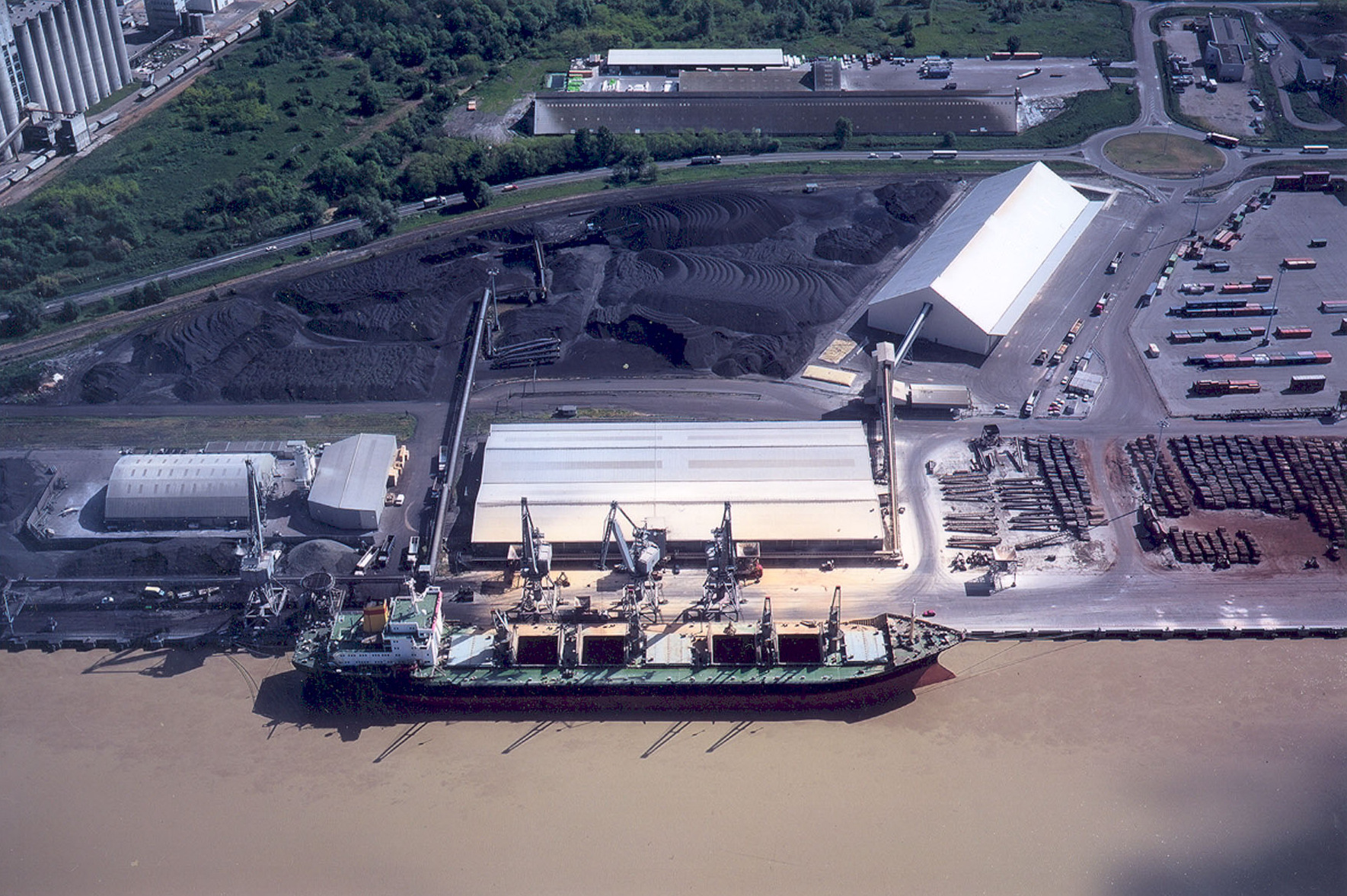
Vraquier au travail.

#### Grattequina
Ce terminal, situé sur la commune de Parempuyre, est dédié aux granulats et aux colis lourds.

#### Bec d'Ambès
Le site portuaire de Bec d'Ambès est un important pôle pétrochimique.

Installations du Bec d'Ambès
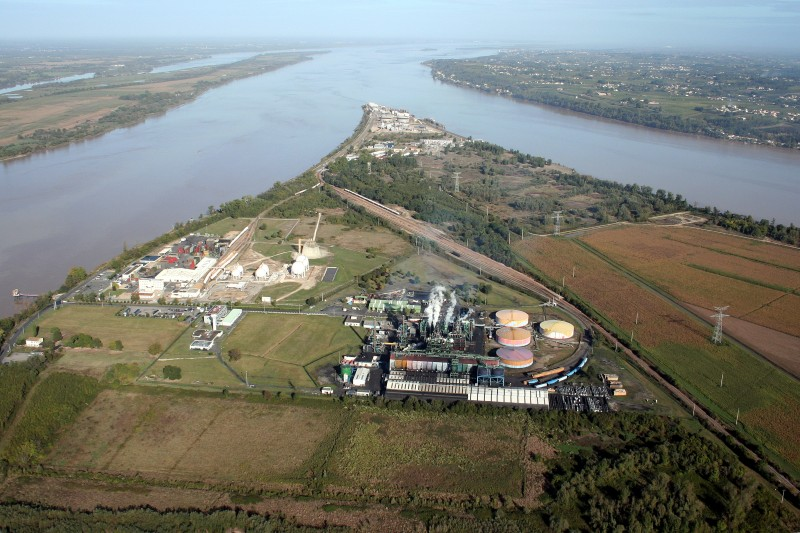
Sites d'Ambès.
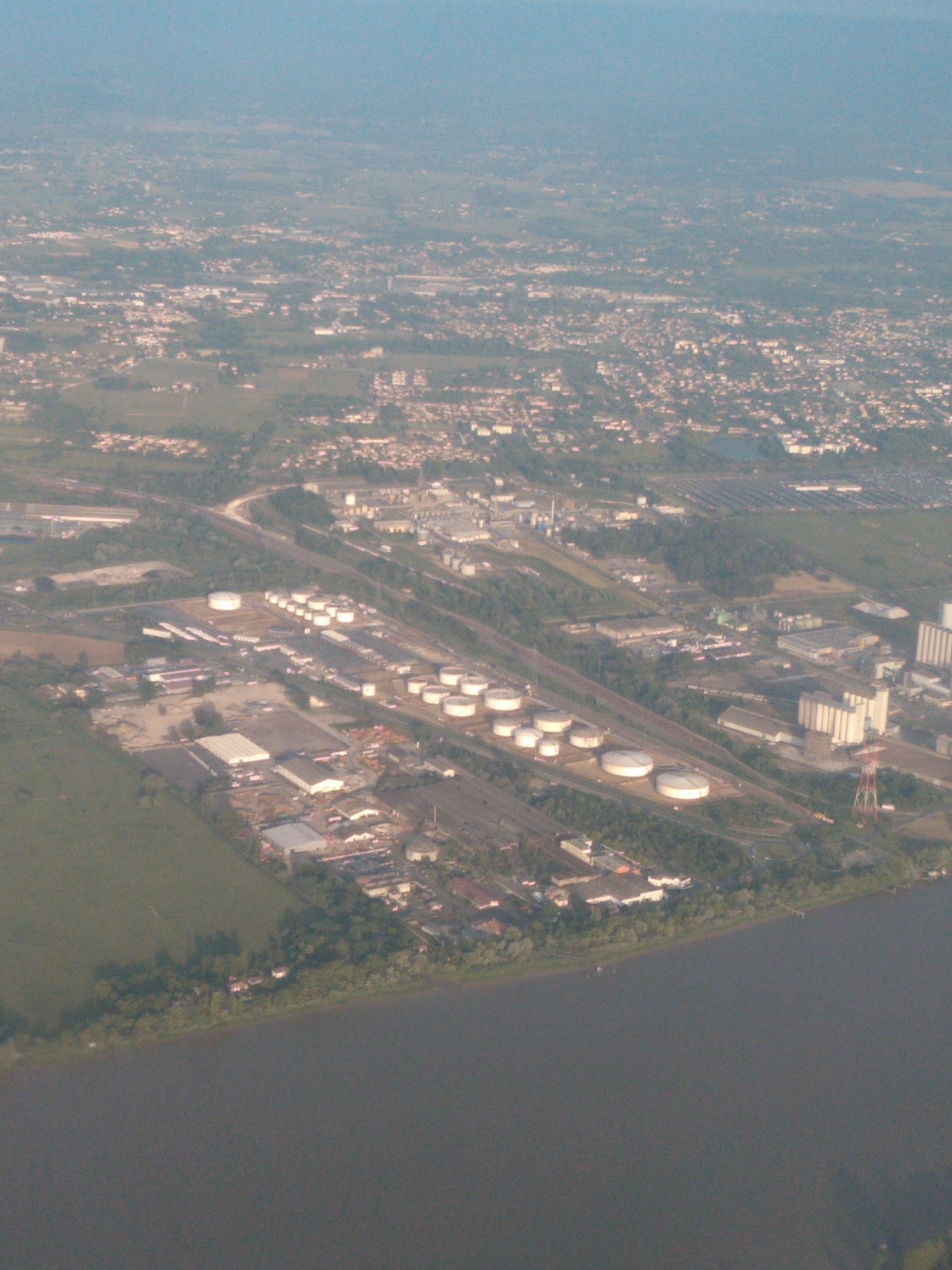
Docks des pétroles.
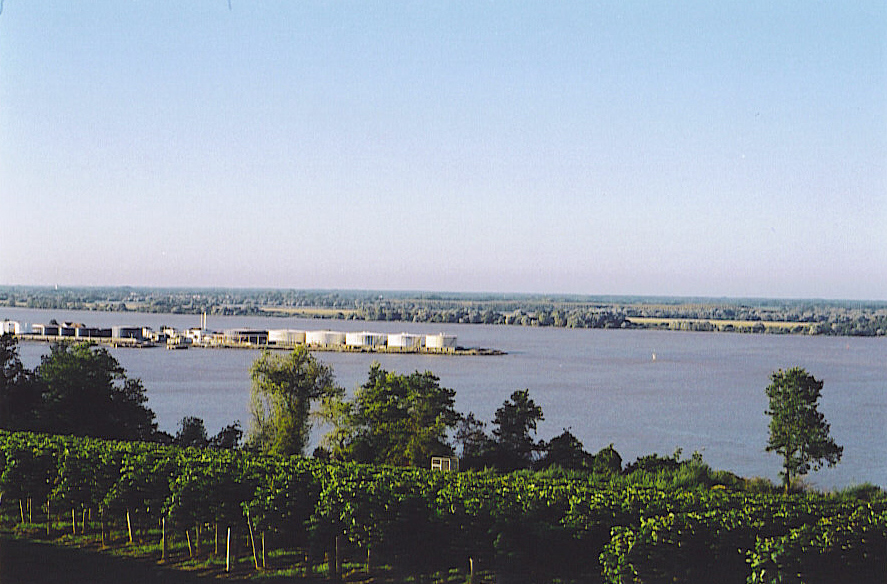
La pointe d'Ambès vu depuis la rive droite de la Gironde.

#### Blaye
Le terminal de Blaye est dédié à la réception de vracs liquides et à l'exportation de céréales. Son trafic est d’environ 150 000 tonnes par an.
Avec un tirant d'eau de 9,50 m, il peut accueillir des bateaux jusqu'à 20 000 tonnes, notamment les petits caboteurs. Avec ce type de navires, le marché principal est l’Europe. Il concerne essentiellement, à l'export, du blé et du maïs, et à l'import, des bitumes pour le BTP.
Le terminal de Blaye est aussi équipé d’un quai hyper renforcé capable de supporter des charges de 17 t/m2, utile pour la centrale nucléaire du Blayais.

Terminal de Blaye
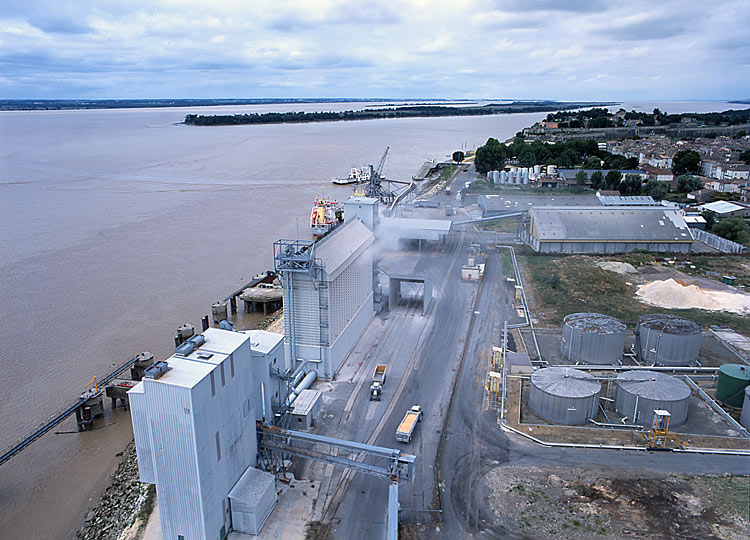

#### Pauillac
Le terminal de Pauillac est spécialisé dans les hydrocarbures. 

Installations de Pauillac
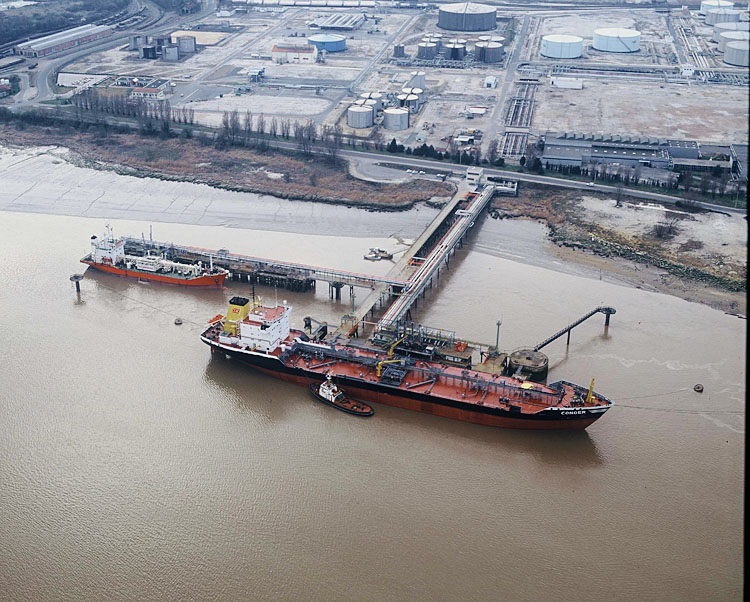
Déchargement d'un navire-citerne (tanker).
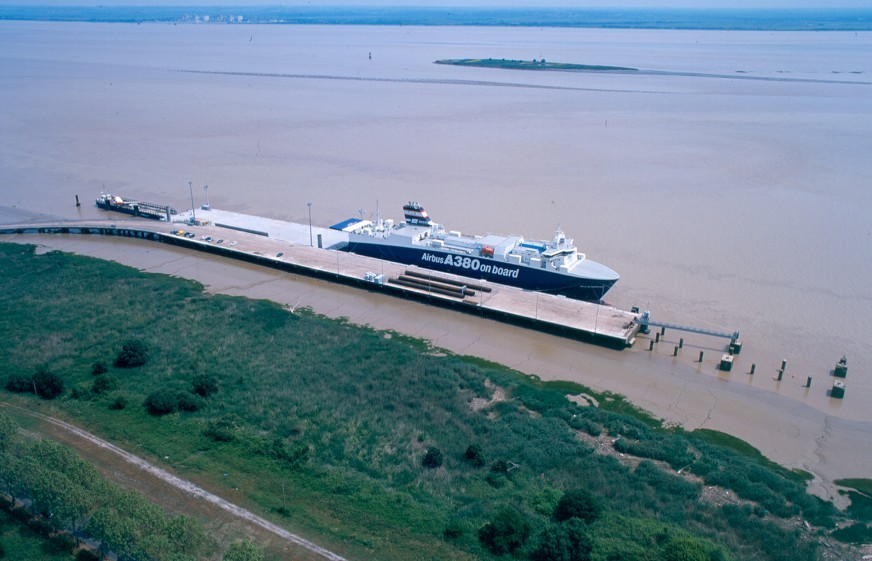
Navire roulier en escale.
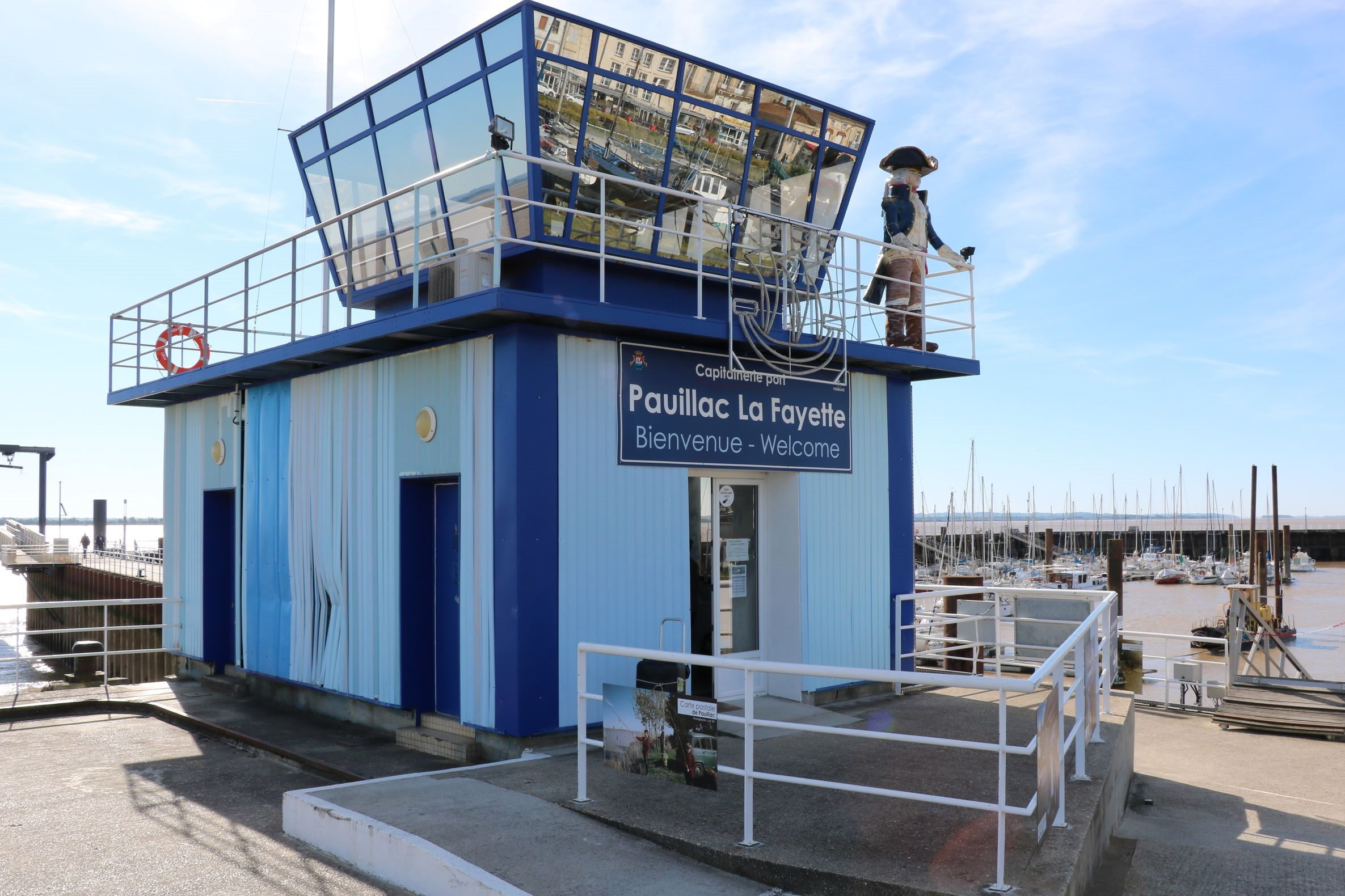
Capitainerie du port de Pauillac-La Fayette.

#### Le Verdon-sur-Mer
Le terminal du Verdon-sur-Mer est dédié aux conteneurs.

Terminal du Verdon
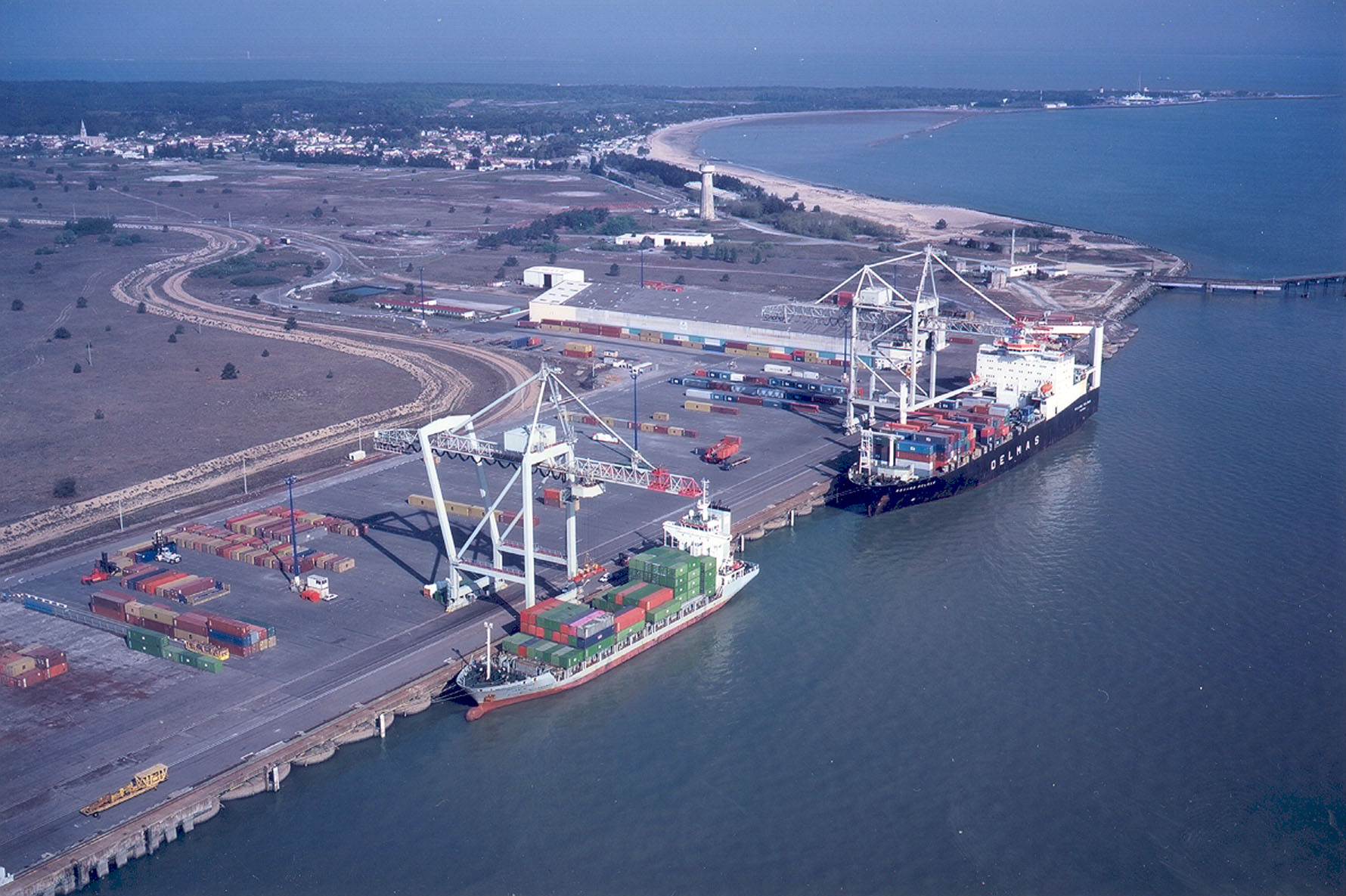
Navires porte-conteneurs au travail.
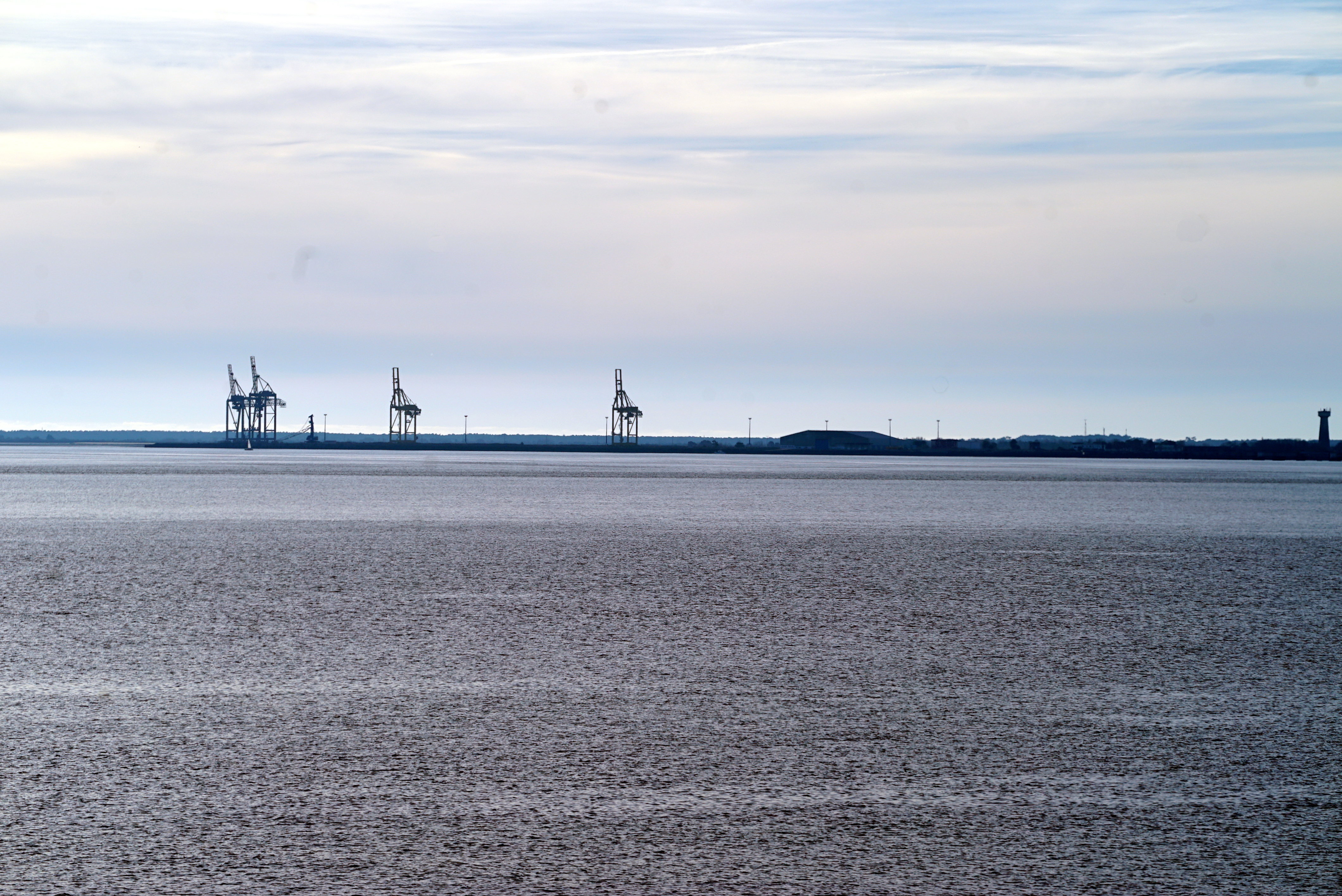
Pointe de la Chambrette.

## Histoire
L'histoire du port de Bordeaux commence à l'Antiquité. Son évolution dépendra beaucoup de la situation politique et économique de sa région, ainsi que des apports des communautés étrangères qui s'installeront dans la ville.

### Le port antique: port d'estey etemporium(duIerauVIesiècle)
La localisation du port dépend d'abord de l'implantation humaine sur le site géographique de Bordeaux. Celui-ci, situé dans la partie convexe d'un méandre de la Garonne, représente le point de passage le plus aisé du fleuve, alors qu'au nord les marais s'étendaient jusqu'à l'embouchure de la Gironde.

#### Pendant le Haut-Empire, un port intérieur ouvert
Le premier site du port de Burdigala (Bordeaux antique), se trouve au niveau du petit delta de la Devèze. Cet estey, également alimenté par les eaux de la Caudéran et du Peugue, est un petit affluent de la Garonne. Bien que la Devèze soit elle aussi soumise aux marées, comme la Garonne, l'embouchure cet estey offre un refuge aux bateaux contre les courants les plus violents. Le bassin portuaire ainsi formé est appelé le « bassin navigère ».
Avec l'implantation par Rome, de la tribu celte des Bituriges Vivisques en 56 av. J.-C., Burdigala devient un emporium du monde romain, l’un des comptoirs commerciaux d’un vaste empire qui s'étendra bientôt de l’Angleterre à l’Égypte.
Les navires grecs, bretons, ibères ou celtes se côtoient alors dans le port de la ville. On y échange de l’étain, mais aussi des outils, de la céramique grecque, du cuivre d’Espagne, du blé, et des produits méditerranéens. Le vin quant à lui, commence rapidement à être produit sur place après l’adaptation d’un cépage importé d’Albanie, la « biturica ».
Au début du Ier siècle, les berges de la Devèze sont aménagées en quais constitués de planchers de bois et de caissons.

#### Pendant le Bas-Empire, un port fortifié

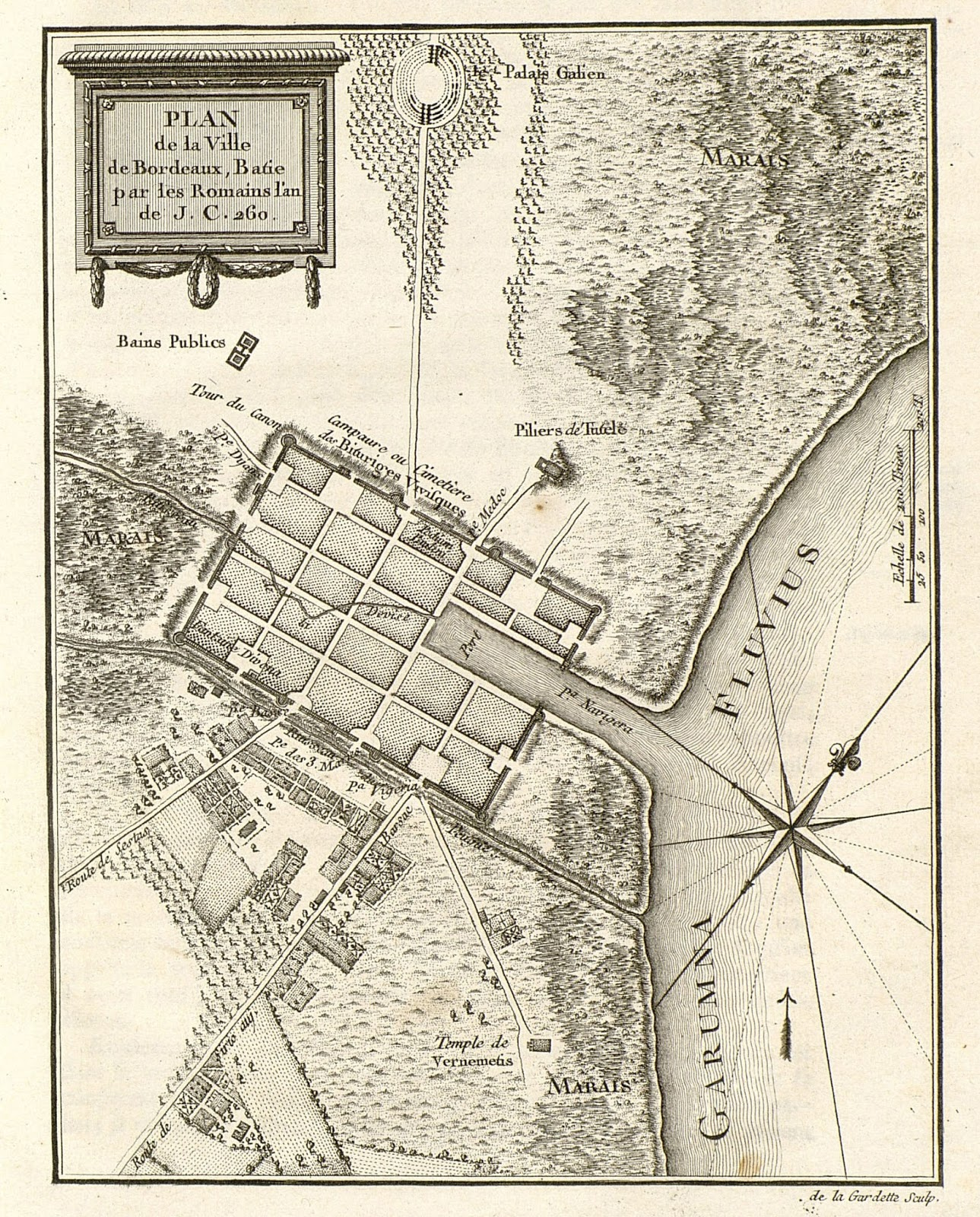
Carte schématique de Bordeaux au IIIe siècle, par Dom Devienne.

Au IIIe siècle, pour faire face aux guerres et aux invasions, la ville se protège derrière une première enceinte fortifiée, le castrum. L'embouchure de la Devèze est aussi partiellement fermée par un môle avec aménagement d'un chenal d’accès. C'est à l'emplacement de cette « porte navigère » qu'a été retrouvé la statue d’Hercule en bronze conservée au musée d'Aquitaine. Le Peugue, quant à lui, est détourné pour alimenter les fossés au sud de la ville.
Ce port du Bas-Empire est alors de forme rectangulaire. Il serait aujourd’hui délimité par la rue du Parlement au nord, la rue du Cancéra au sud, la rue des Piliers de Tutelle à l’ouest et enfin par la rue des Bahutiers et la place Saint-Pierre à l’est. Cela représente une surface modeste d'1,5 hectare à marée haute, et 1 hectare à marée basse, que le poète Ausone décrit ainsi : « Au milieu de la ville, le lit d’un fleuve nourri de sources ; quand le père Océan l’emplit de la marée bouillonnante, on voit s’avancer la mer tout entière avec ses flottes ».

### Le port de la Lune (duVIeauXVIIesiècle)
À partir du VIe siècle, en raison du détournement du ruisseau du Peugue, le port intérieur est envasé par un important dépôt, composé d’argile et surtout de sable, forçant l'activité à se déplacer sur les berges de la Garonne, le long du méandre en forme de croissant de lune. Souffrant de l'instabilité politique pendant la première moitié du Moyen Âge, le port devra attendre la période anglaise pour se développer. À nouveau affecté par la retour dans le royaume de France, l'arrivée de marchands étrangers va progressivement redynamiser son trafic à partir du XVIe siècle.

#### Activité réduite pendant le haut Moyen Âge
Même s'il reste limité en volume en raison de l'instabilité politique, le commerce conserve une certaine importance à Bordeaux et, aux VIe et VIIe siècles, des relations maritimes avec l’Espagne et l’Armorique sont mentionnées. Durant tout le haut Moyen Âge, la navigation tant fluviale que maritime reste primordiale, le réseau routier se détériorant.

#### Prospérité de l'époque anglo-gasconne

Premières armoiries de Bordeaux datant de Richard Ier d'Angleterre. Le port de la Lune est représenté en pointe de l'écu par un croissant dans la Garonne.

Le second mariage d'Aliénor d'Aquitaine, en 1152 avec Henri II Plantagenet, rattache l’Aquitaine gasconne au royaume d’Angleterre pour trois siècle. Des relations maritimes étroites voient alors le jour avec les îles britanniques et les pays nordiques : on exporte des vins depuis Bordeaux et on importe d'Angleterre des draps, du blé et des albâtres.
En 1224, le port de La Rochelle, jusqu'alors au mains des Anglais, est pris par les Français, faisant ainsi de Bordeaux le seul port atlantique pour la commercialisation des vins vers l'Angleterre et les pays flamands, très demandeurs.
En 1303-1304, 982 bateaux partent de Bordeaux : 40 % sont anglais, 22 % bretons, 10 % normands, 9 % basques, 5 % cantabres, 3 % oléronais, et seulement 0,50 % bordelais.
En 1308-1309, ce sont 102 724 tonneaux, soit 850 000 hectolitres, qui partent de Bordeaux, essentiellement vers l'Angleterre. Outre le vin, sont exportés draps, orfèvrerie et surtout armes et armures. En échange, la Saintonge fournit du sel, le Pays basque des métaux, le Portugal de l'huile et du sucre, l'Angleterre des tissus, des métaux et des produits alimentaires.
Parfois, les épidémies de peste affectent durement la ville. Par exemple lors de la crise de 1348, les exportations de vins passent de 16.577 tonneaux en 1336, à 5.923 tonneaux.
Cette période de prospérité s'achève pour Bordeaux et son port au milieu du XVe siècle, avec la fin de la guerre de Cent Ans remportée par les Français contre l'alliance des Anglais et des Bordelais.

#### Retour dans le royaume de France

##### Reprise progressive auXVIesiècle
La conquête française affaiblit dans un premier temps le port et le commerce des vins. Puis, une nouvelle période de stabilité permet au port de se redévelopper. Après les Bretons, ce sont les Flamands et les Allemands qui arrivent en nombre à Bordeaux. De nouvelles activités s'ajoutent au négoce traditionnel. À partir de 1506, poivre, sucre, bois brésil apparaissent sur les quais de la ville. Puis en 1516, ce sont les morutiers et baleiniers, toujours étrangers à Bordeaux, qui vont jusqu'à Terre-Neuve. Au pied du château Trompette, forteresse qui surveille la ville et son port, un nouvel espace est réservé aux bateaux étrangers, près du couvent des Chartreux. Il est à l'origine du quartier des Chartrons.
Au même moment se développe la batellerie, le transport fluvial sur la Garonne et ses affluents. Ainsi, peuvent arriver à Bordeaux les produits du Languedoc, du Quercy ou du Rouergue.
Pendant la première partie du XVIe siècle, le port est en relation avec toute l'Europe occidentale, des Flandres à l'Espagne. Il exporte des céréales, du vin et du pastel.
En 1568, le poète Pierre de Brach décrit dans son Hymne à Bordeaux sa fascination pour le spectacle qu'offre le port :
Ondoyant pli sur pli l'haleine des vents…

D'autant de noms divers, propres, non mensongers

Notre port est nommé des lointains étrangers :

L'un le port de la Lune et l'autre de Gascogne,

L'autre le port vineux, bon abord pour l'ivrogne

L'autre le bon, le fort, le tranquille, l'heureux

Et mille autres noms qui sont communs entre eux. »

##### LeXVIIe: siècle hollandais

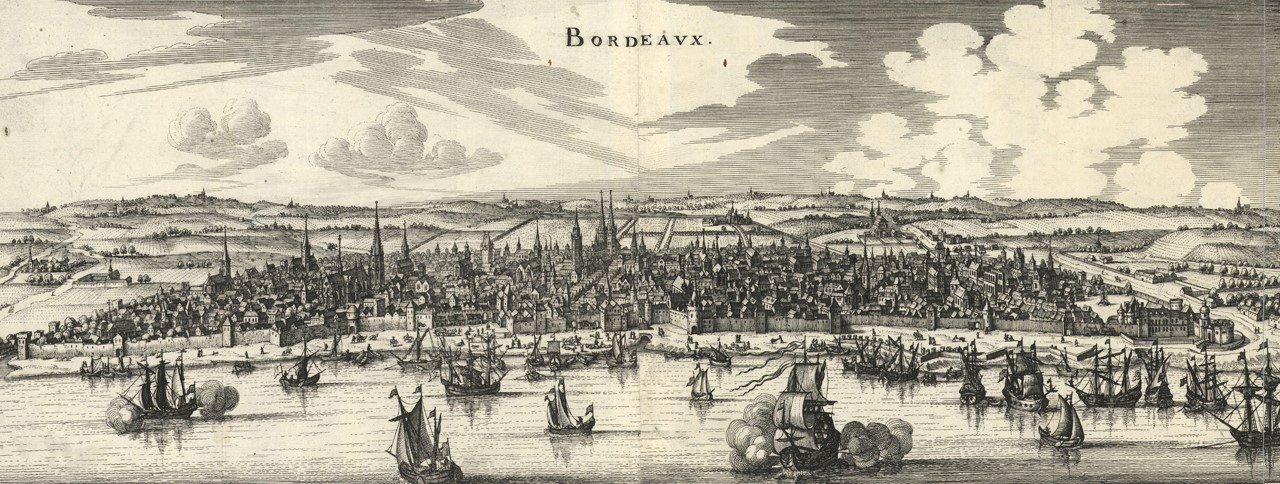
Bordeaux en 1644, par Matthäus Merian.

Après les troubles des guerres de religion entre catholiques et protestants, puis la participation de Bordeaux à la Fronde, la situation revient au calme par la force, permettant au commerce de reprendre.
Avec la chute définitive de La Rochelle protestante, de nombreux marchands hollandais, grands amateurs de vins, s'établissent à Bordeaux. Certains s'installent dans le quartier des Chartrons où ils forment une importante colonie. En témoignent les maisons flamandes de Bordeaux, et les dessins réalisés par Herman van der Hem. Ce sont également les Hollandais qui importent l'ajout de soufre dans le processus de fabrication du vin, lui permettant de vieillir, et facilitant son transport. Le traditionnel claret bordelais fait alors place au vin noir (vin rouge actuel) pour répondre à la demande.
Vers 1650 les navires des Provinces-Unies représentent le quart des navires fréquentant le port de Bordeaux et 70% des tonnages. À la fin du XVIIe siècle, ils assurent plus des 2/3 des exportations de vin, grâce à la supériorité de leurs navires plus grands et plus économiques.

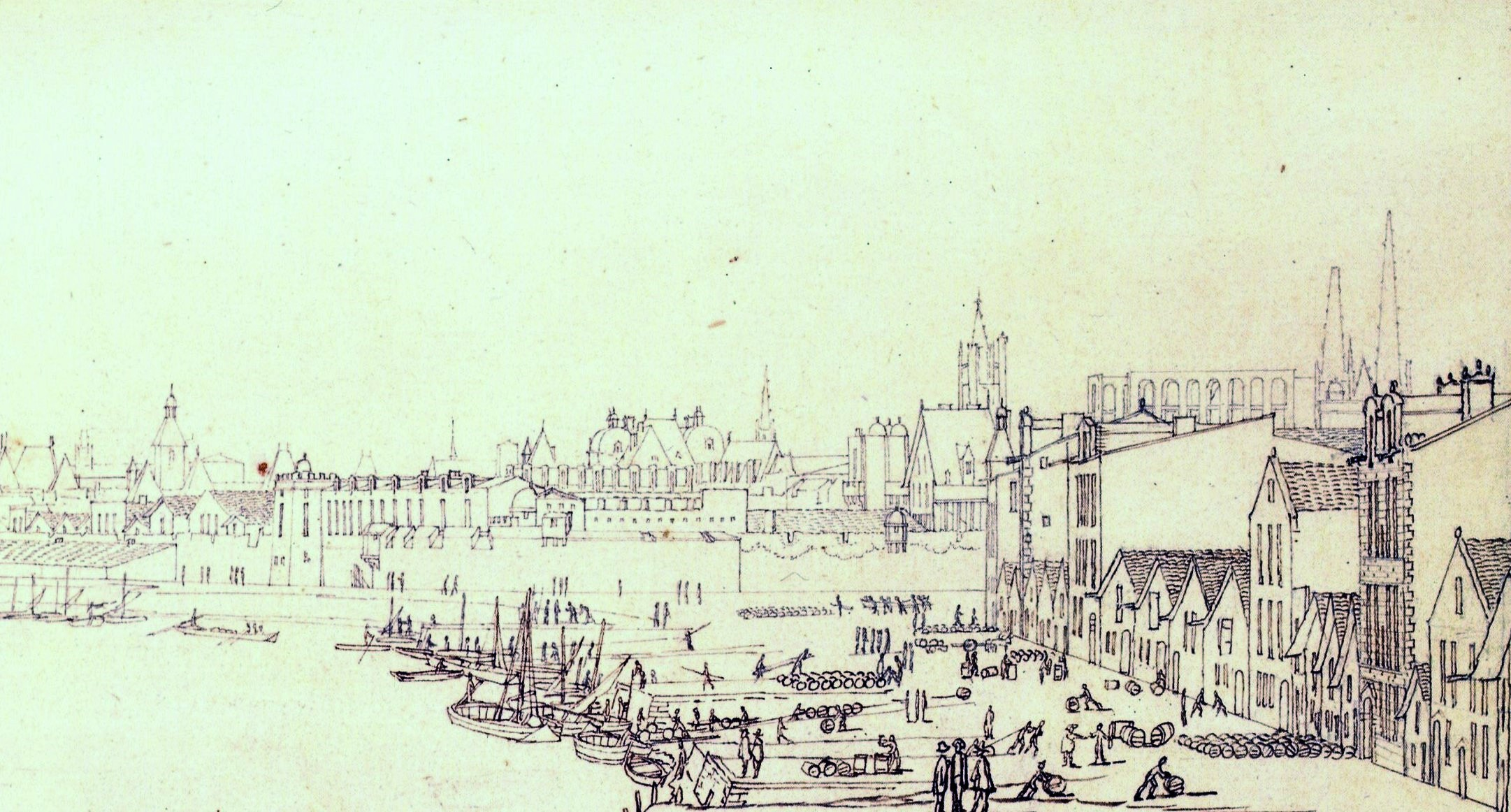
Le quai des Chartrons au milieu du XVIIe siècle, par le dessinateur hollandais Herman van der Hem.

Le vin conserve la première place dans les trafics du port. Même si on est loin des records du Moyen Âge, les exportations atteignent  60.000 tonneaux par an au début des années 1640, puis 86.000 en 1699-1700.
Les exportations de vins et d'eaux-de-vie restent à un niveau élevé mais elles sont assurées aux deux tiers par et pour les Hollandais très attachés à Bordeaux. Les négociants bordelais laissent se créer un arsenal et des constructions navales dans le nouveau port de Rochefort, et ne sont pas partie prenante des Compagnies des Indes occidentales et des Indes Orientales. Le commerce du vin local leur suffit. C'est la grande richesse du port, célébré par un poème de 1656 :
Devant nous paraître Bordeaux,

Dont le port en croissant resserre

Plus de barques et de vaisseaux

Qu'aucun autre port de la terre.

Car ce fâcheux et rude port,

En cette saison à la gloire

De donner tous les ans à boire

Presque à tous les peuples du Nord. »

### Le port colonial (duXVIIeauXXesiècle)
À partir du XVIIIe siècle, avec du retard par rapport à d'autres ports français de la façade atlantique, Bordeaux se consacre avec succès au commerce avec les colonies jusqu'à devenir le premier port français, et le deuxième port au monde après Londres.
Dans un premier temps le commerce s'effectue avec les colonies des Amériques, et en particulier des Antilles et de Louisiane. Les négociants bordelais prennent alors une part importante dans la traite négrière, même si Bordeaux n'est que le troisième port français en nombre d'expéditions. Il est toutefois le port français qui profite le plus de l'esclavage grâce au commerce en droiture des denrées produites par les captifs dans les colonies.
Après la révolte des esclaves de Saint-Domingue et la perte de la « Perle des Antilles », le port de Bordeaux va s'orienter, au XIXe et XXe siècles, vers le commerce avec les nouvelles colonies d'Afrique et d’Extrême-Orient.

#### XVIIIesiècle, le commerce atlantique et l'esclavage

##### Le commerce colonial

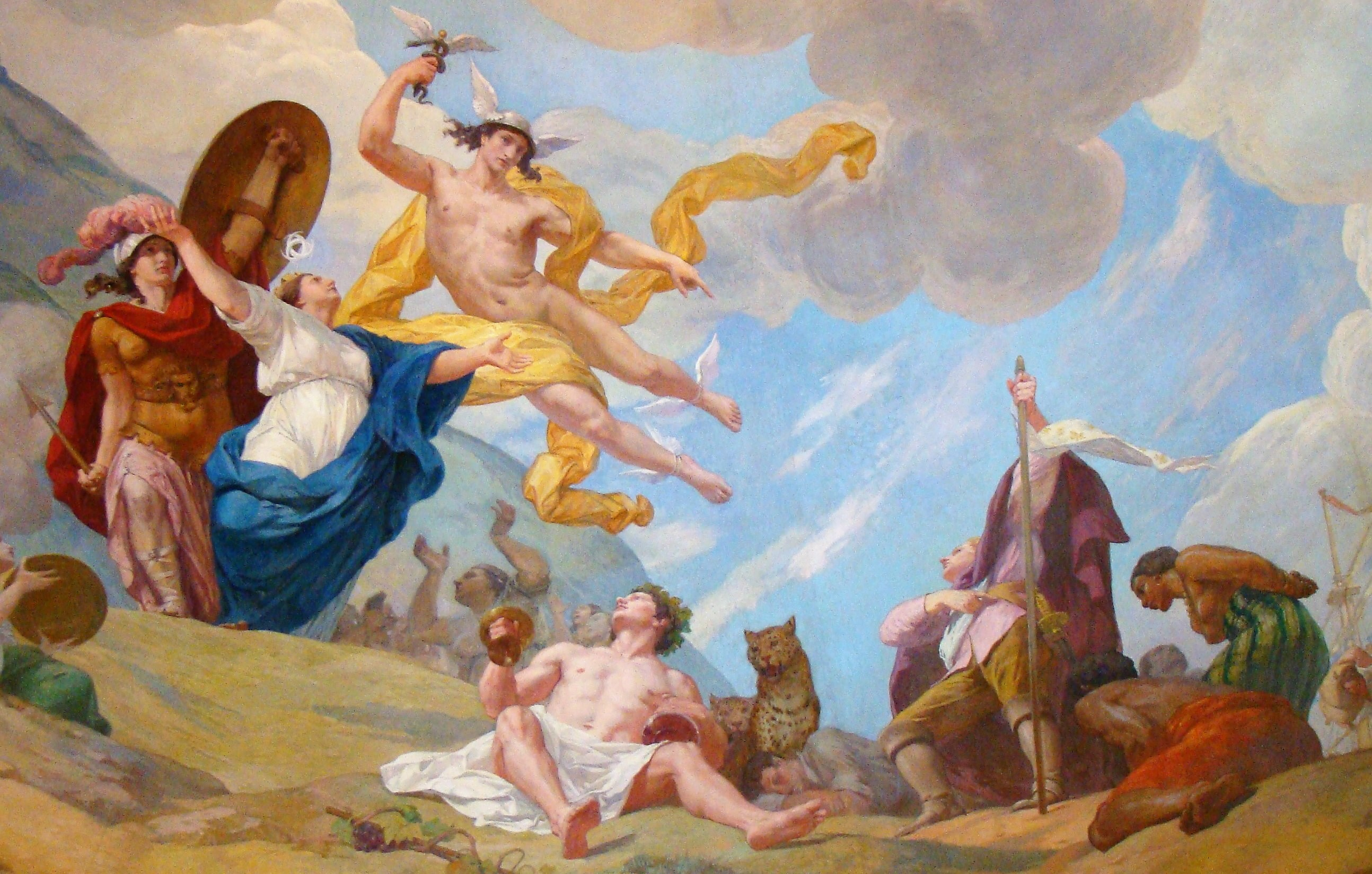
Détail de la fresque du Grand-Théâtre de Bordeaux montrant les richesses de la ville : le vin, la navigation et l'esclavage.

Le volume d'échange engendré par le développement du commerce colonial place Bordeaux au premier rang des port français, et au second rang mondial derrière Londres. De 141.000 tonneaux en 1720-1724, il passe à 250.000 en 1780, pour atteindre 303.000 tonneaux en 1786. La valeur des produits passe de 13 millions de livres en 1717 (euros), à 250 millions en 1789 (euros). Concernant uniquement les exportations, Bordeaux représente 20% de celles de la France en 1717, puis passe à 41% entre 1786 et 1789.
Le développement du commerce colonial est tardif à Bordeaux. Il faut attendre la toute fin du XVIIe siècle pour que le l'essor de la culture de la canne à sucre multiplie les relations entre la ville et les Antilles.
Entre 1697 et 1699, 18 bateaux quittent Bordeaux pour les îles : fait nouveau, 10 sont bordelais. En 1701 et 1702, ce sont 50 navires qui prennent la mer. Ceux-ci sont chargés des denrées dont les colonies ont besoin : vin, tissus, vêtements et outils. Au retour, ils rapportent les marchandises produites par les esclaves dans les habitations coloniales : sucre, coton, épices, café et cacao. Ces allers-retours directs entre la métropole et les colonies forment le "commerce en droiture". Ils sont complémentaires du "commerce triangulaire", lequel inclut une étape supplémentaire en Afrique pour s'approvisionner en esclaves, livrés ensuite dans les exploitations coloniales.

##### La traite négrière
Contrairement à d'autres ports français comme La Rochelle, Nantes ou Le Havre, celui de Bordeaux va participer plus tardivement à la traite négrière transatlantique. En effet, même si en 1716 le port est officiellement autorisé à participer au commerce triangulaire, il faut attendre les années 1730 pour que les négociants bordelais commencent à investir sérieusement dans ce trafic. Celui-ci connaîtra ensuite un développement exponentiel. De 1749 à 1755, 37 navires partent de Bordeaux pour la Guinée (Nantes en envoie 203 à la même période).
Interrompues par la guerre de Sept Ans, les expéditions négrières reprennent fortement entre 1763 et la guerre d'indépendance américaine. Enfin, elles s'envolent entre 1783 et 1792 : en une décennie, les armateurs bordelais vont armer 262 navires pour la traite, devenant alors le premier port négrier français.
Au total, 508 expéditions ont été organisée depuis le port de Bordeaux, entrainant la déportation de 150 000 individus.

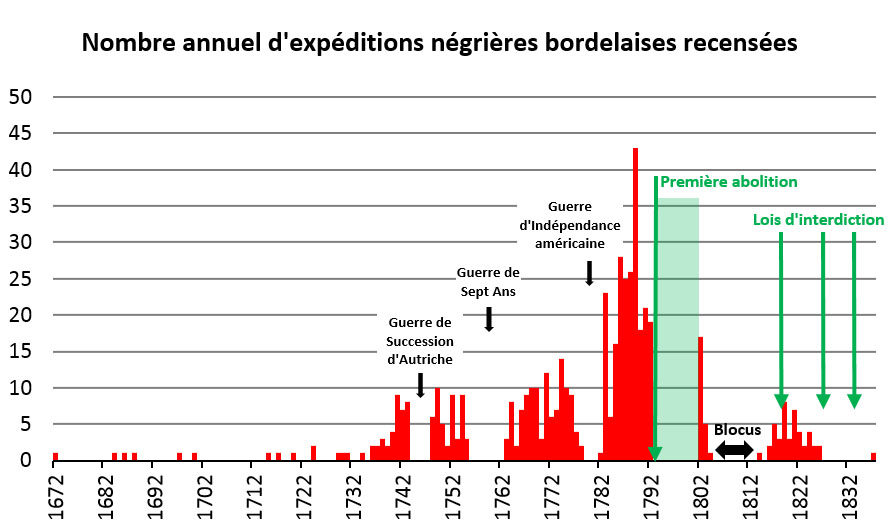
Évolution annuelle du nombre d'expéditions bordelaises de traite armées par des maisons bordelaises.

##### Le commerce en droiture et les marchandises en transit
Le commerce colonial du port de Bordeaux est composé à 5% de traite négrière, et à 95% de commerce en droiture, à avoir en ligne directe entre la métropole et les colonies, sans passer par l'Afrique pour chercher des esclaves. Ce trafic était jugé moins risqué, et mobilisait des capitaux moindres. En revanche, c'est bien les marchandises produites par les esclaves qui transitent par le port de Bordeaux, et font de celui-ci le port qui a le plus profité de l'esclavage en France. La ville devient un gigantesque entrepôt de denrées coloniales, qui sont réexpédiées, directement ou après transformation, vers les pays d'Europe du Nord-Ouest. La ville compte alors de nombreuses raffineries de sucre.

##### Les autres commerces
Conséquences de la situation géopolitique, les relations commerciales avec les nations européennes évoluent. Certaines se contractent quand d'autres s'amplifient. Entre les années 1710 et les années 1760, la part des exportations vers le marché hollandais passe ainsi de 53 à 32%. De même, l'Angleterre passe de 16% du total des exportations du port de Bordeaux, à seulement 2%. À l'inverse, les pays plus au nord (Allemagne hanséatique et Pays baltes) passent de 10 à 50%.

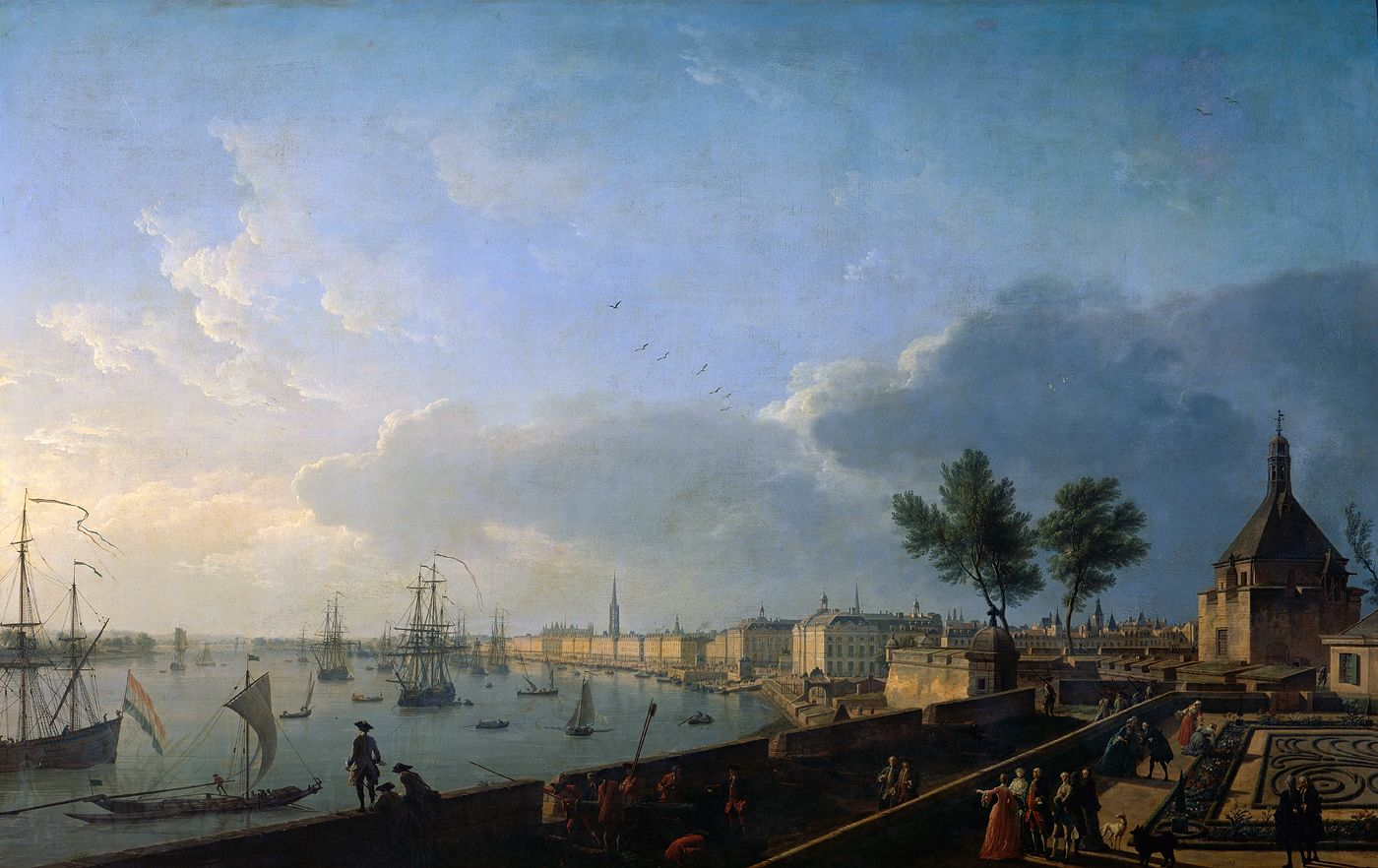
Deuxième vue du port de Bordeaux prise du château Trompette, 1759, par Joseph Vernet.

#### Rupture révolutionnaire
L'instabilité économique engendrée par la Révolution française, et les guerres entre nations européennes, affectent en partie le trafic bordelais. Toutefois, c'est la révolte des esclaves à Saint-Domingue en 1791, qui marque un arrêt brutal dans le développement exponentiel du port de Bordeaux. Ces pertes ne sont que partiellement compensées par la venue, entre 1795 et 1807, de plus de 2.000 bateaux américains dont Bordeaux est la principale destination, les Anglais imposant leur blocus sur les ports de la Manche. 

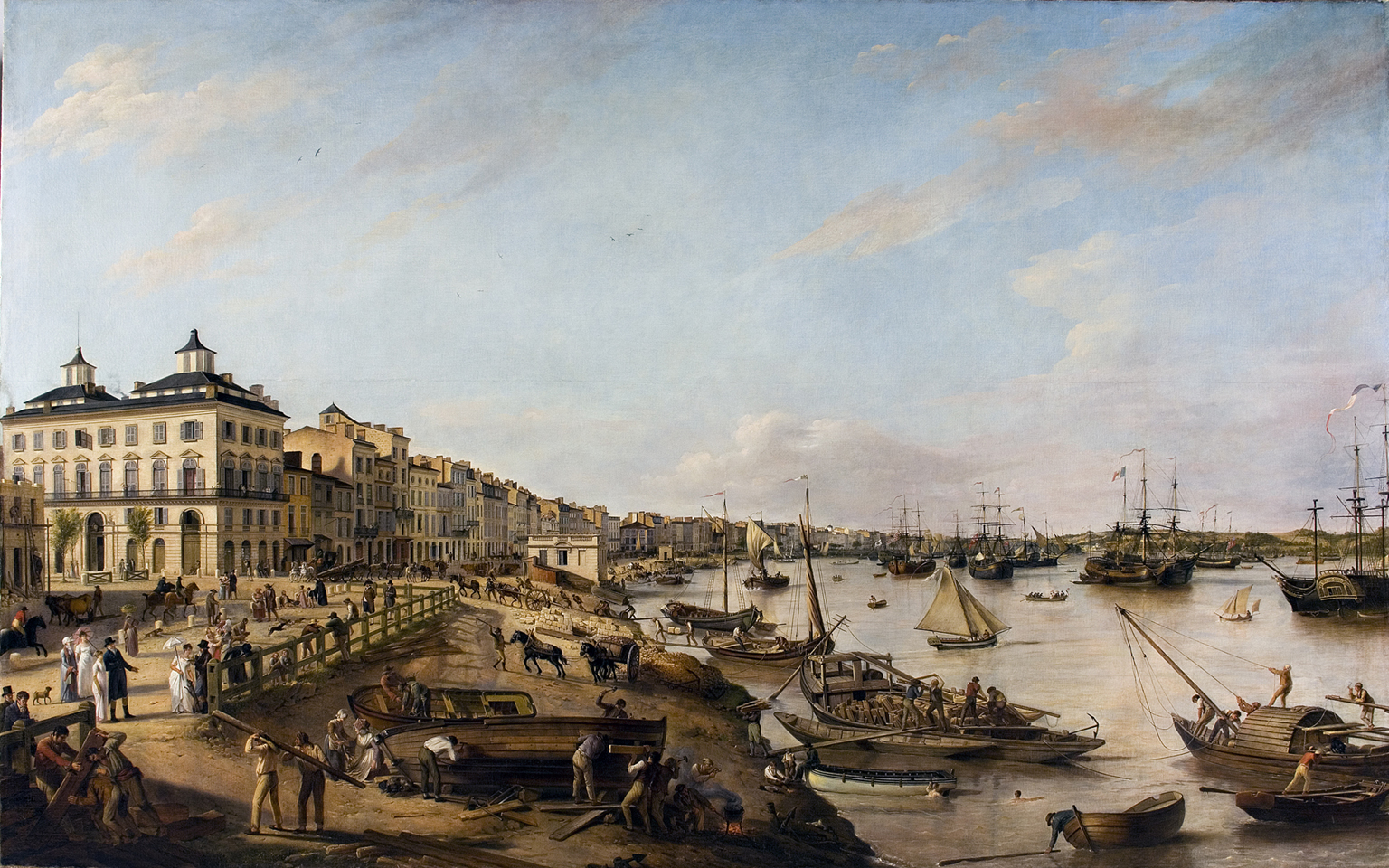
Vue du quai des Chartrons vers 1806, par Pierre Lacour.

#### Bordeaux, modeste ville corsaire
Bien que la course soit relativement peu importante à Bordeaux, les négociants bordelais ont tout de même lancé 203 corsaires entre 1793 et 1814, vers des destinations plus ou moins lointaines.

#### Reprise progressive auXIXesiècle

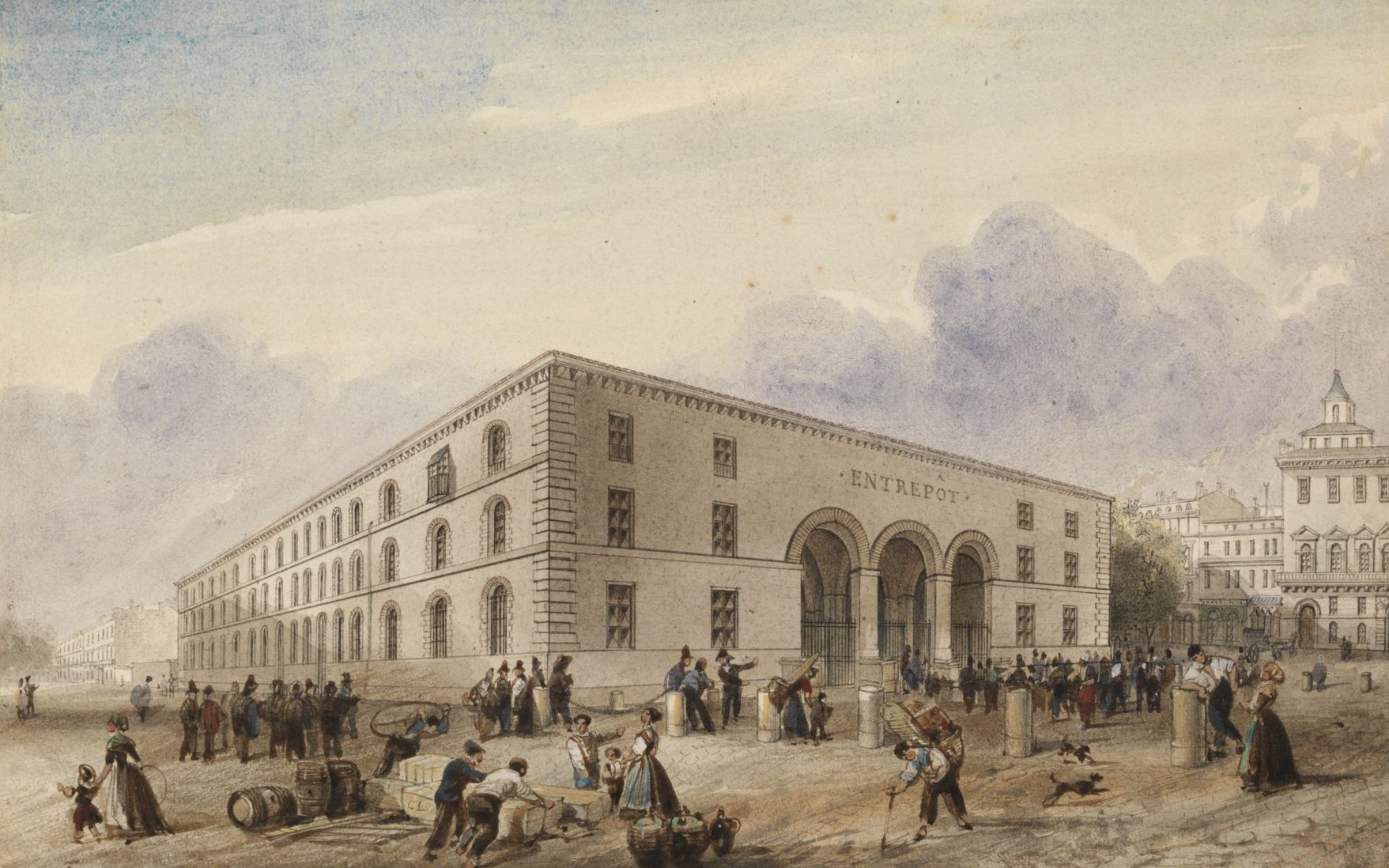
L'Entrepôt réel des denrées coloniales (dit Entrepôt Lainé), construit en 1824.

En 1815, du fait de la perte de sa plus riche colonie, Saint-Domingue, à la suite de la grande révolte des esclaves, et en raison des guerres napoléoniennes, le port de Bordeaux est en difficulté à la chute du Premier Empire en 1815. Afin d'aider à la relance de la vie économique de Bordeaux, les riches négociants locaux, menés par le banquier et armateur Pierre Balguerie-Stuttenberg, incitent dès 1820 les Douanes et la Chambre de commerce de Bordeaux à s'équiper de lieux de stockage faciles d'accès et permettant d'entreposer dans de bonnes conditions les marchandises en transit. Celles-ci sont issues des plantations coloniales et produites par les esclaves. La construction de l'Entrepôt réel des denrées coloniales (dit Entrepôt Lainé) est achevée en 1824 par Claude Deschamps. Ce même ingénieur venait de réaliser deux ans auparavant le pont de pierre, qui sépare alors le port de Bordeaux en deux : en amont le port fluvial, et en aval le port maritime.

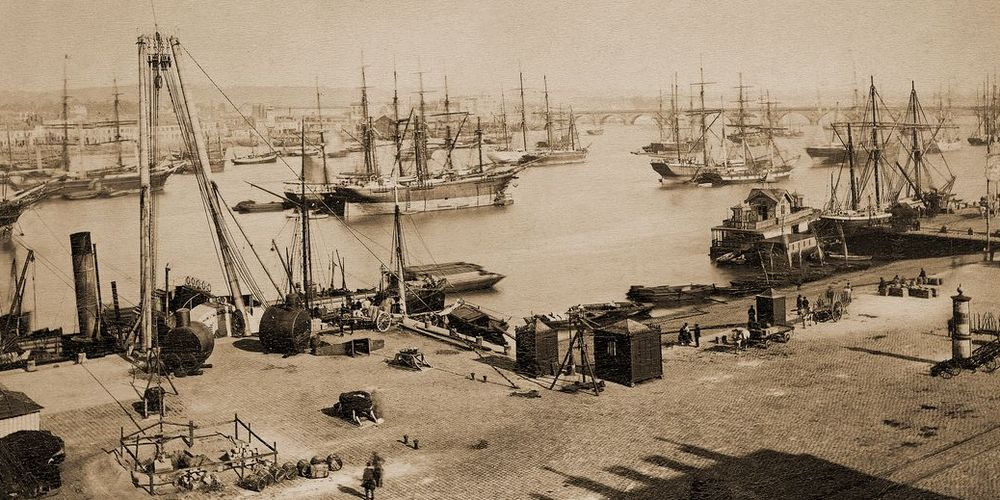
Le port vers 1880.

Les équipements portuaires se modernisent ensuite progressivement. À partir de 1844, les quais verticaux commencent à remplacer les "cales". Les bateaux peuvent alors venir à quai, et être progressivement déchargés par des grues. Des entrepôts se construisent tout le long de la Garonne.
Le vin occupe toujours une place importante. Les débouchés changent, une part notable de la production partant pour l'Amérique.
La signature d’un traité franco-anglais de libre-échange en 1860, surnommé « le coup d'État douanier », favorise l'activité du port : les exportations de vins quadruplent, de nouvelles lignes sont créées et la liste des produits importés et exportés s’allonge. Les conquêtes coloniales de la troisième république sont également très favorables à l'activité du port. C'est le cas par exemple des négociants Maurel et Prom, qui s'intéressent au Sénégal pour le commerce de l'arachide. D'autres envoient leurs navires dans l'océan Indien et en mer de Chine.

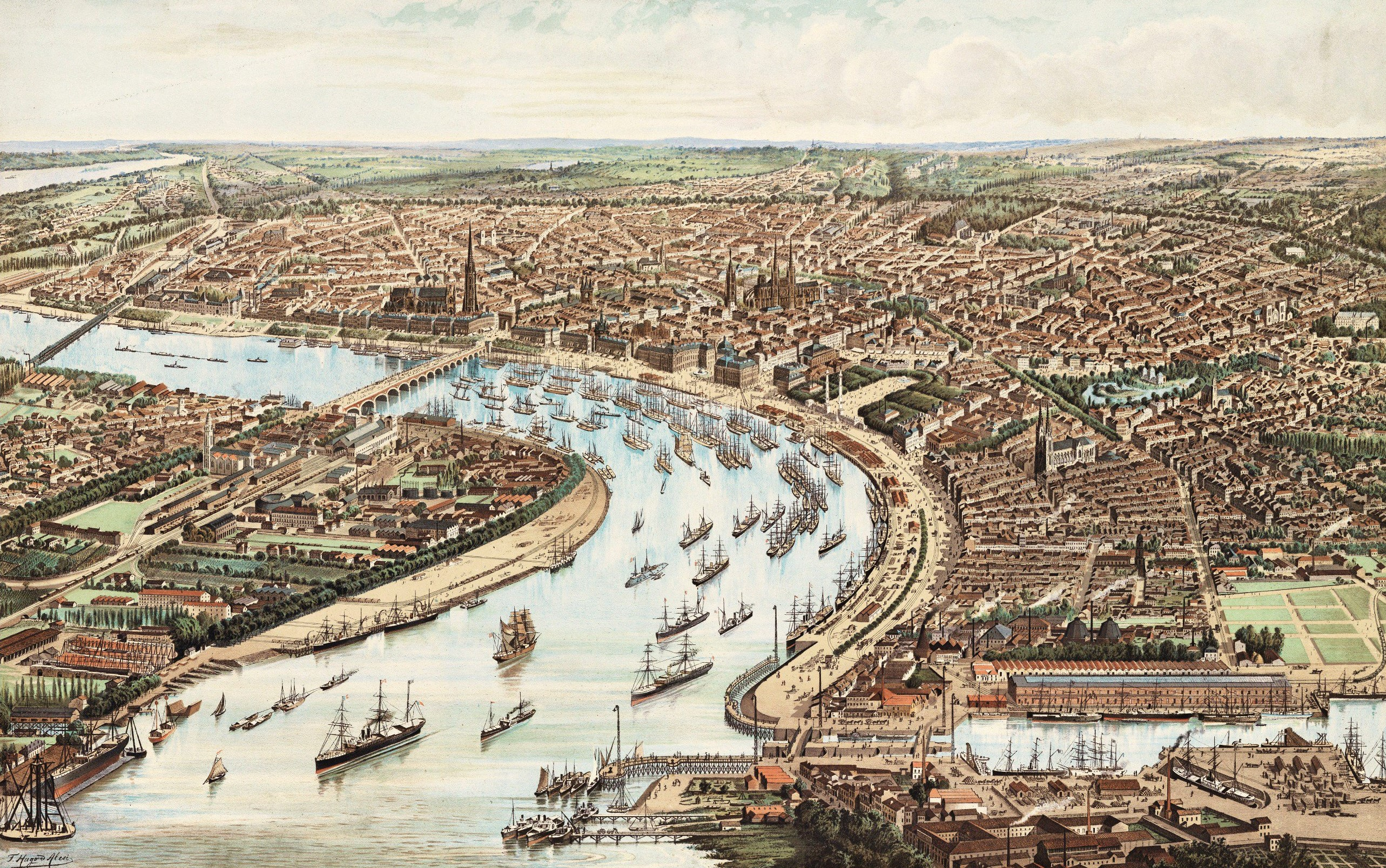
Vue cavalière du port de Bordeaux en 1899, par Hugo d'Alesi.

##### L'incendie de 1869
Dans la soirée du 28 septembre 1869, une allège remplie de pétrole prend feu. Du liquide enflammé courut sur la rivière, créant une nappe de feu immense et compacte, qui roulait sur les flots, s'avance implacable vers la rade et brulant 17 navires (14 trois-mâts, 2 goélettes et un brick). L'incendie dura toute la nuit, mais heureusement aucun mort ne fut à déplorer.

Incendie dans le port de Bordeaux le 28 septembre 1869
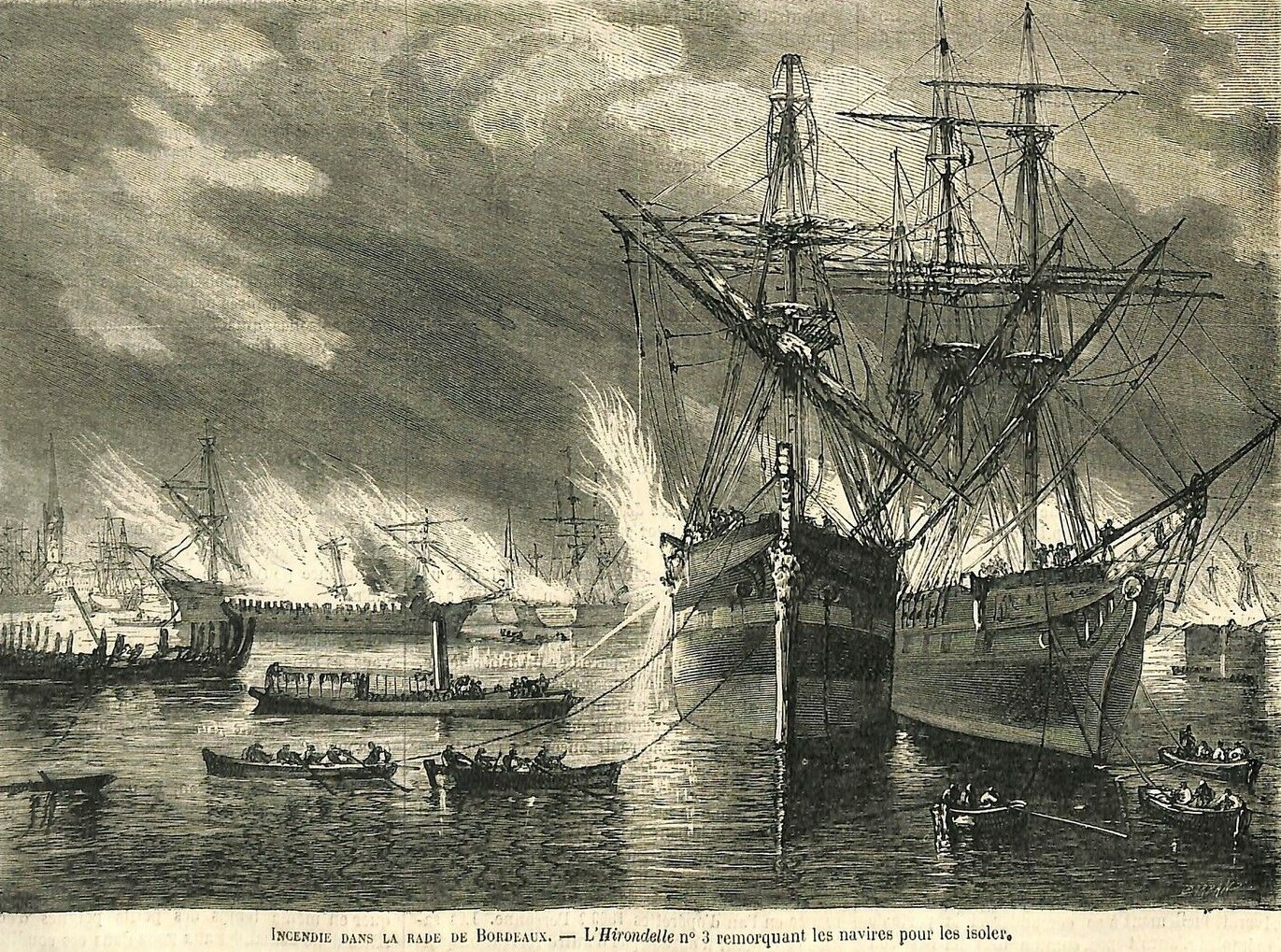
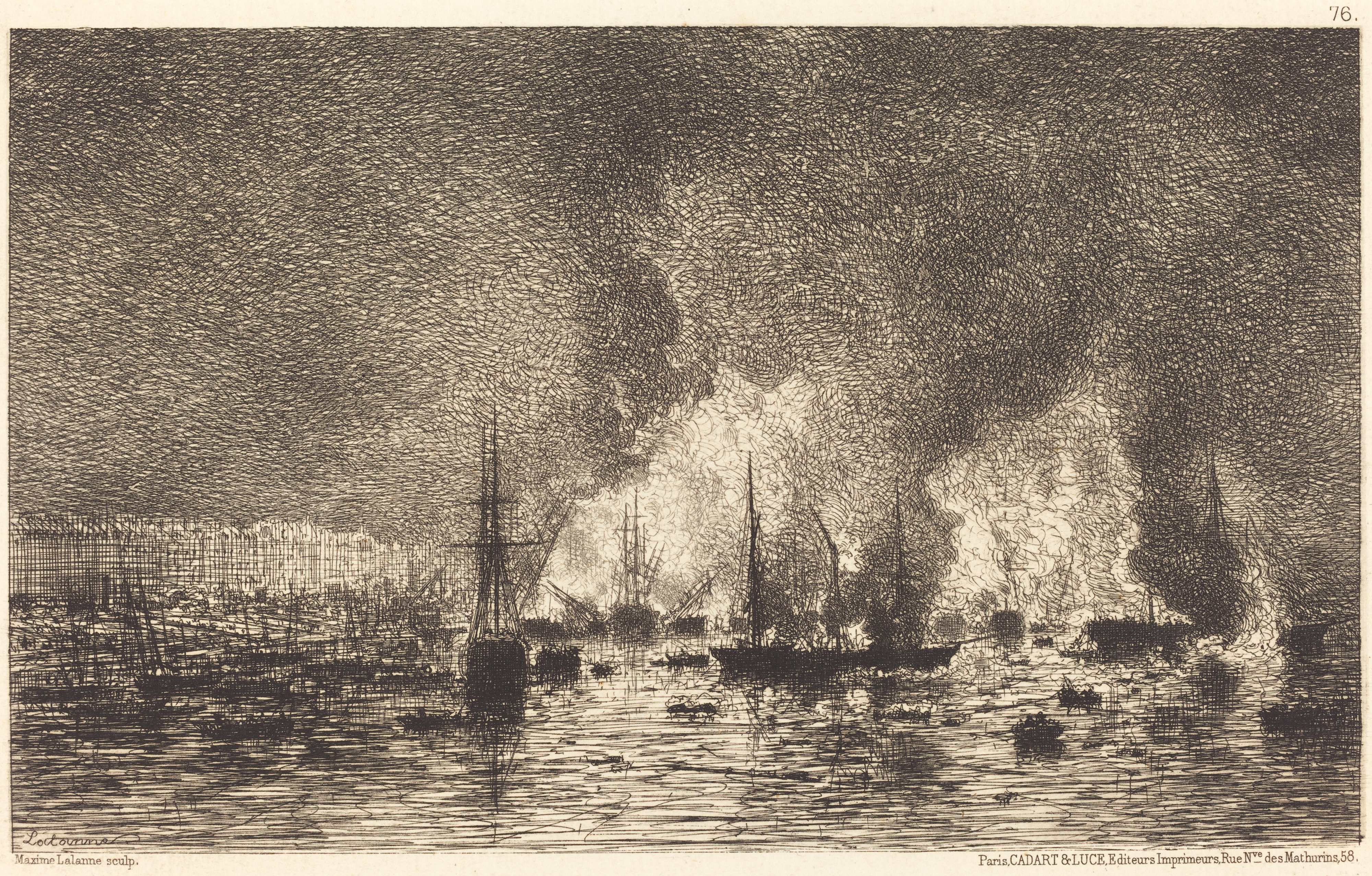

##### La construction des Bassins à flot

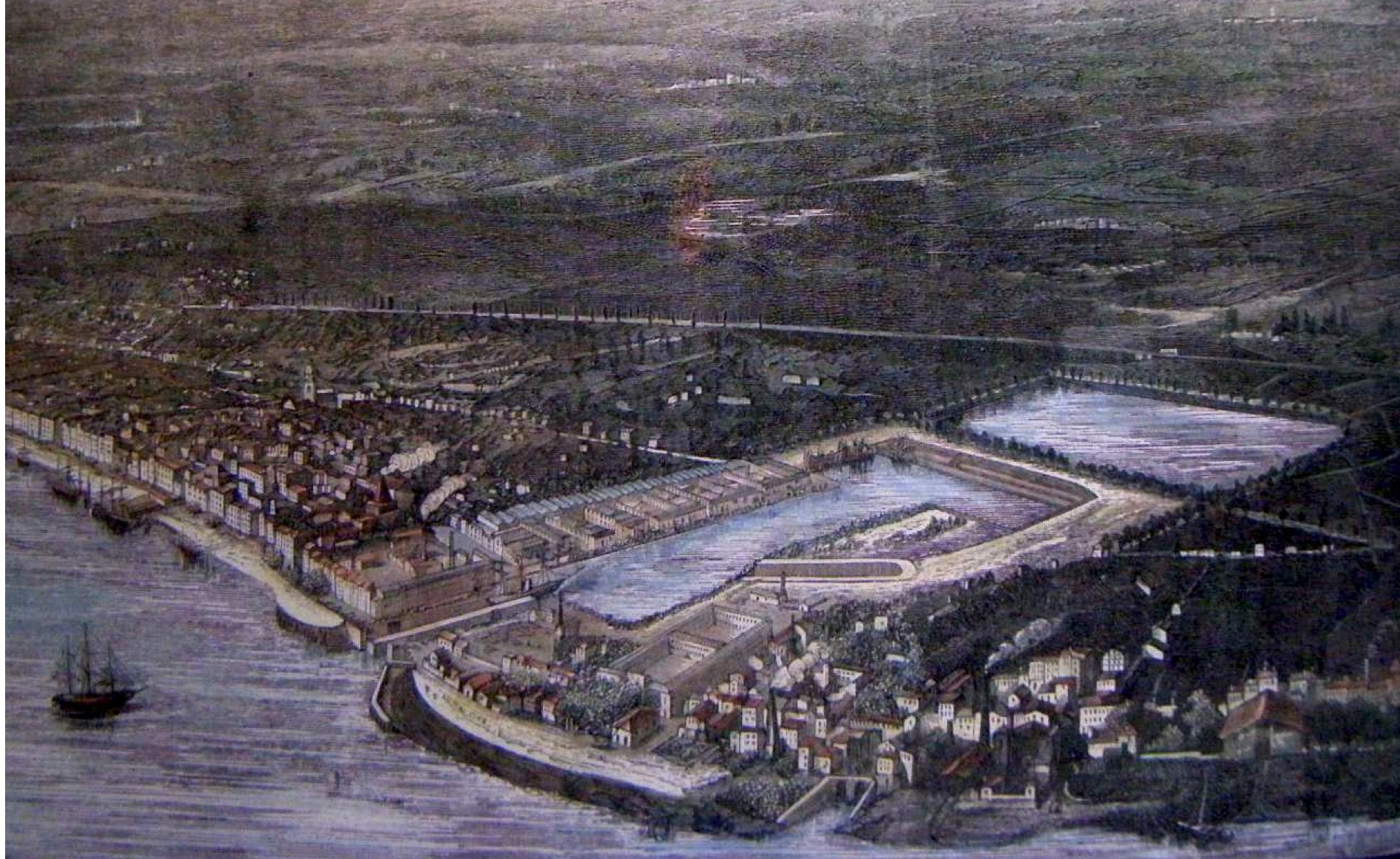
Le nouveau bassin à flot, inauguré le 18 octobre 1879, d'après un dessin de M. Terpereau.

Avec la construction du pont de pierre en 1822, le port va s'étendre plus au nord vers le quartier de Bacalan. Afin de pouvoir travailler les navires à l'abri des marées, un vaste chantier est entamé au nord de la ville pour construire un premier "bassin à flot". Les travaux de creusement commencent en 1869, et le bassin est mis en service dix ans plus tard. Afin de maintenir un niveau d'eau correct, et éviter un maximum de pompage dans la Garonne d'une eau chargée en vase, un bassin est réalisé à côté, alimenté par plusieurs puits artésiens et par la jalle d'Eysines. Également, deux formes de radoub sont construites en pierres de taille. Elles sont désormais inscrites en totalité, incluant leur machinerie, à l'inventaire supplémentaire des Monuments historiques depuis 2008.
Entre 1906 et 1911, un second bassin à flot est construit plus au nord, relié au premier par un pertuis. Au total la superficie des plans d'eau représente 20 hectares, avec une profondeur de 10 mètres.
Autour, se développe une importante zone industrielle comprenant des faïenceries (Johnston/Vieillard), des raffineries (Saint-Rémi), des huileries (Lesieur), des chantiers navals, construction aéronautique (Dyle et Bacalan)...

Les Bassins à flot
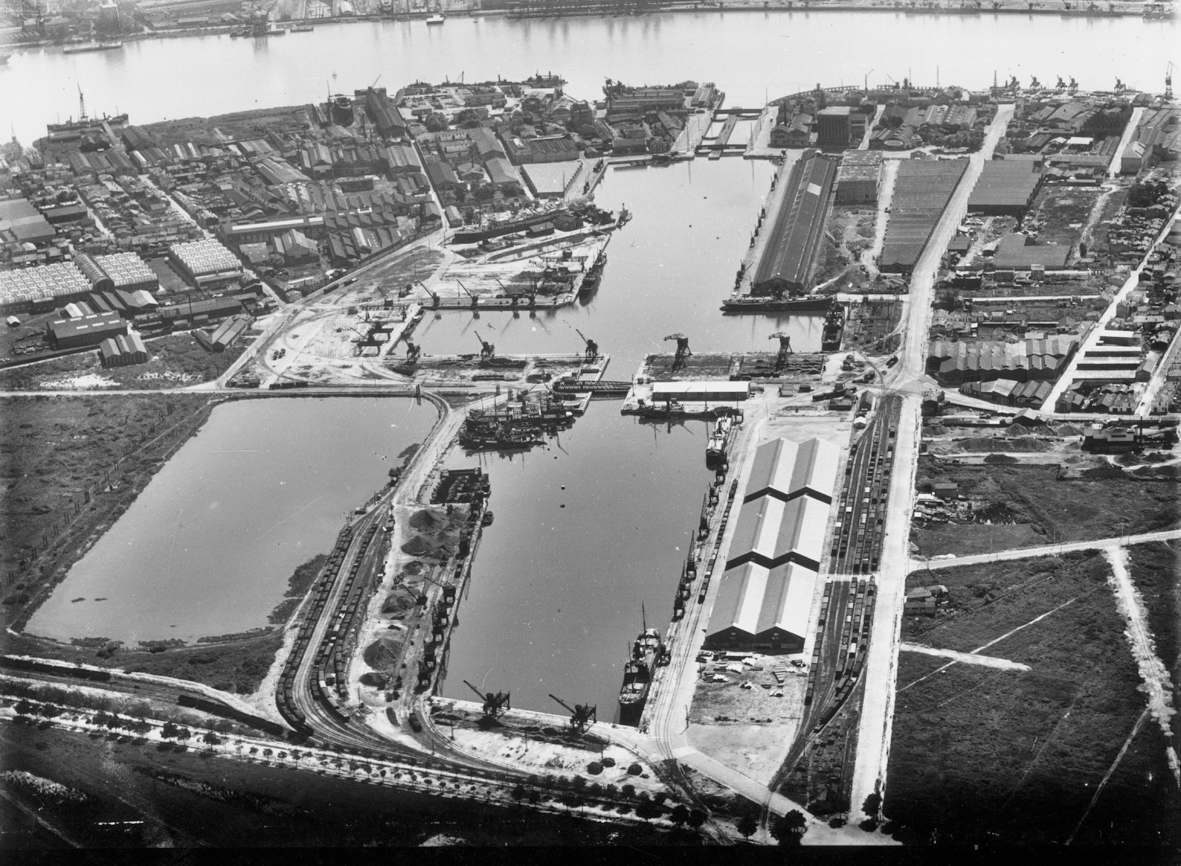
Vue aérienne des bassins à flot no 1 et no 2 et du bassin d’alimentation (où est aujourd'hui la Base sous-marine), 1924
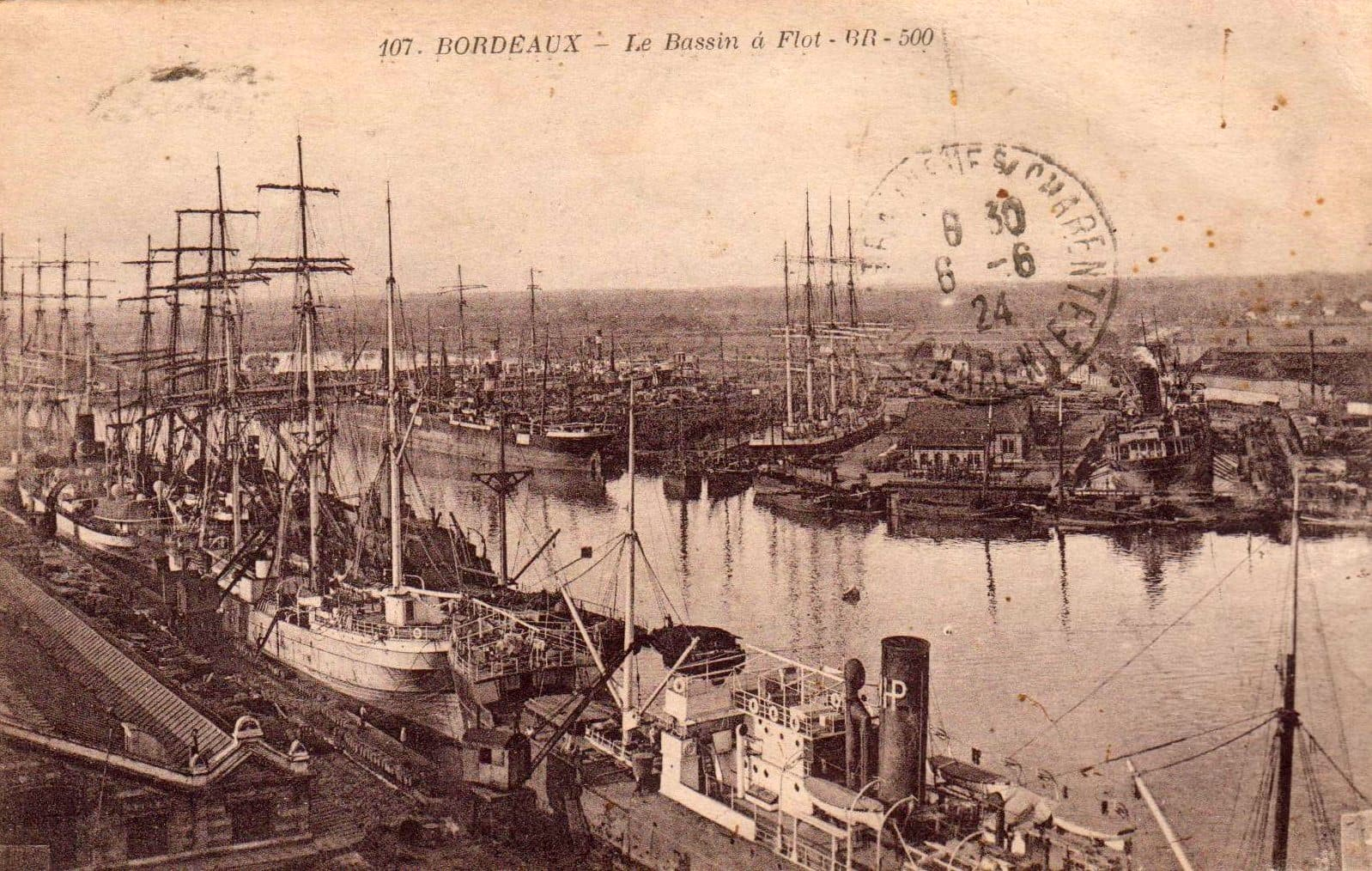
Le 1er bassin vers 1910.
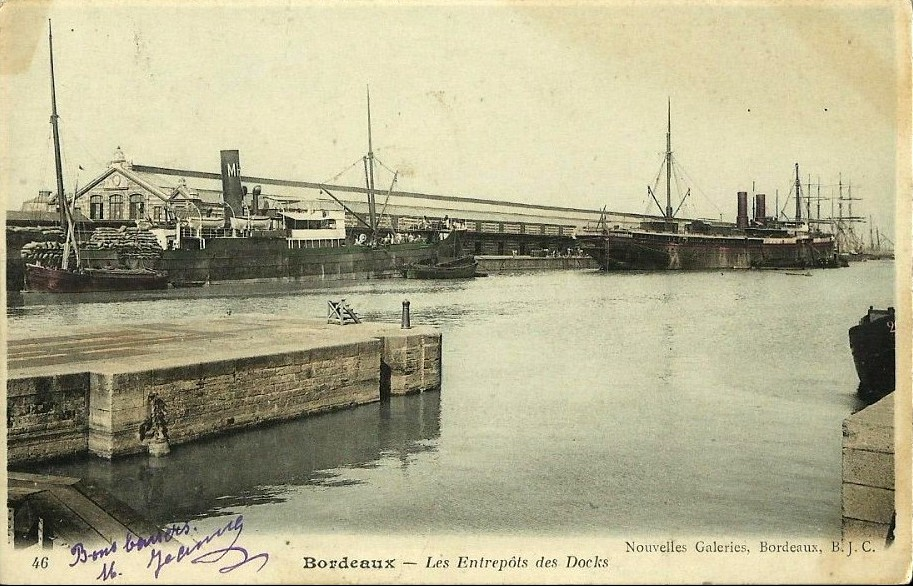
Les docks du 1er bassin entre 1900 et 1920.
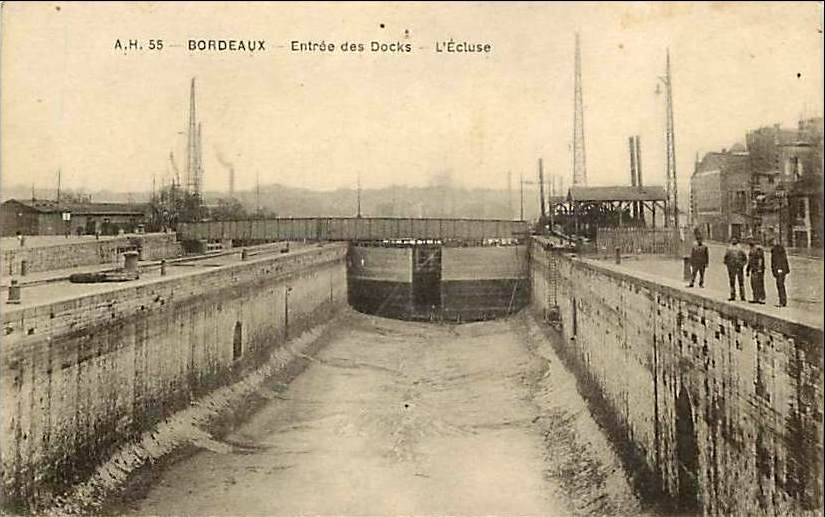
L'écluse, vers 1900-1920.
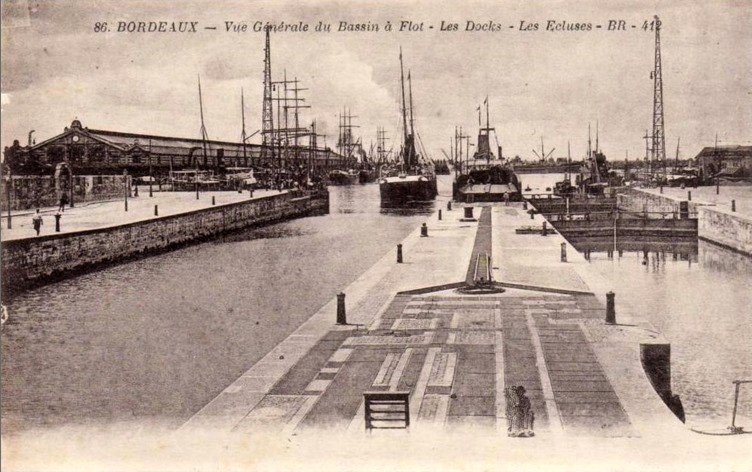
Écluses, vers 1910.
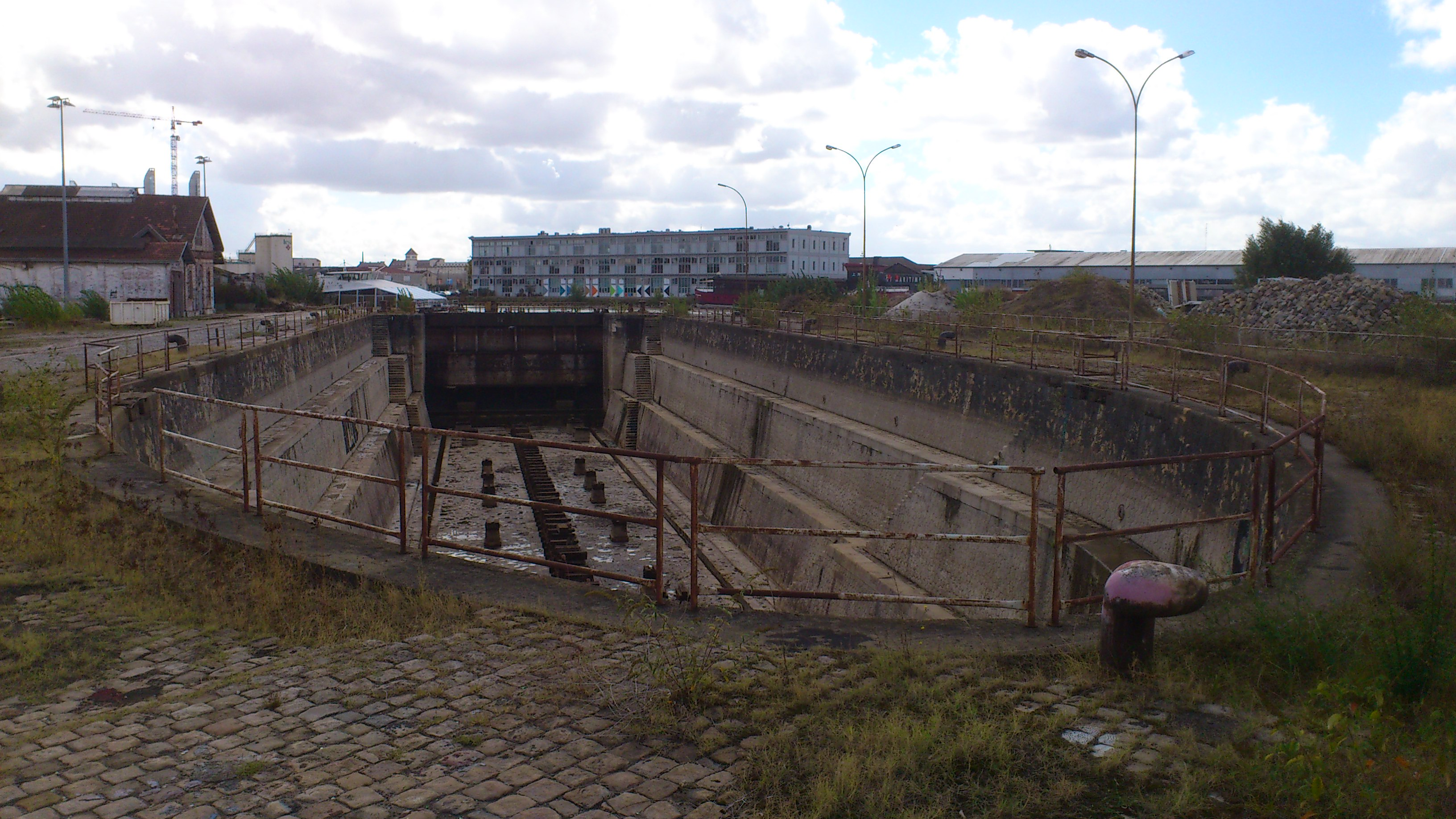
Formes de radoub des Bassins à flot, en 2012.
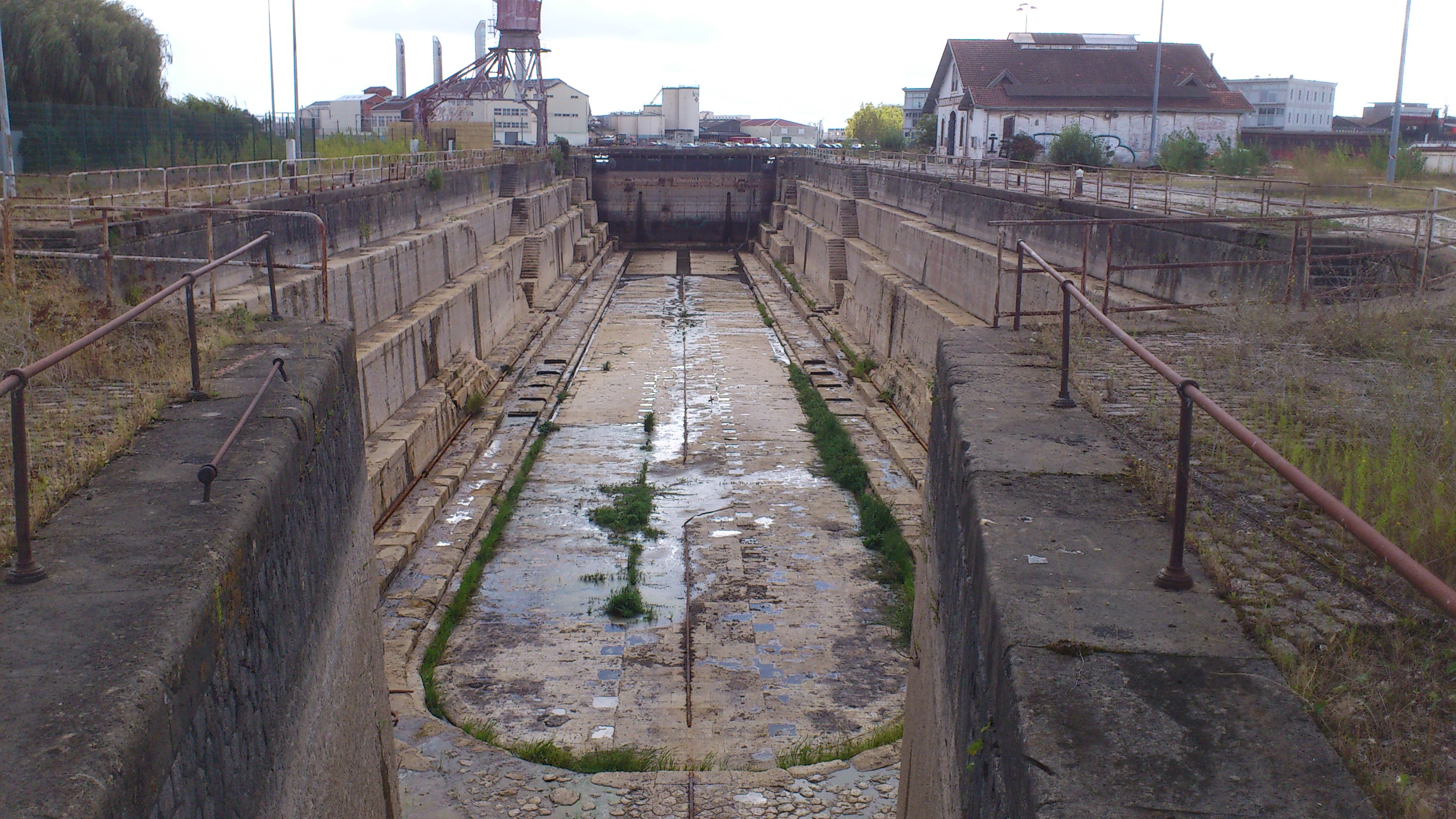
Formes de radoub des Bassins à flot, en 2012.

### Le port en déclin (duXXeauXXIesiècle)

#### L'âge des paquebots

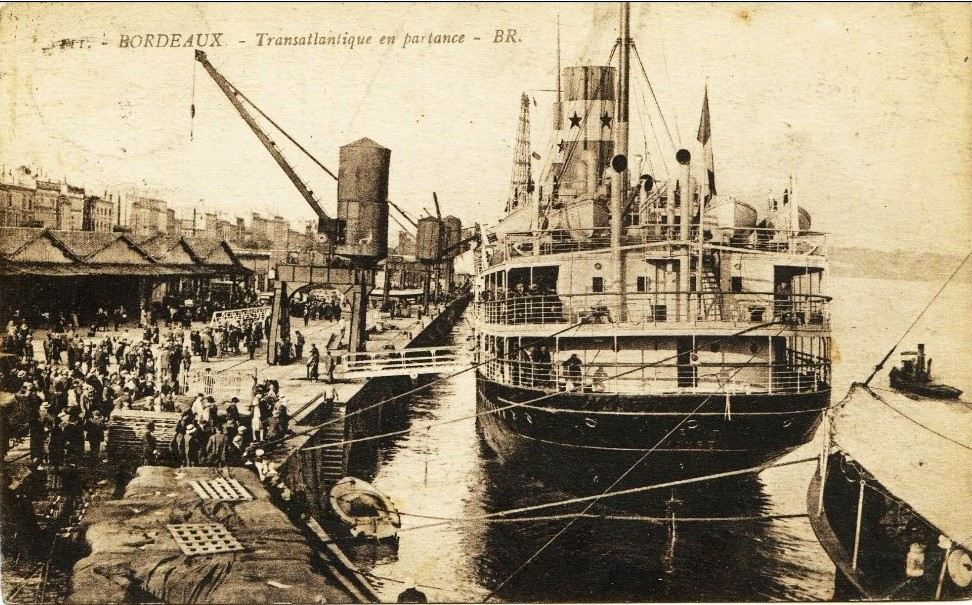
Transatlantique en partance, vers 1900-1920.
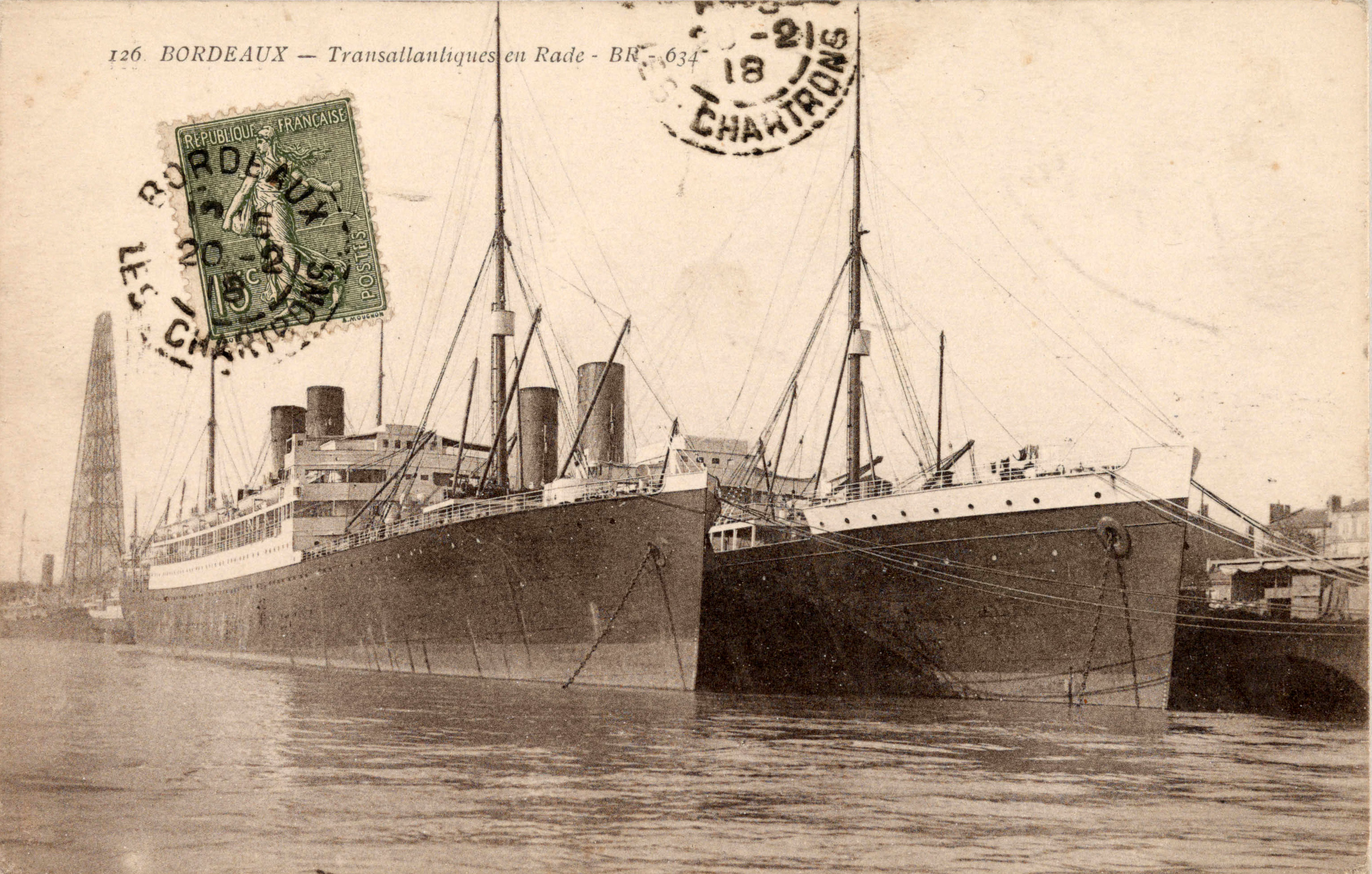
Transatlantique en Rade (1918).
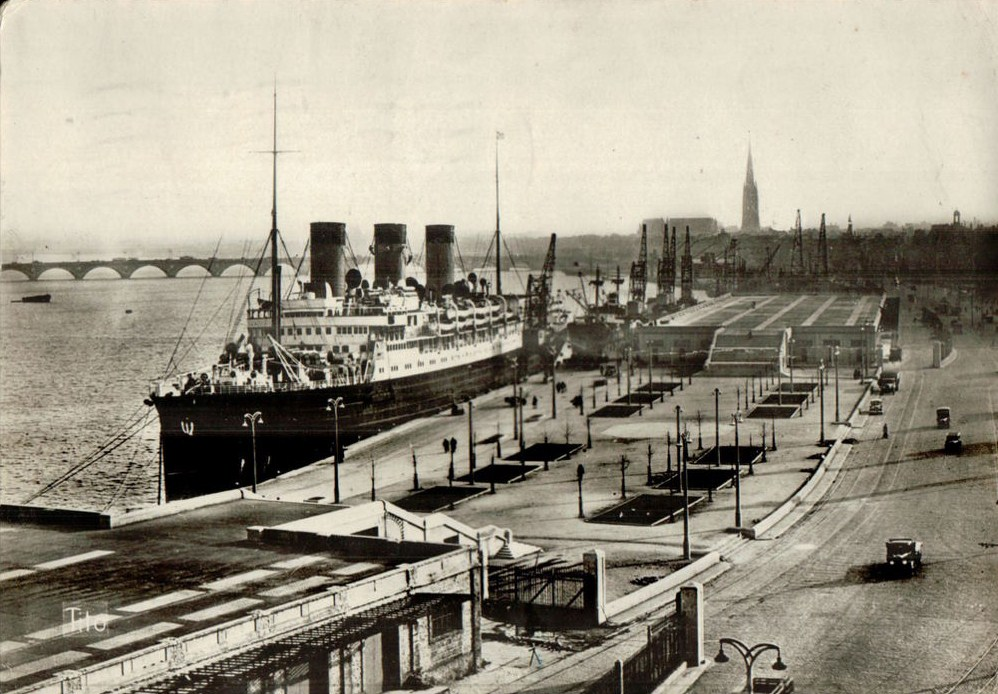
Le Massilia à Bordeaux, vers 1930.

#### Modernisation des équipements
Hangars, quais verticaux, pont transbordeur.

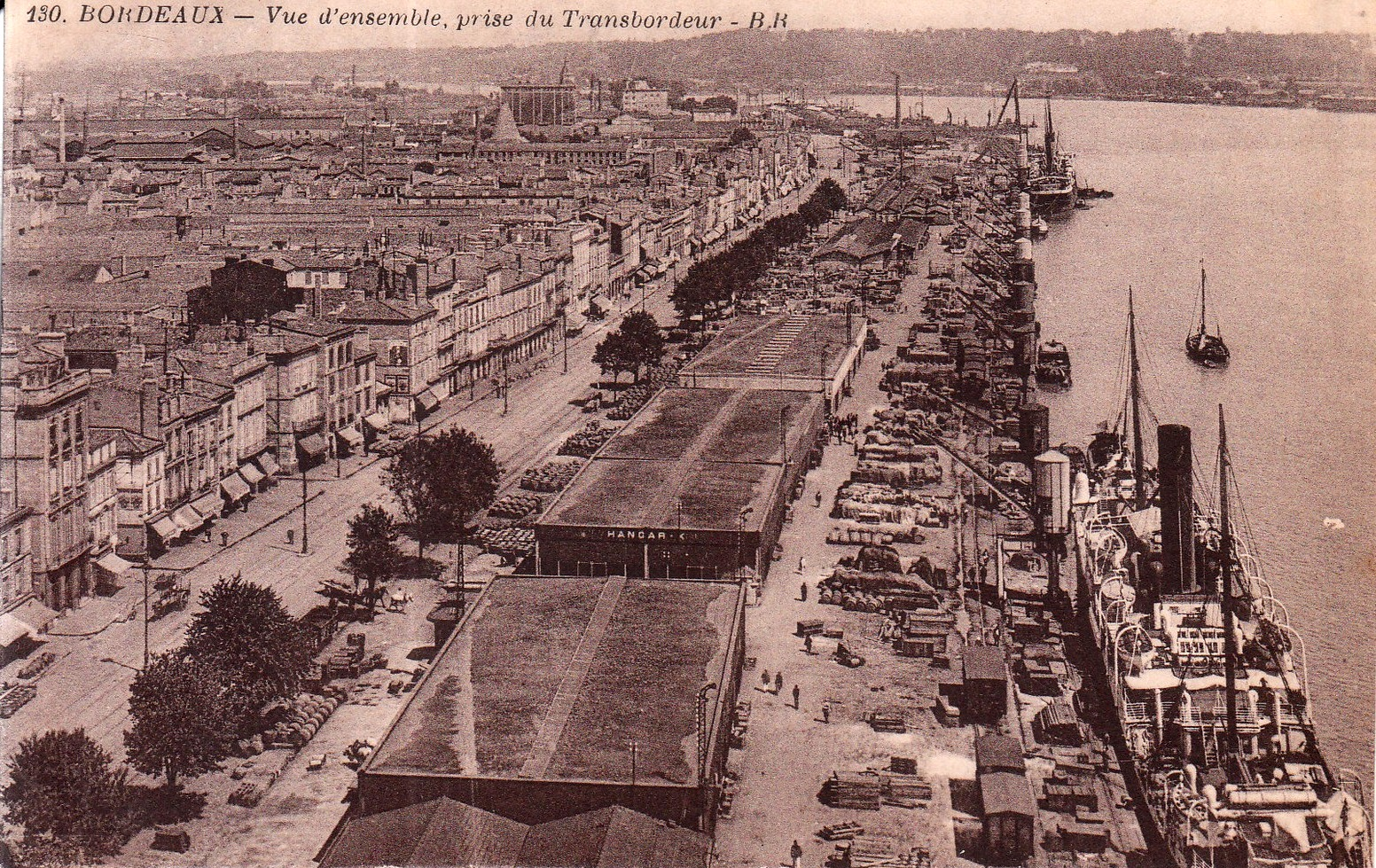
Quai de Bacalan vu depuis le pont transbordeur, vers 1900-1920.
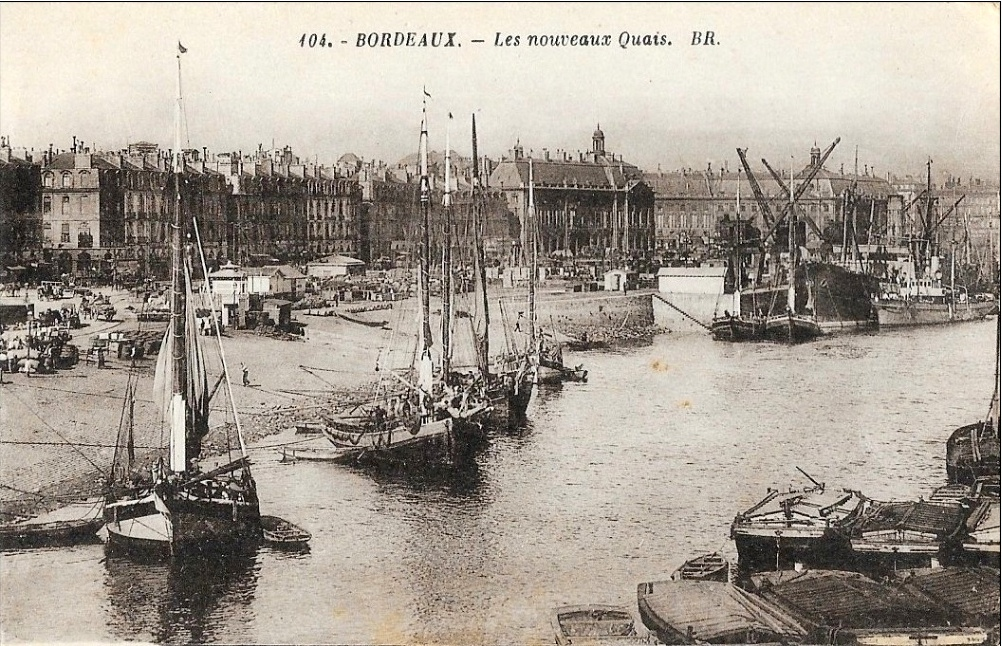
Les cales pavées du quai Richelieu, vers 1900-1920.
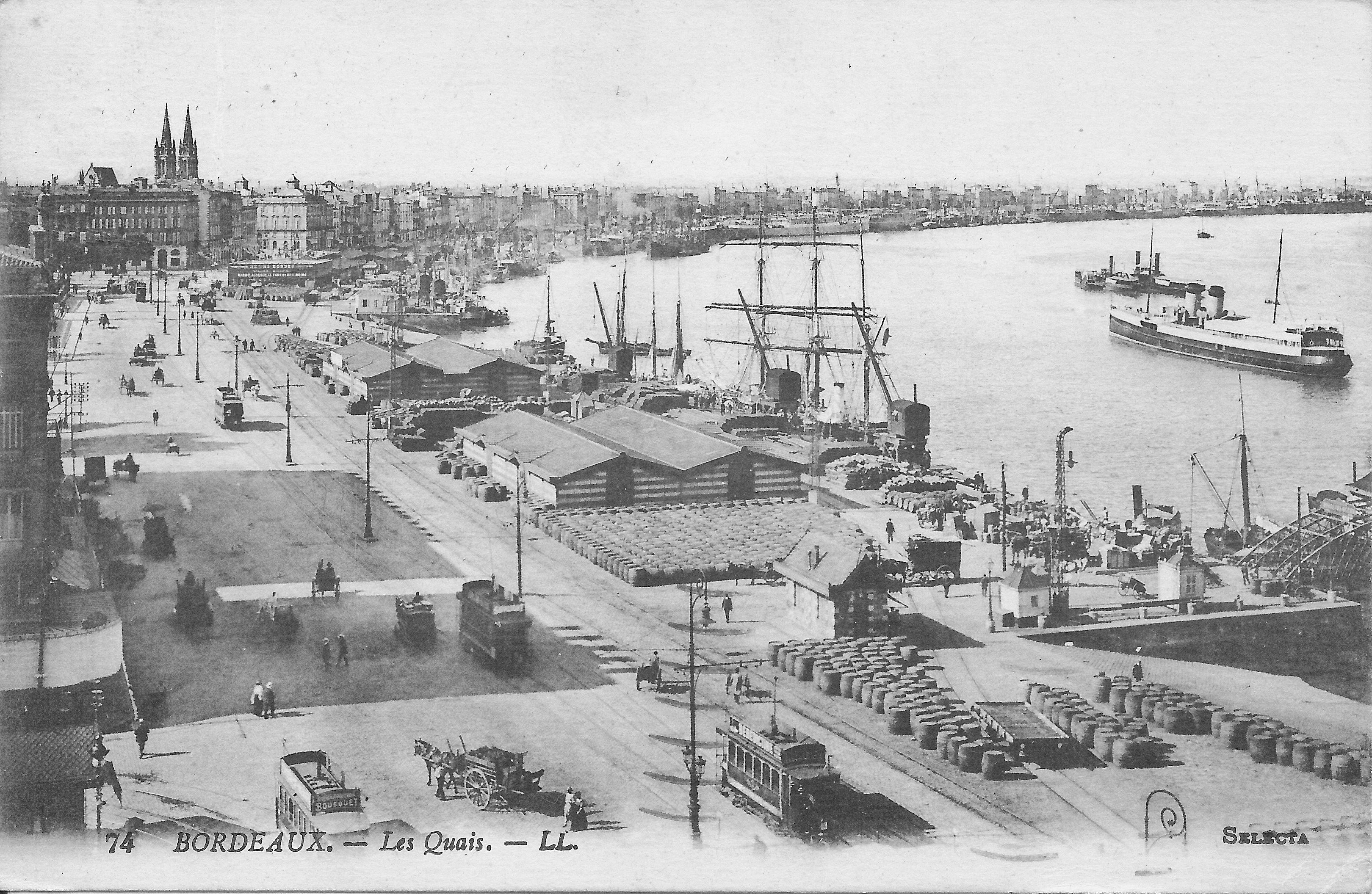
Les quais vers 1920.
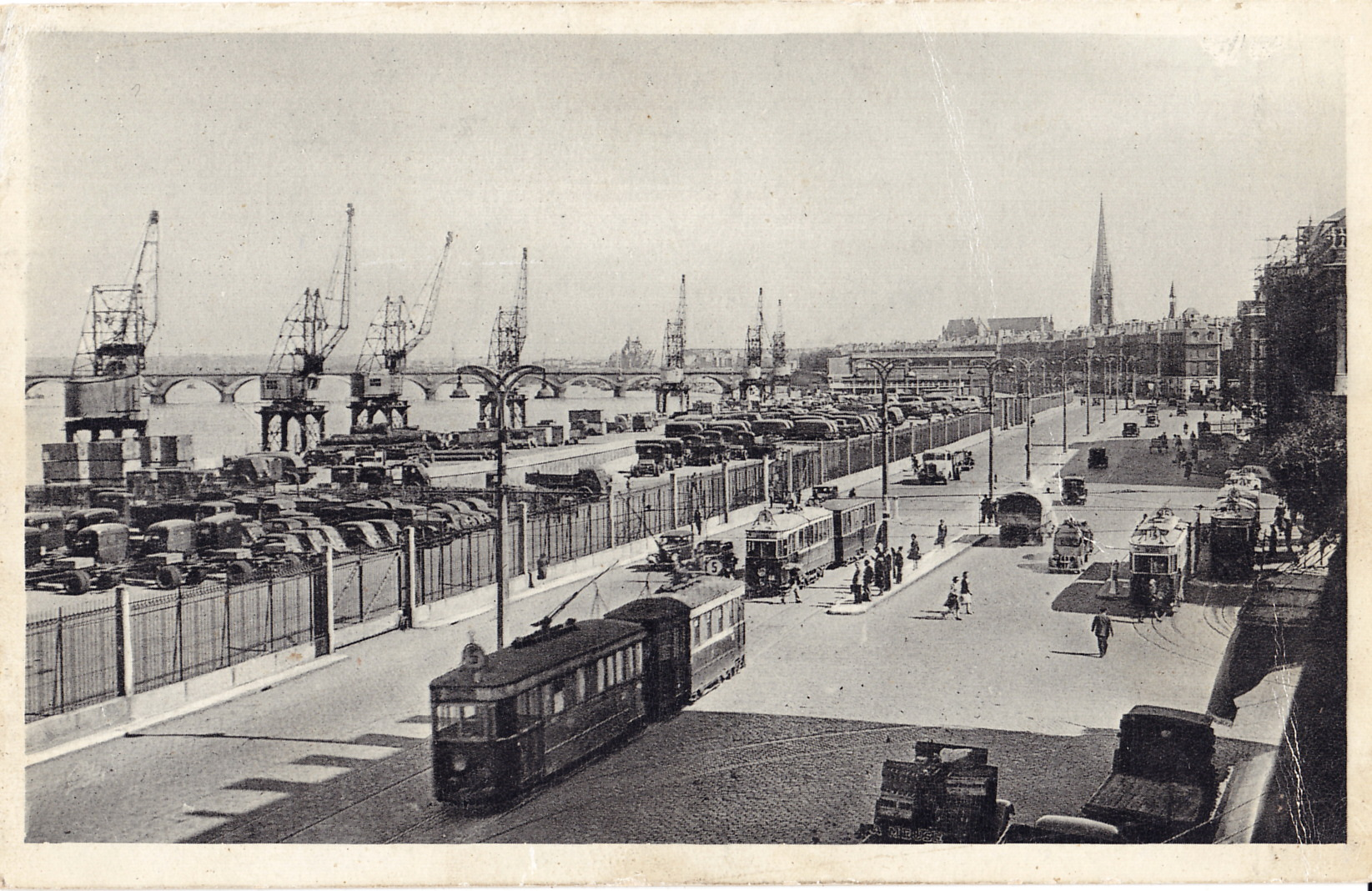
Les quais vers 1920.

Le pont transbordeur, resté inachevé.
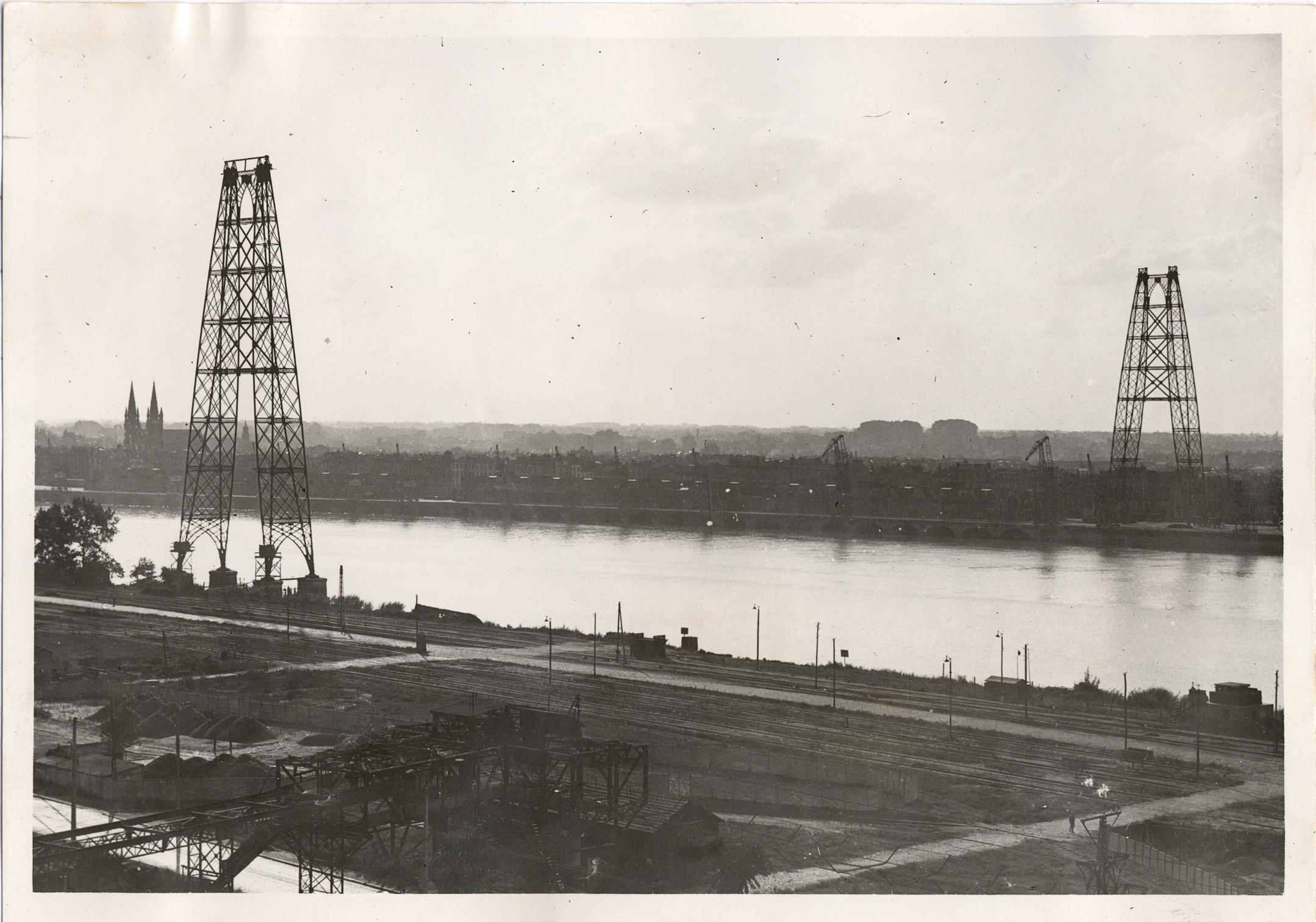
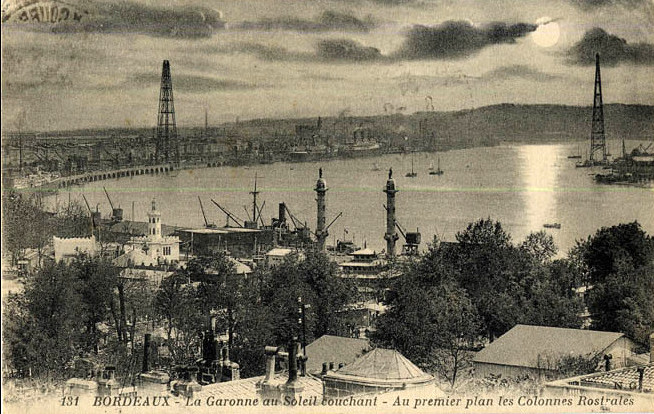
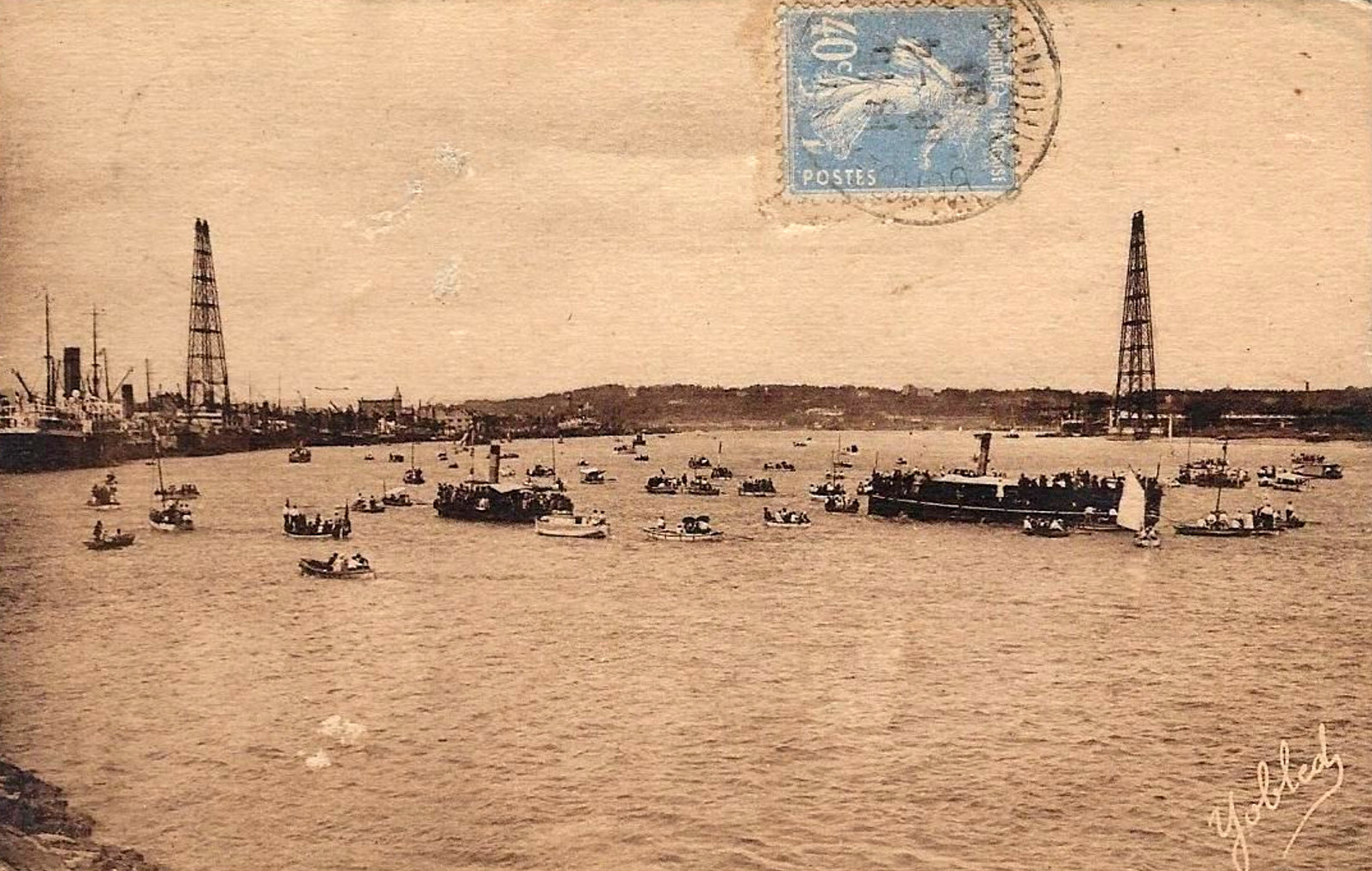
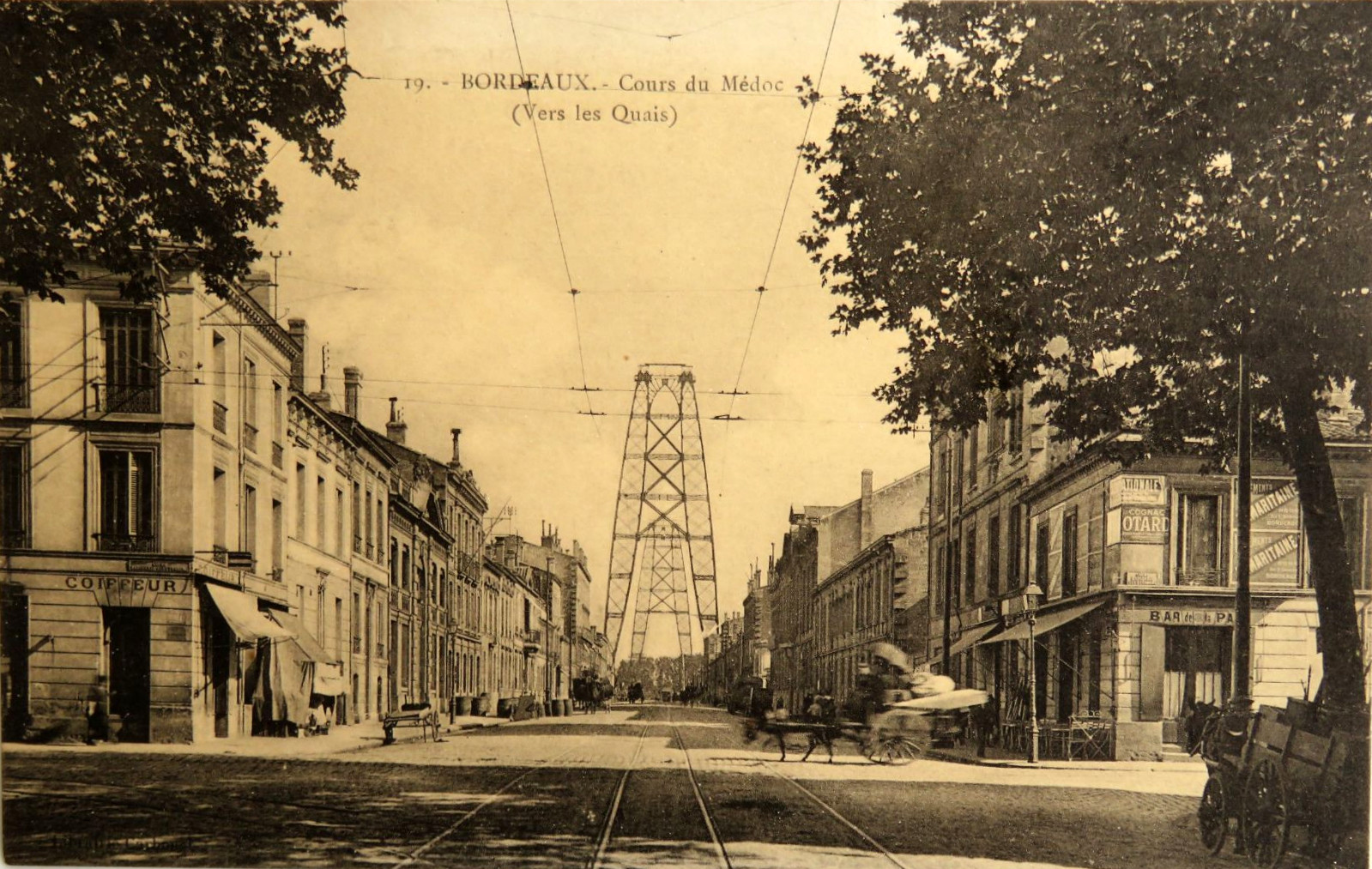

#### Port morutier

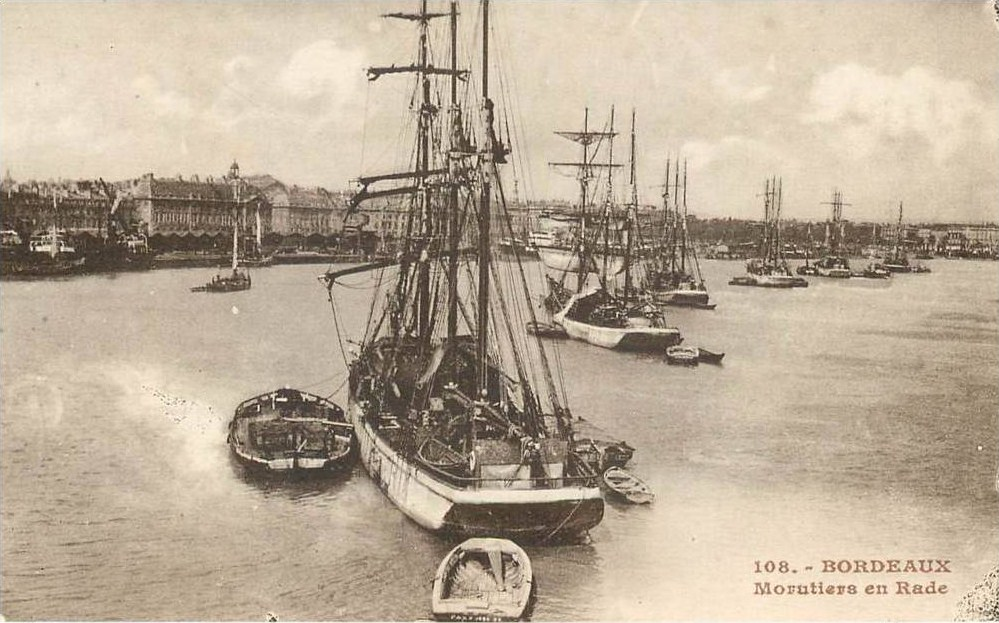
Morutiers en rade, vers 1880.
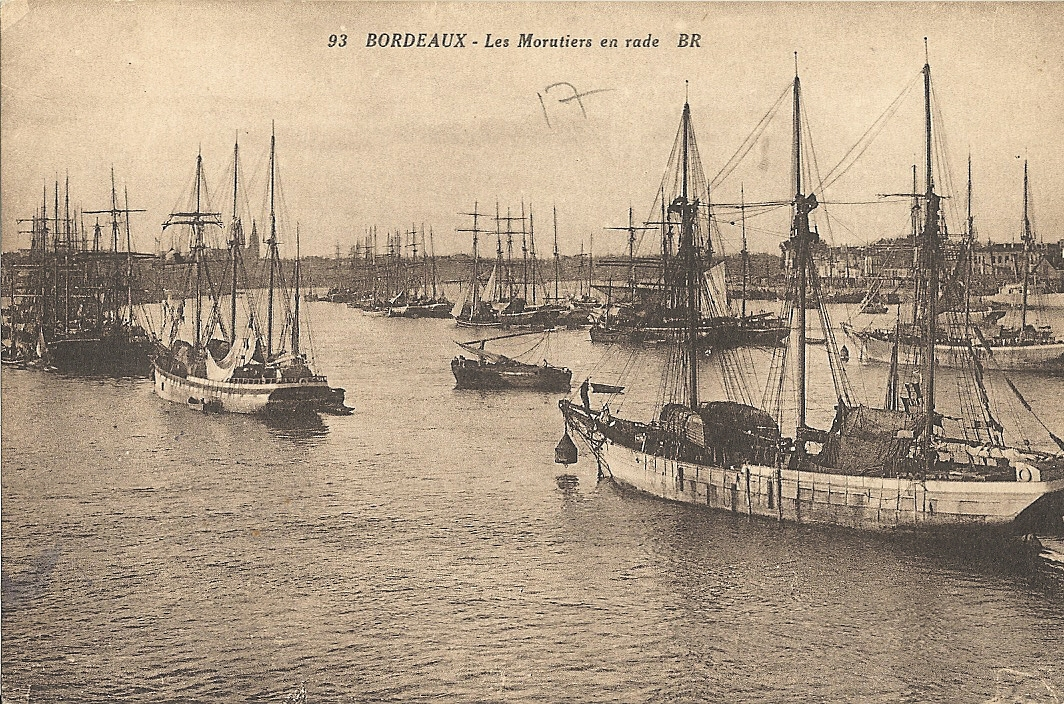
1936.
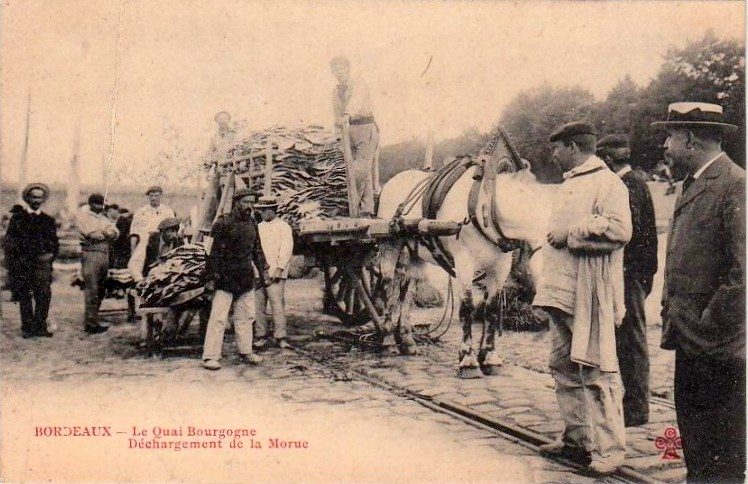
Quai Bourgogne, déchargement de la morue, vers 1900-1905.
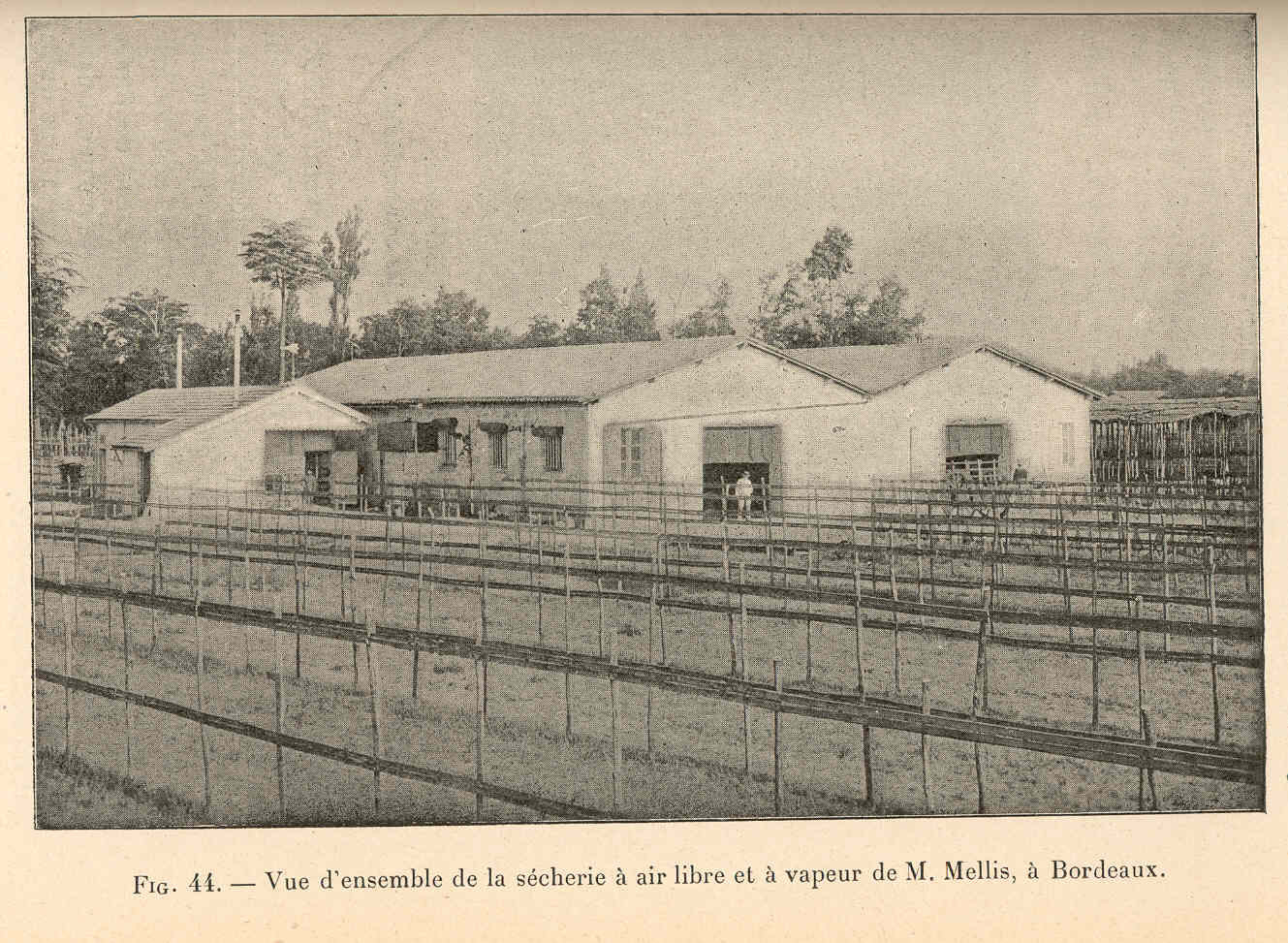
Sécherie de morues, à air libre et à vapeur, de M. Mellis, Bordeaux, 1902.

#### Les Américains et le port de Bassens

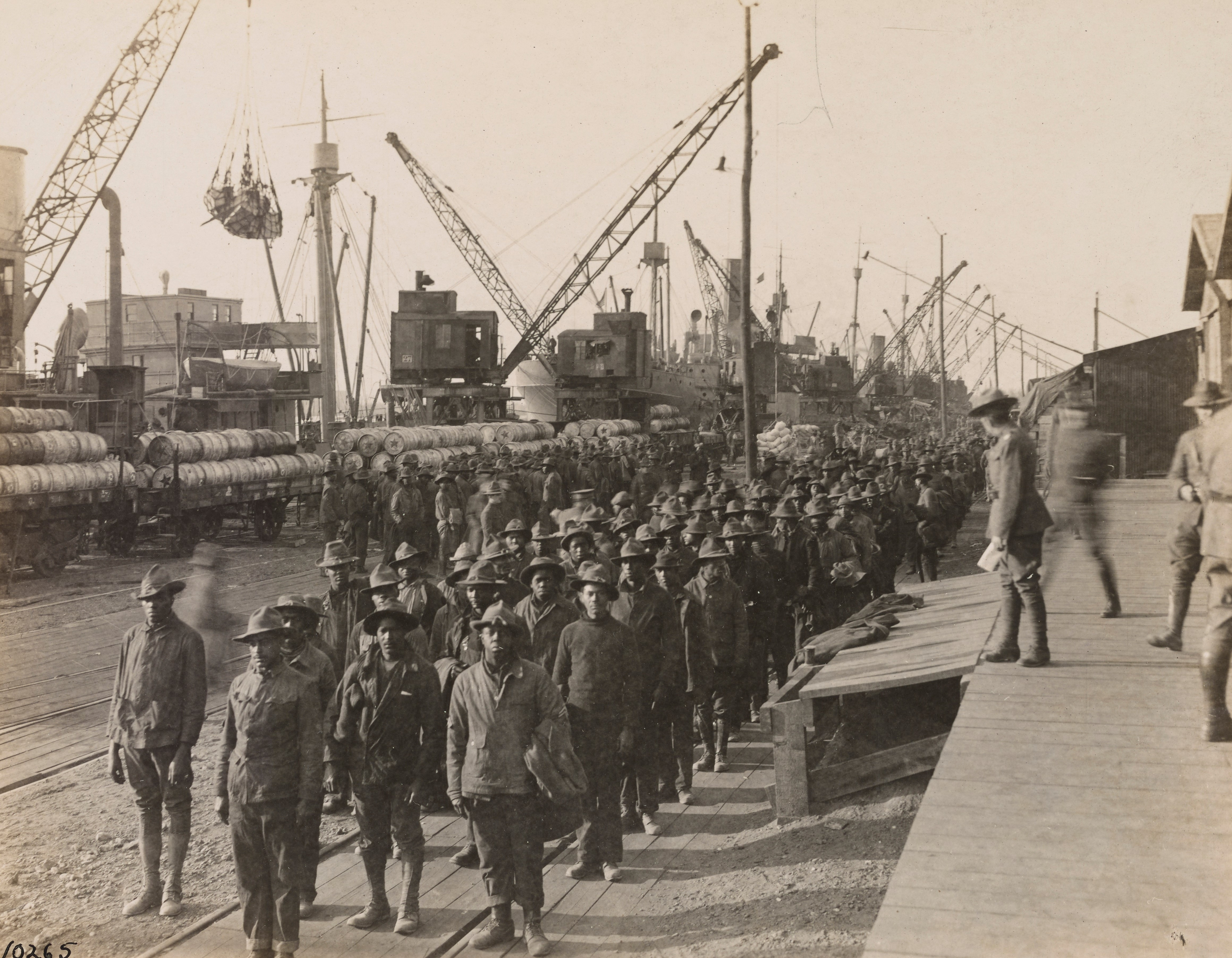
Équipe de nuit d'un régiment de manutentionnaires noirs américains, avril 1918.

À partir du début du XXe siècle, une extension du port de Bordeaux est envisagée à Bassens, en aval de Bordeaux, afin de permettre l'accès des navires à fort tirant d'eau par un chenal profond de plus de 11 m. Finalement, c'est en 1915, pendant la Première Guerre mondiale, que des quais verticaux en bois sont construits et reliés à la voie ferrée Bordeaux-Paris pour décharger la rade de Bordeaux embouteillée par les transports de guerre (ravitaillement), et faciliter l’approvisionnement de la poudrerie en construction. Équipés de 10 postes de navire et une vingtaine de grues, ces quais constituent la zone portuaire « Bassens amont ».
En 1917, les États-Unis entrent à leur tour en guerre contre l'Allemagne. Pour le débarquement de leurs troupes et de leur matériel, ils font alors construire un appontement en bois avec 10 postes d'accostage. Les travaux s'étalent de novembre 1917 à juillet 1918. Cette zone portuaire est appelée New Bassens ou « Bassens aval ». Ces installation sont complétées, le long du « quai américain », par des entrepôts et des baraquements pour les Labour Battalions Stevedore operations, American Expeditionary Forces (en). Ces derniers se composent de 8.000 manutentionnaires noirs, travaillant en trois-huit. Les opérations de déchargement sont effectuées avec une rapidité exceptionnelle pour l’époque grâce à des équipements perçus comme révolutionnaires (grues électriques à portique et tracteurs électriques) et grâce au mode de desserte des postes.

Jusqu'en 1919, les installations portuaires de l'armée américaine accueillent près de 700 navires. De même, 100 000 soldats américains s’installent en Gironde, dont 20.000 Noirs, faisant notamment de Bordeaux l'une des portes d'entrée du jazz en France.

Quai américain de Bassens
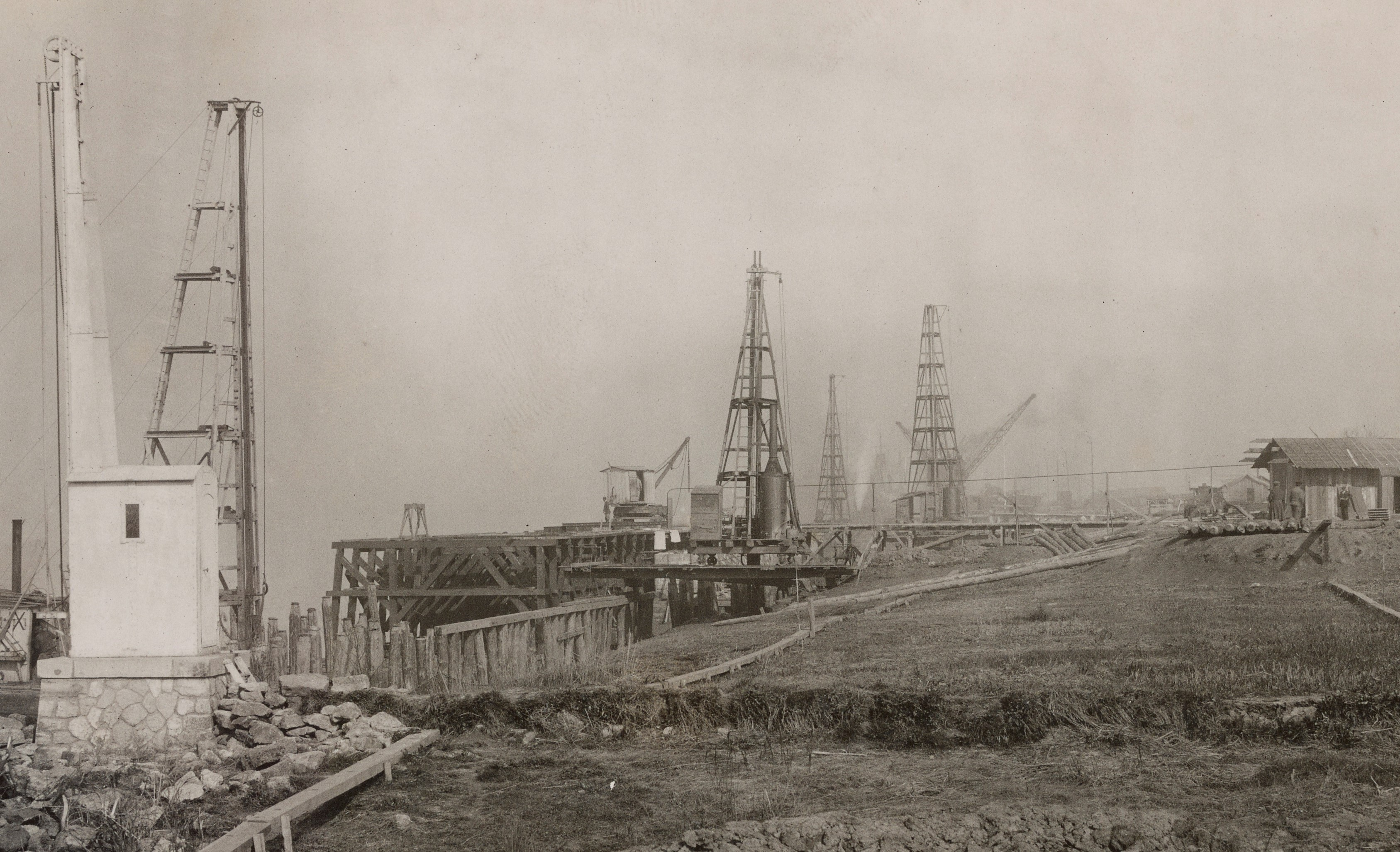
Construction d'appontement, 8 mars 1918.
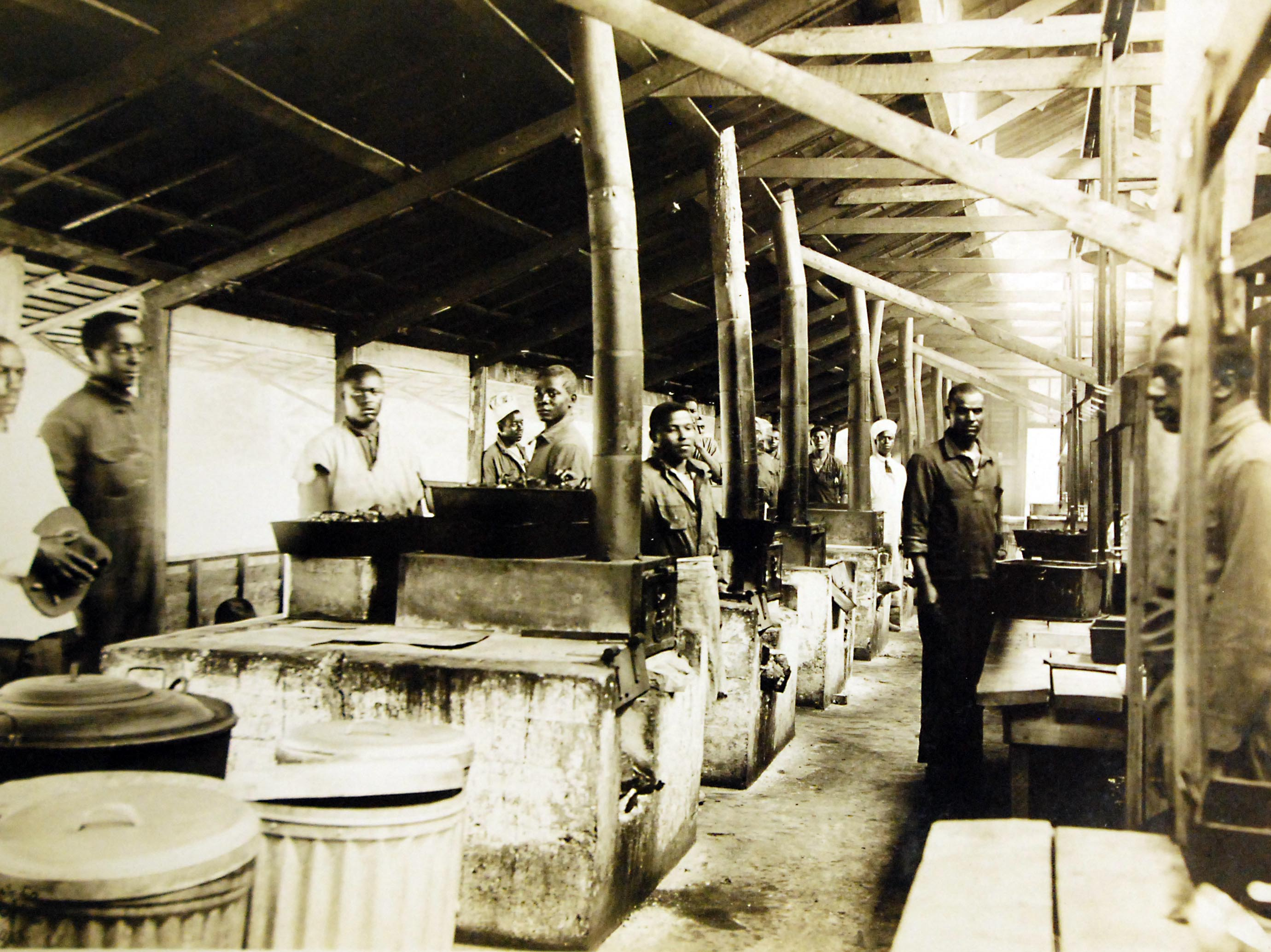
Cuisines des baraquements, camp de base du régiment de manutentionnaires, 1918.
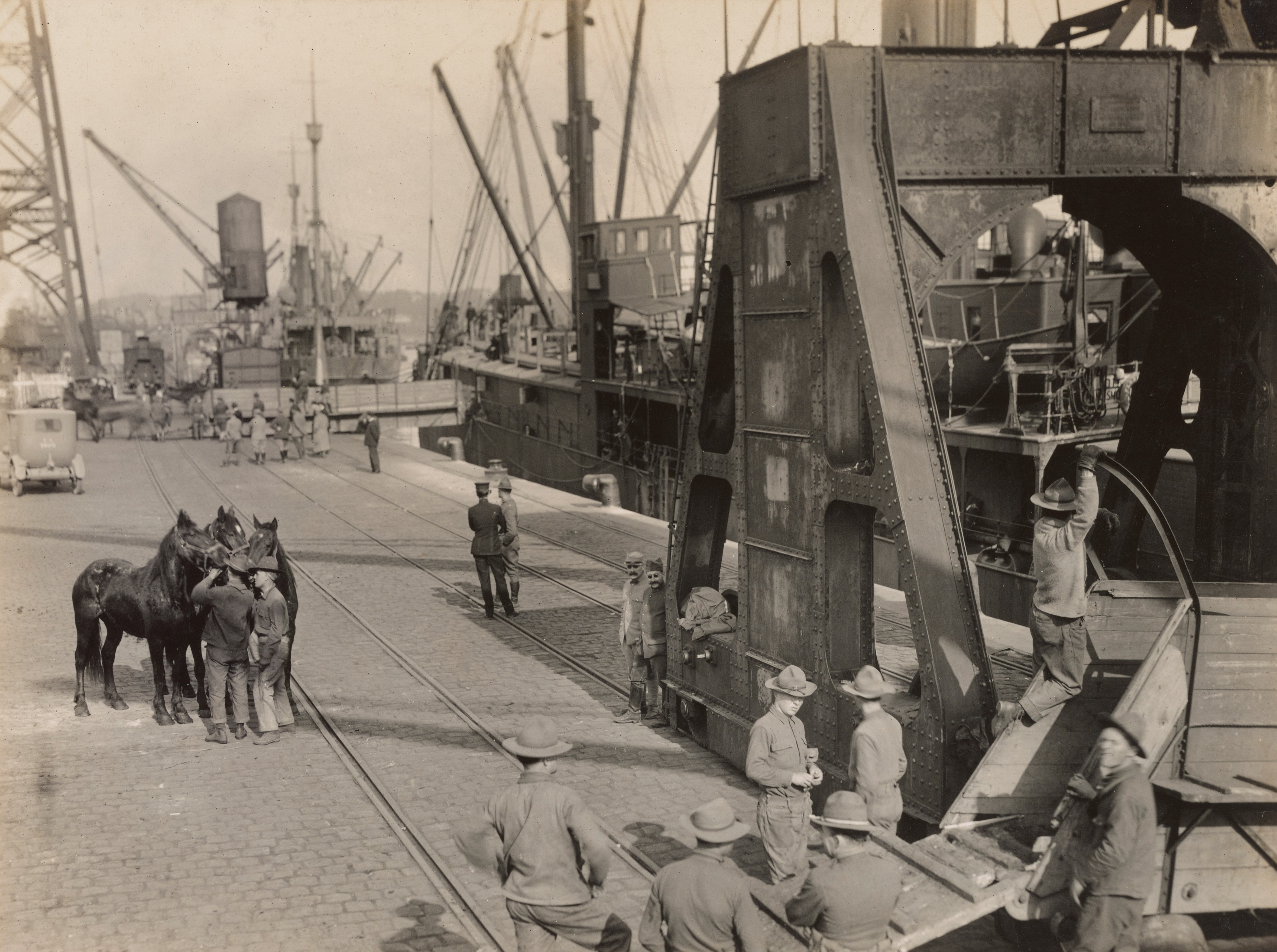
Déchargement de chevaux et mules, avril 1918.
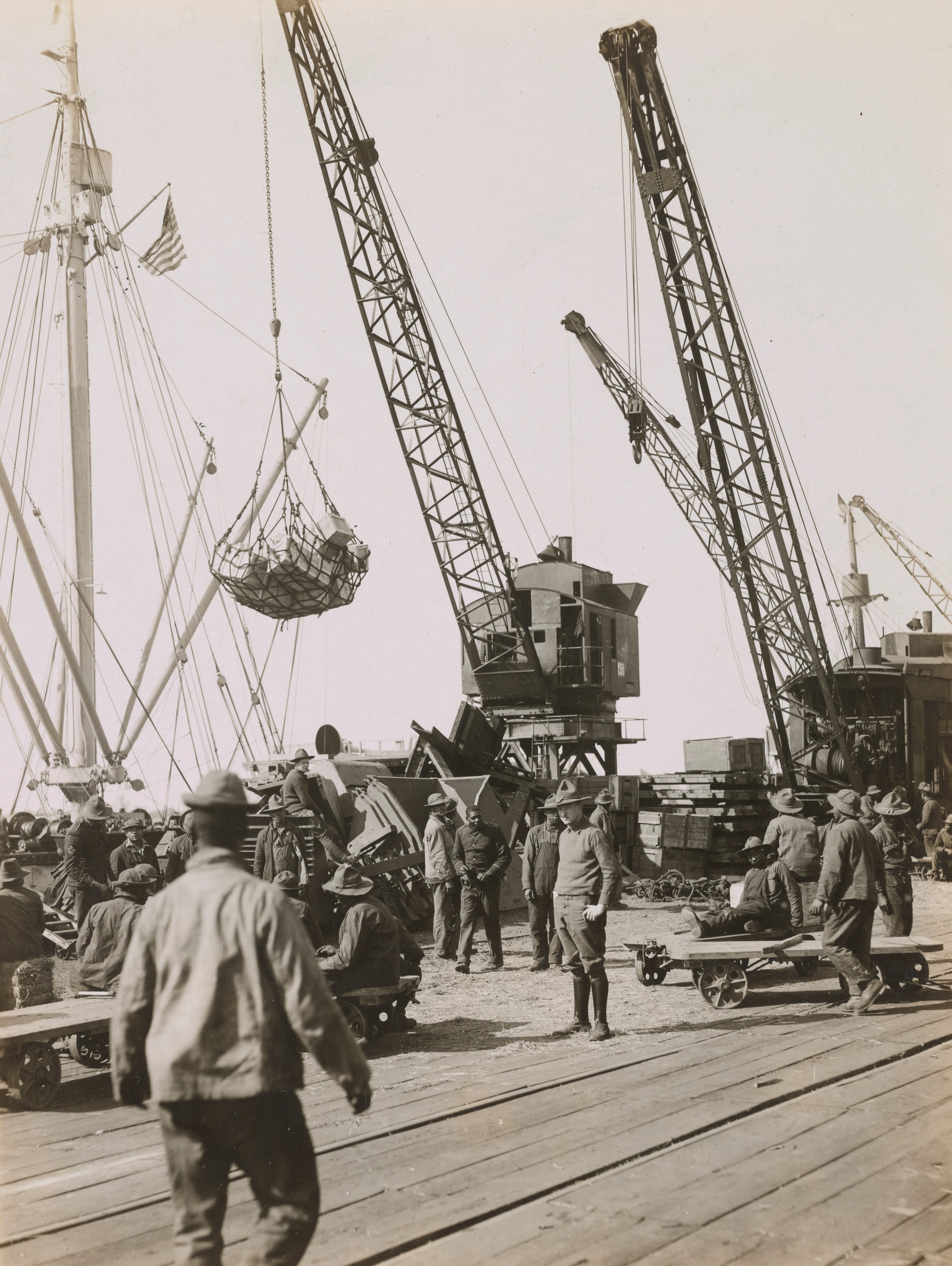
Déchargement de marchandises en boîtes, avril 1918.
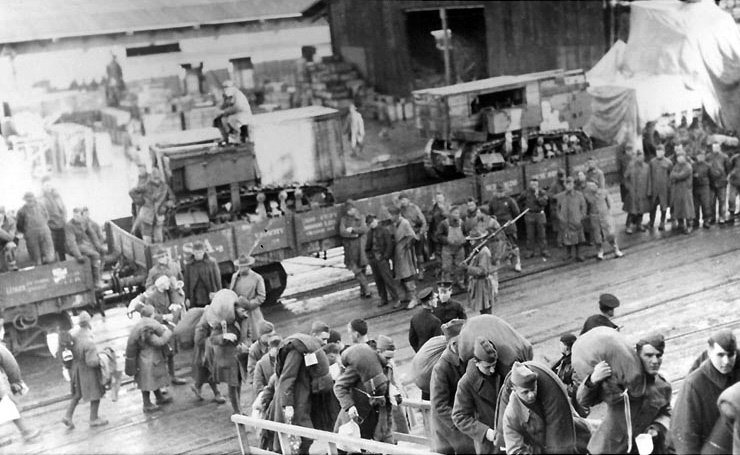
Embarquement de soldats américains pour retour au pays, 1918.
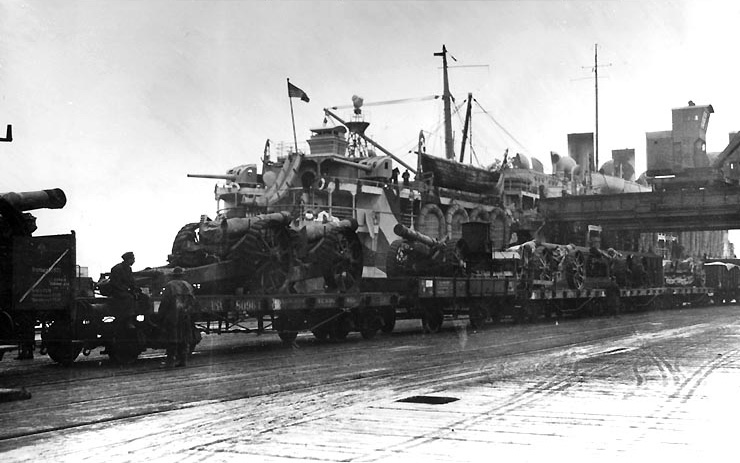
Chargement de canons pour retour au pays, 1918.
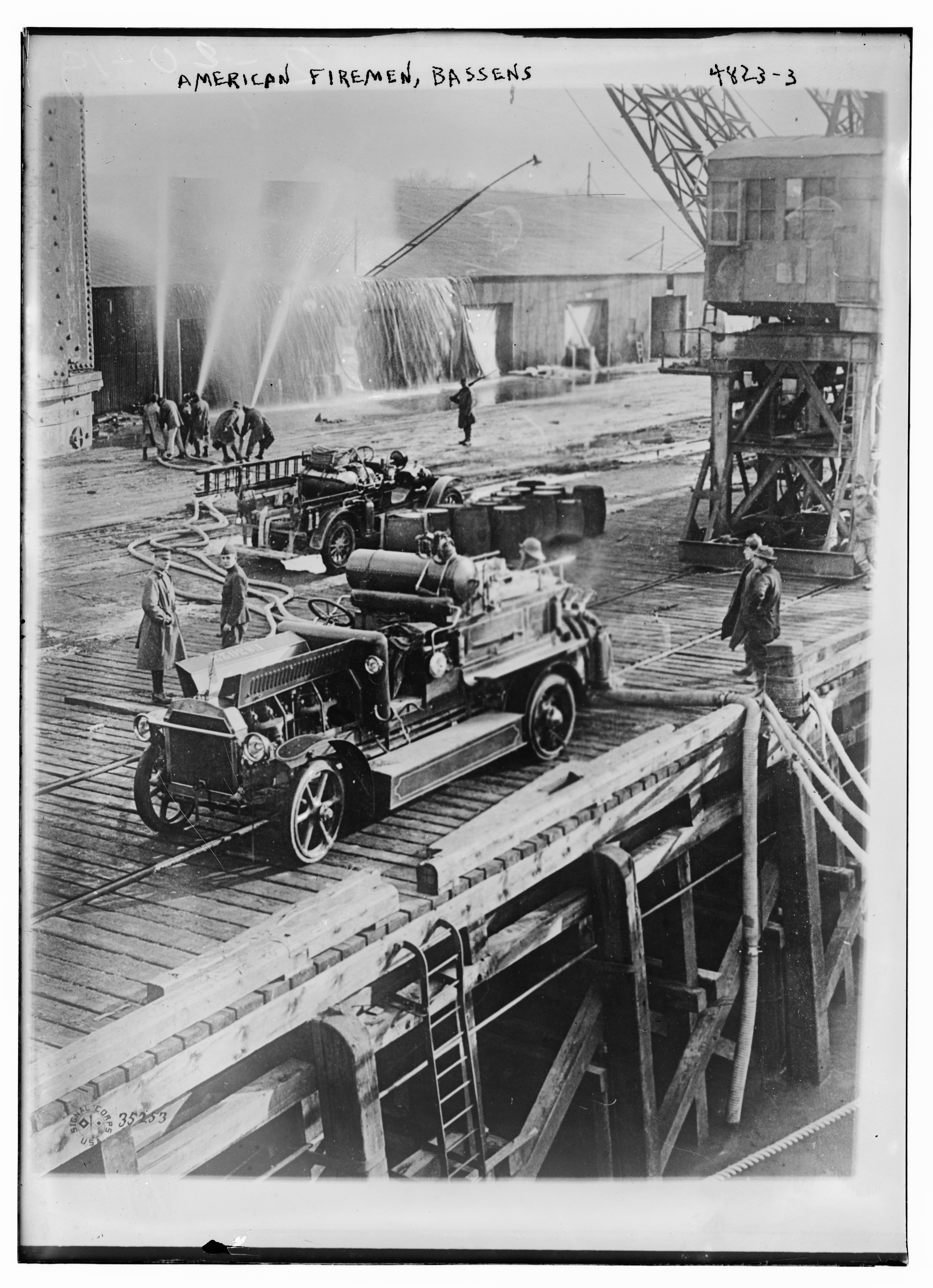
Véhicule de pompiers américains au port de Bassens en 1919.

Après le départ des troupes américaines, le « quai français » et le « quai américain », ainsi que les équipements, restent utilisées et engendrent l’aménagement d’une zone industrialo-portuaire, parfaitement intégrée au port de Bordeaux. Entre 1925 et 1930, des quais en maçonnerie édifiés par les entreprises Dodin, Polensky et Zollner remplacent les anciennes constructions en bois de Bassens amont.

#### Un port de guerre pendant la Seconde Guerre mondiale
Entre 1939 et 1945, le trafic commercial diminue au profit des importations utiles à l'industrie de guerre. S'éloignant toujours de sa vocation commerciale, Bordeaux devient sous l'Occupation un port militaire stratégique où l'armée Allemande décide la construction d'une base sous-marine (située aux bassins à flot).

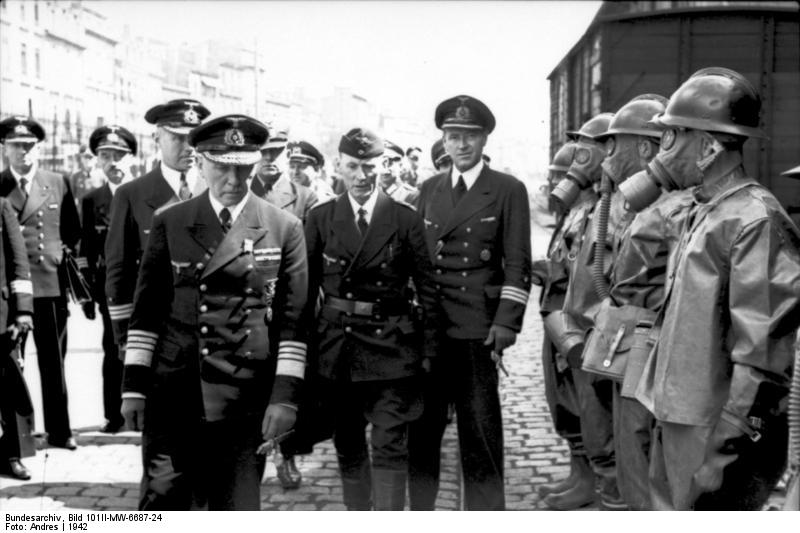
Inspection de l'amiral allemand Eugen Lindau (de) à Bordeaux, quai des Chartrons, le samedi 30 mai 1942. Il est accompagné du bootsmann Stemter (luftschütz offiziere beim Hako) en du Hako Ernst Kühnemann et du commandant des pompiers du Port Paul Paduch.
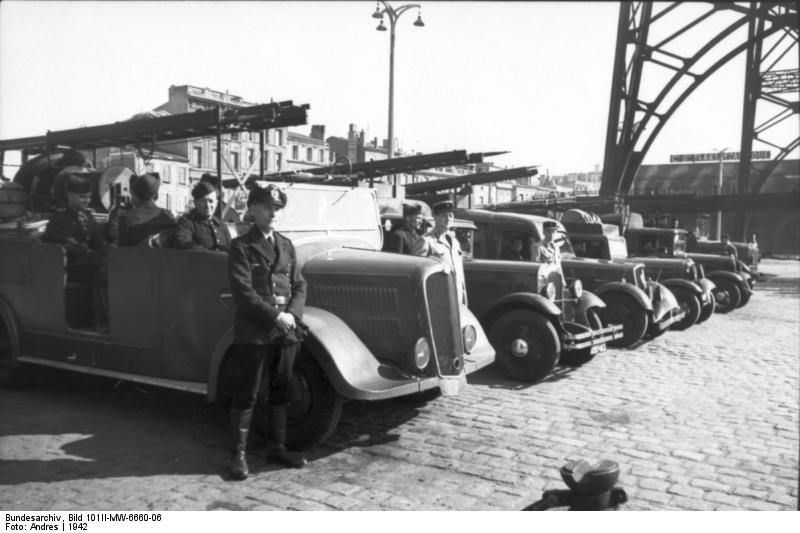
Inspection de l'amiral allemand Lindau à Bordeaux, quai des Chartrons, 1942.Le Bootsmann Stemper (LS off) pose devant les camions du port
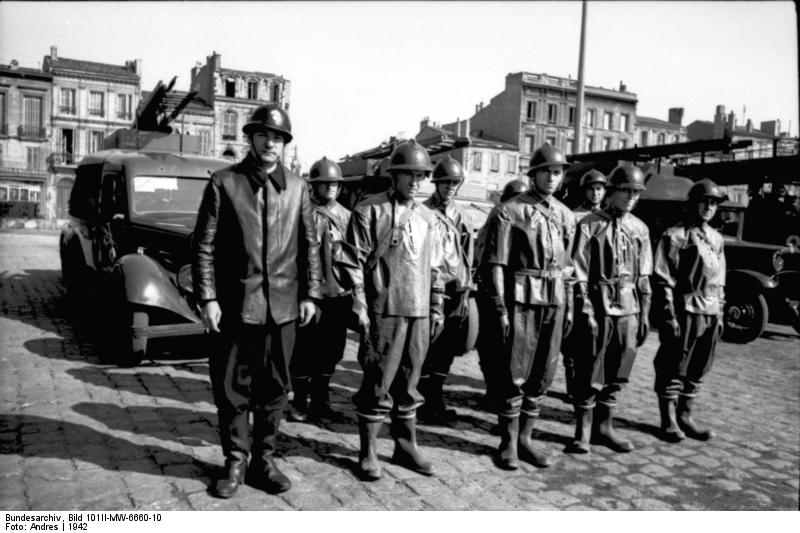
Inspection de l'amiral allemand Lindau à Bordeaux, quai des Chartrons, 30 mai 1942.
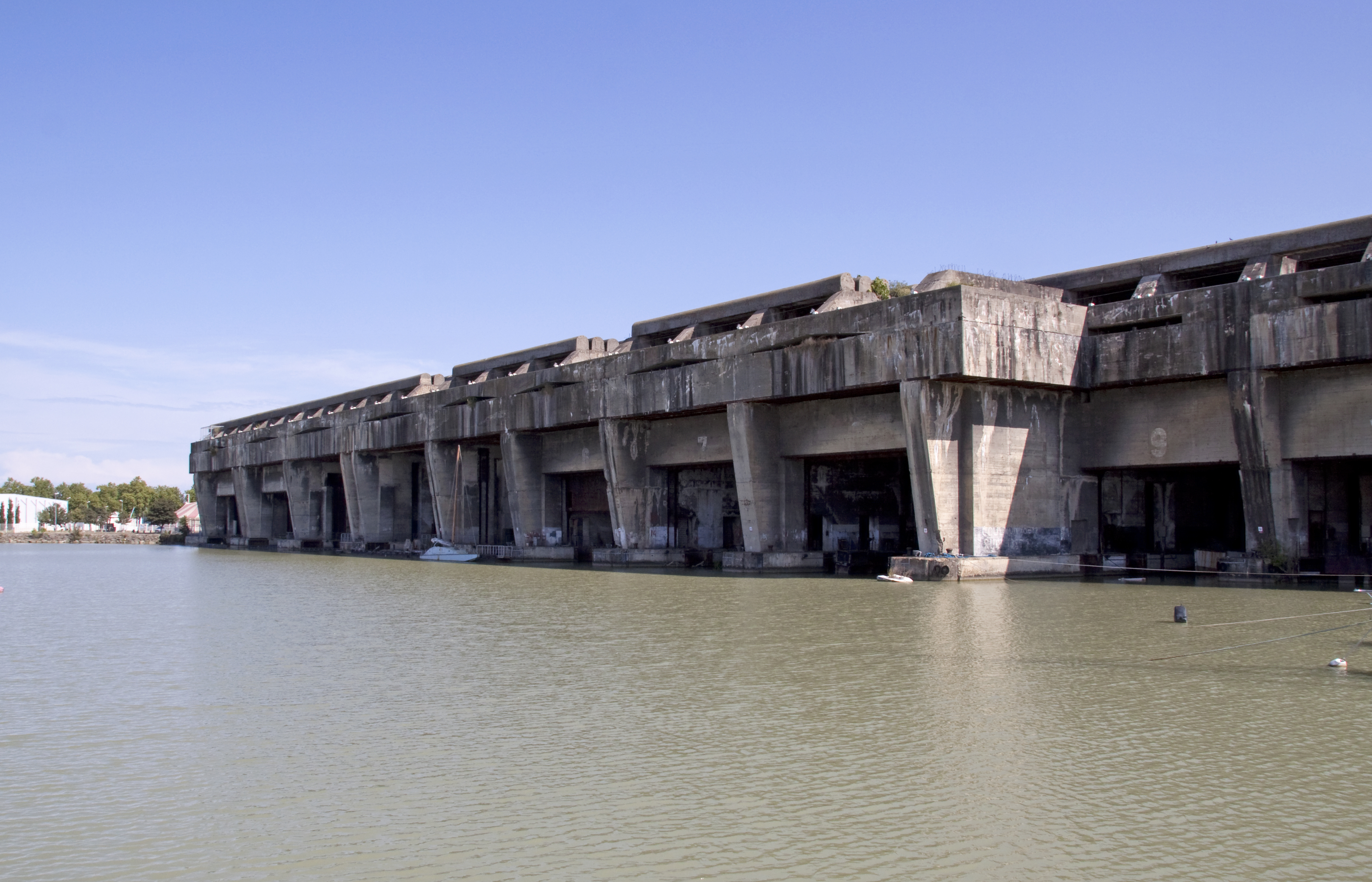
La Base sous-marine, construite entre 1941 et 1943.

Le 22 août 1944, face à l'avancée des alliées, les Allemands décident de détruire et obstruer le port. Heureusement, Henri Salmide, jeune soldat allemand qui doit exécuter le plan d'explosion des infrastructures du port, refuse d'obéir. Il fait alors sauter l'entrepôt qui contient les explosifs destinés au minage des installations portuaires : il sauve ainsi des milliers de vies humaines et évite la destruction des quais de Bordeaux. En hommage, le nouveau siège social du Grand port maritime de Bordeaux, inauguré en février 2012, porte son nom.
En revanche, si les installations portuaires échappent à la destruction, les Allemands procèdent à un grand sabordage. Tous les bateaux présents dans le port, le fleuve ou sur l'estuaire sont coulés ou incendiés. Au total ce sont 202 bateaux, dont 102 navires de mer, qui sont détruits et bloquent la remontée du fleuve. Après la Libération, se pose la question technique de relevage des épaves. Un engin est spécialement construit à partir des coques de deux anciens sous-marins : lAgosta et l'Ouessant. Assemblé en 1948 à Lormont par les chantiers de la Gironde, ce ponton de relevage, appelé bigue 100 tonnes, aide aux renflouements dans la rade et dans le fleuve, avec comme priorité de rendre le chenal à nouveau praticable. Aujourd'hui, il reste encore environ 80 épaves, repoussées sur les côtés du fleuve, et dont certaines sont visibles à marée basse.

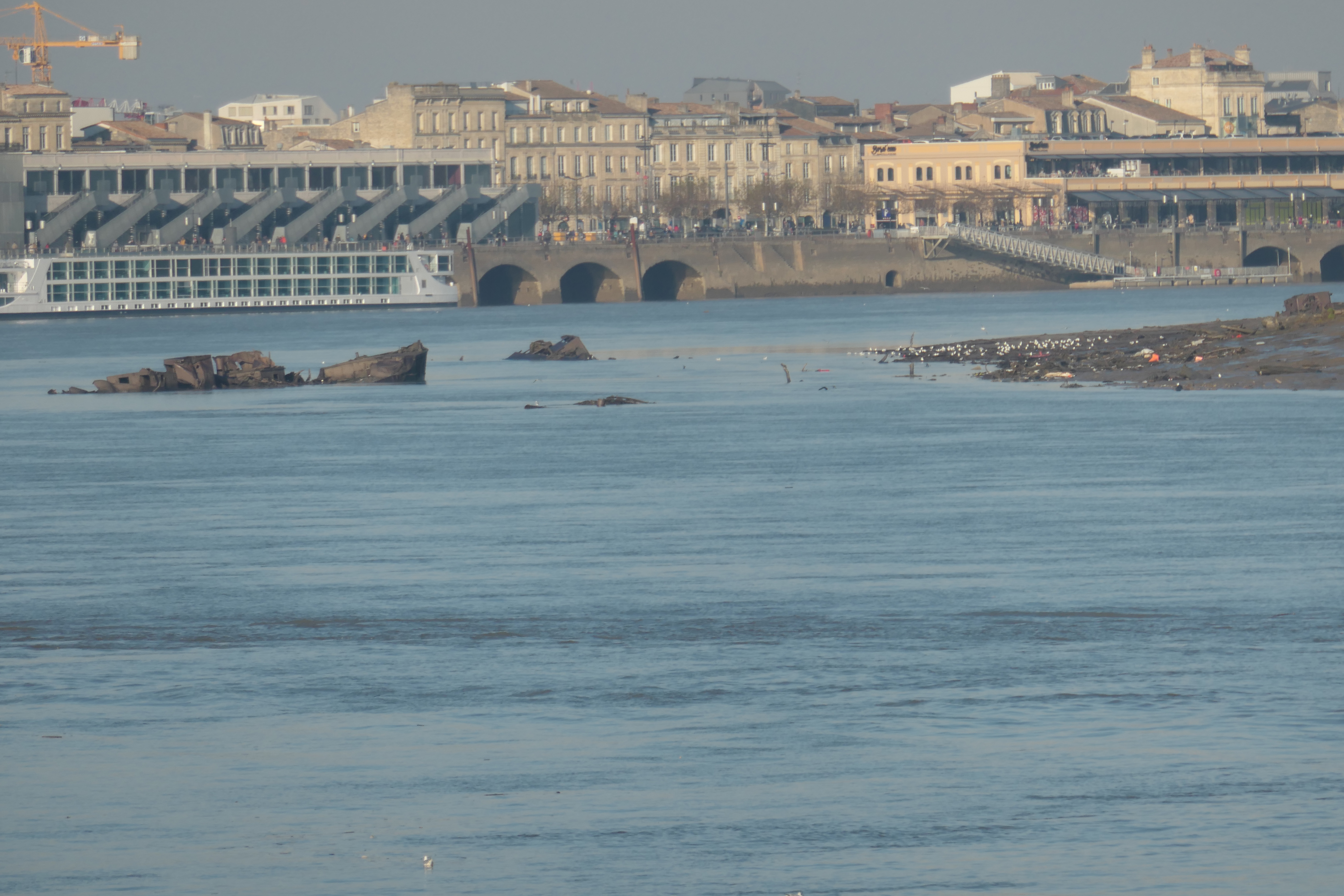
Épaves des navires coulés par les Allemands, affleurantes à marée basse dans le port de Bordeaux.

#### Après-guerre
Après la guerre, la reconstruction se met en marche. De nouveaux sites portuaires s’ouvrent et d’autres se développent à l'aval de Bordeaux, le long de l'estuaire. La concurrence se fait de plus en plus rude, le port de Bordeaux spécialise ses installations et ouvre en 1976 le terminal conteneurs du Verdon.

### Le port touristique (auXXIesiècle)
De nos jours, si le trafic de marchandises représente toujours l'essentiel de l'activité du port de Bordeaux, grâce à ses nombreux terminaux situés en aval, les installations portuaires situées au cœur de la ville sont désormais exclusivement dédiées au tourisme et à la plaisance.
Chaque année une soixantaine de navires de croisières maritimes font escale à Bordeaux, de même que le port comporte une activité de croisières fluviales plus ou moins longues (bateaux-mouches, croisières à la semaine, etc.). Également, la ville accueille occasionnellement des navires de prestige et des grands voiliers, notamment lors de grands événements comme Bordeaux fête le vin.

Afin de pouvoir conserver l'accès au cœur de la ville des navires au tirant-d'air important (navires de croisière, grands voiliers), Bordeaux opte pour un pont levant avec la construction du pont Jacques-Chaban-Delmas, inauguré en 2013.

Escales de paquebots.
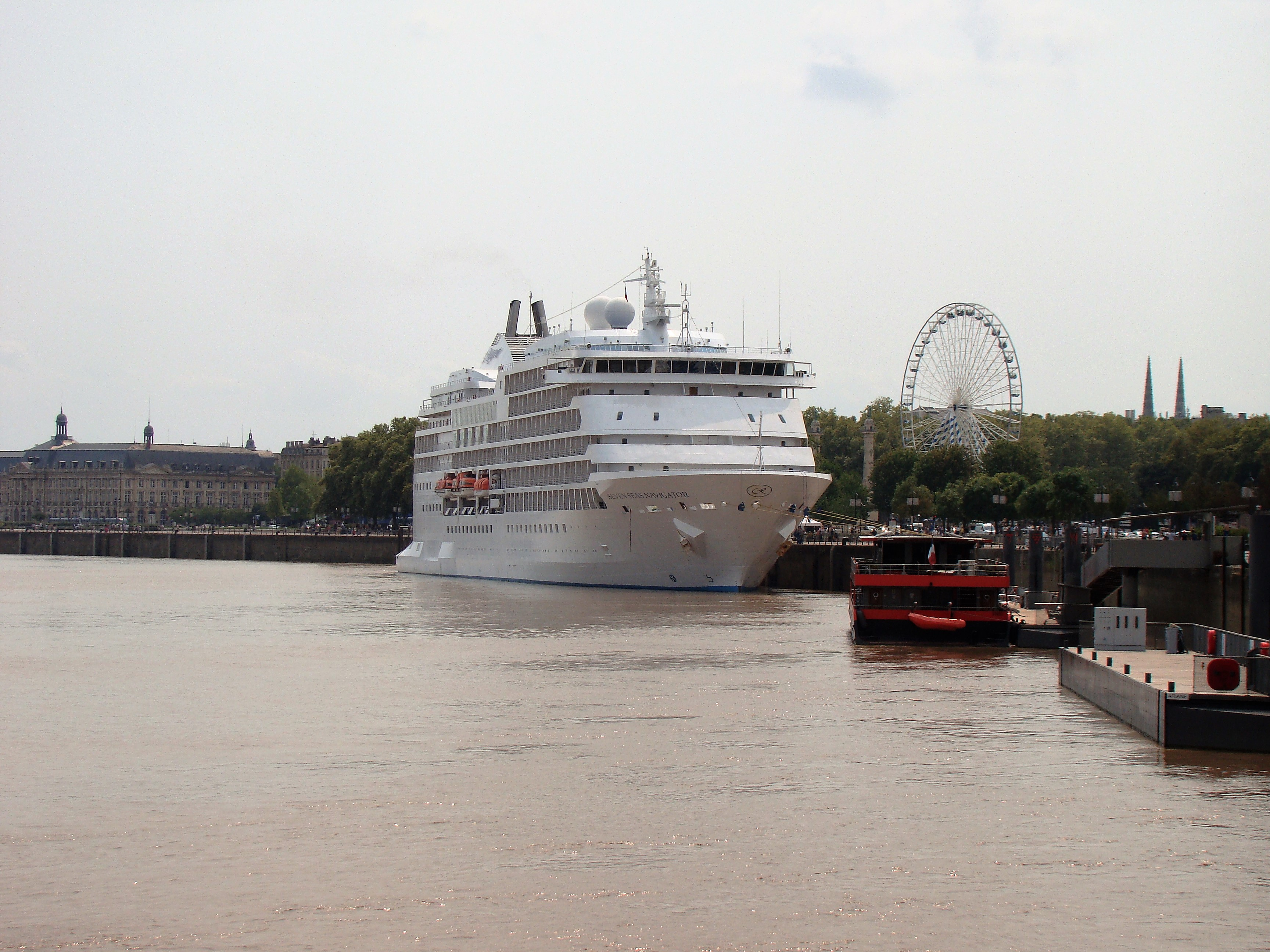
Le Seven Seas Navigator en escale à Bordeaux le 18 août 2022.
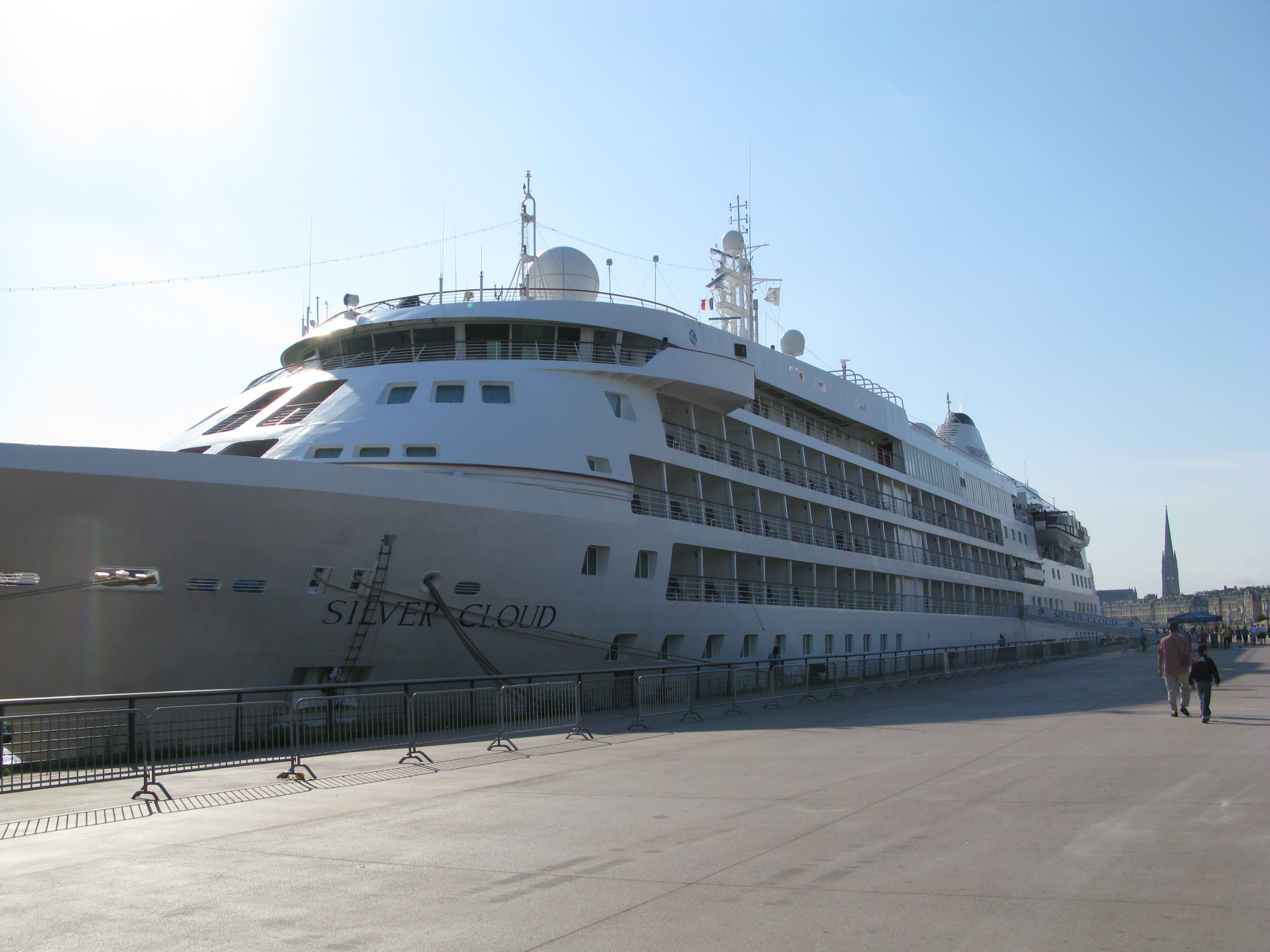
Le Silver Cloud à quai en 2011.
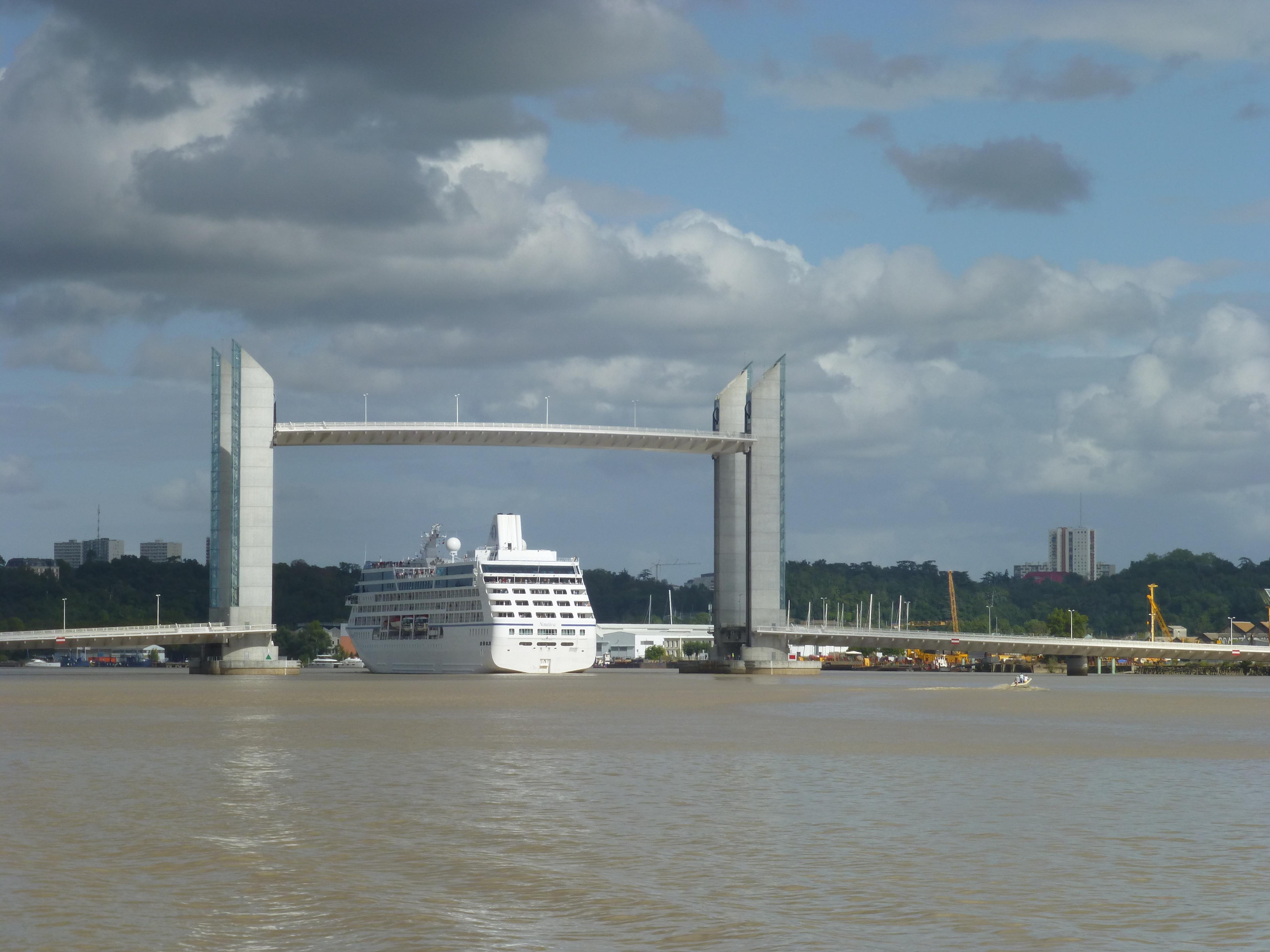
Le MS Nautica passant le pont Chaban-Delmas en 2016.
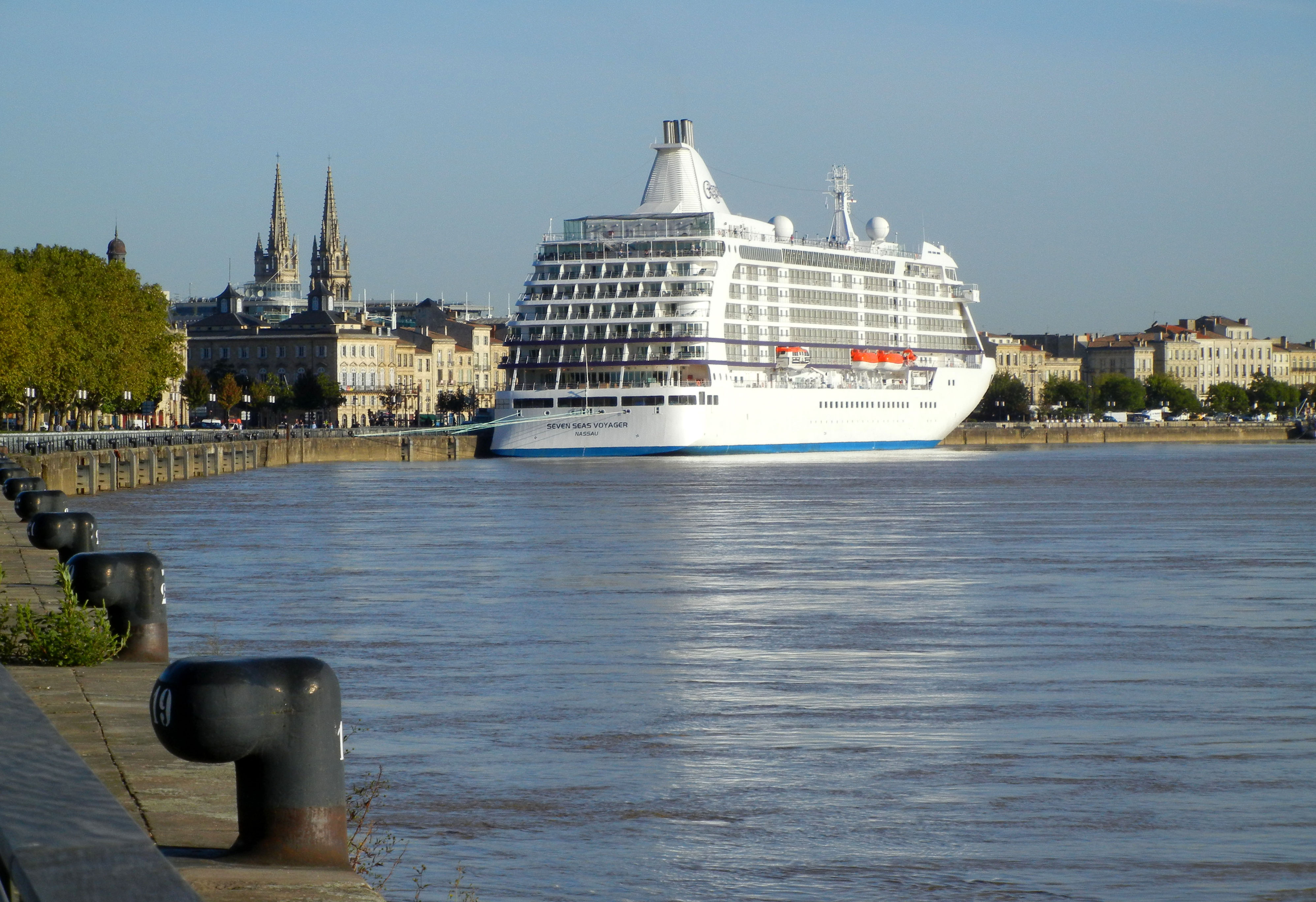
A marée haute.

Voiliers et navires de prestige
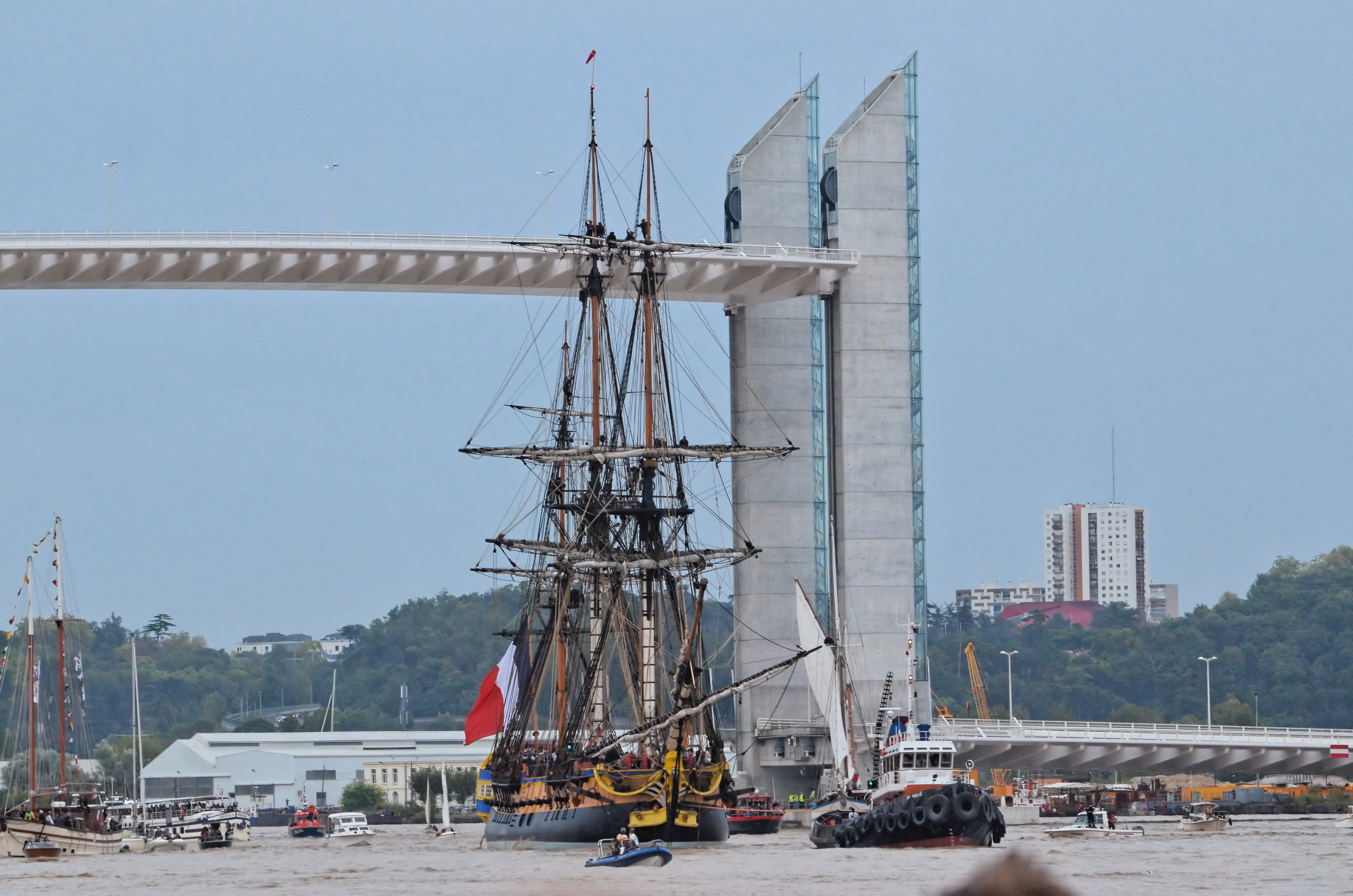
L'Hermione passant sous le pont Chaban-Delmas en 2014.
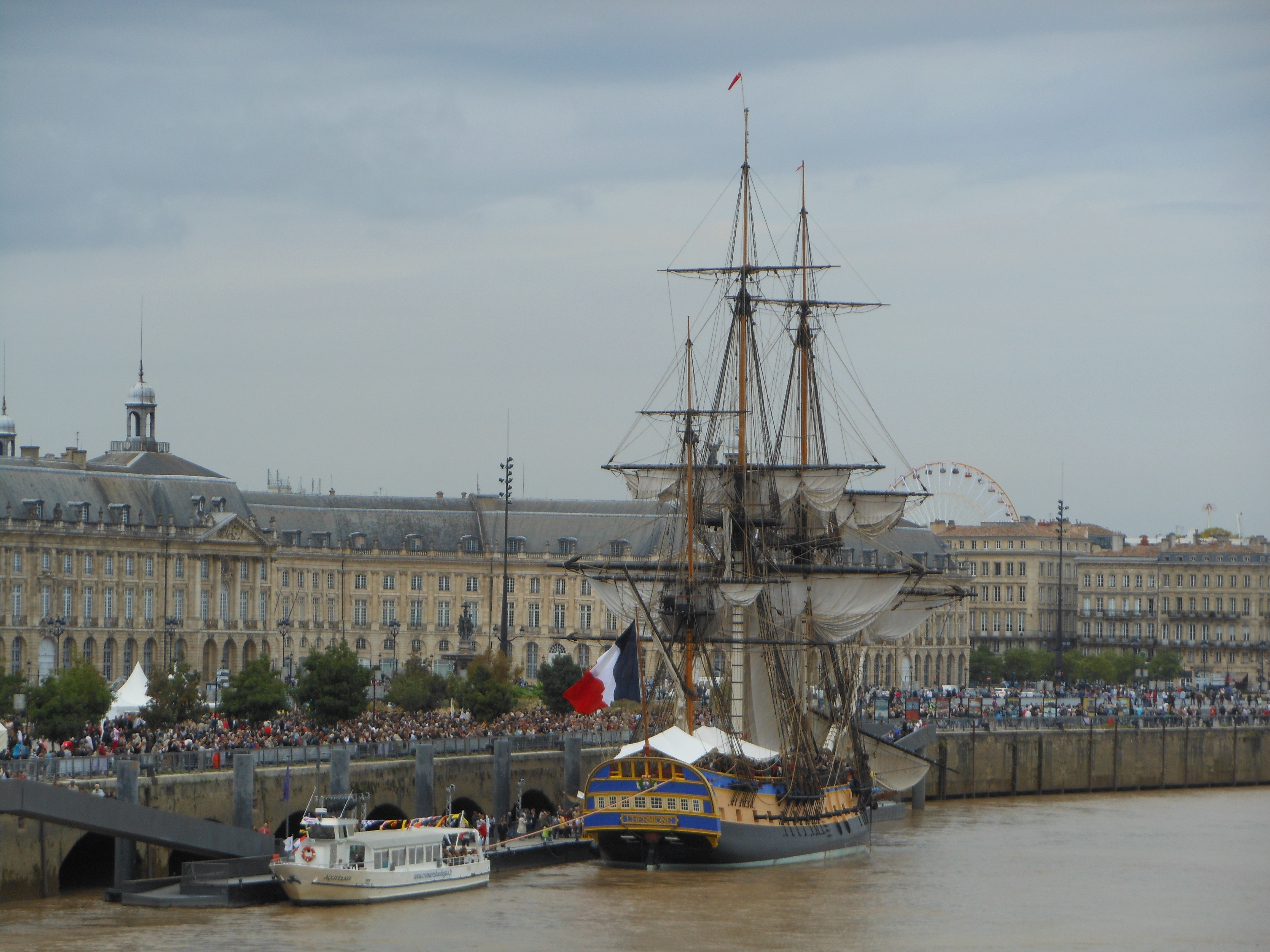
L'Hermione amarré au ponton d'honneur en 2014.
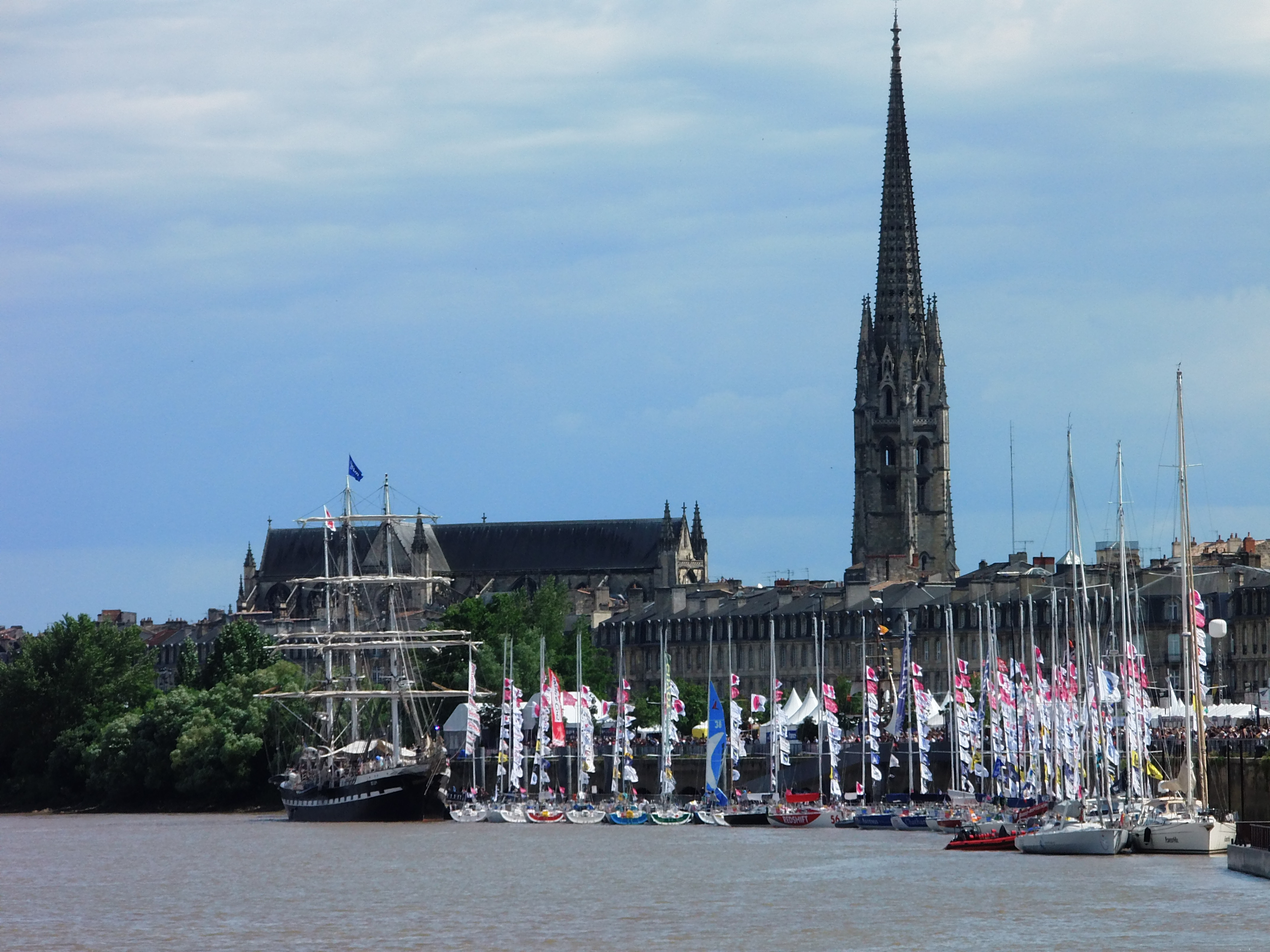
Le Belem et les 40 skippers de la solitaire du Figaro, amarrés en 2015 au ponton d'honneur pour Bordeaux fête le fleuve.

#### Port de plaisance
Situé dans le bassin à flot no 2, le port de plaisance a été agrandi et modernisé. Après des travaux d'aménagements et de modernisation, il compte désormais 9 pontons et 268 emplacements, dont 80 à usage d'habitation.

Port de plaisance des Bassins à flot
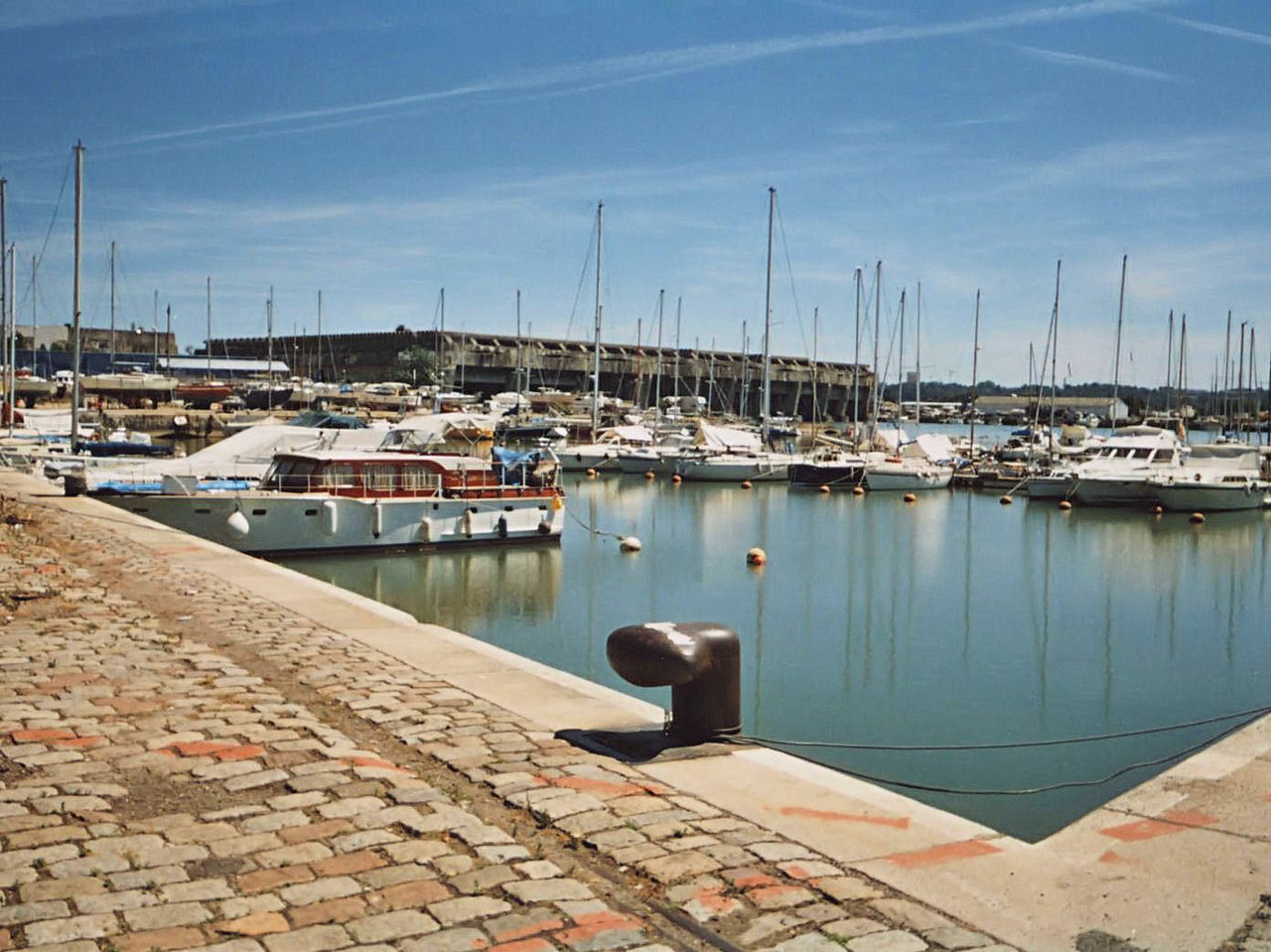
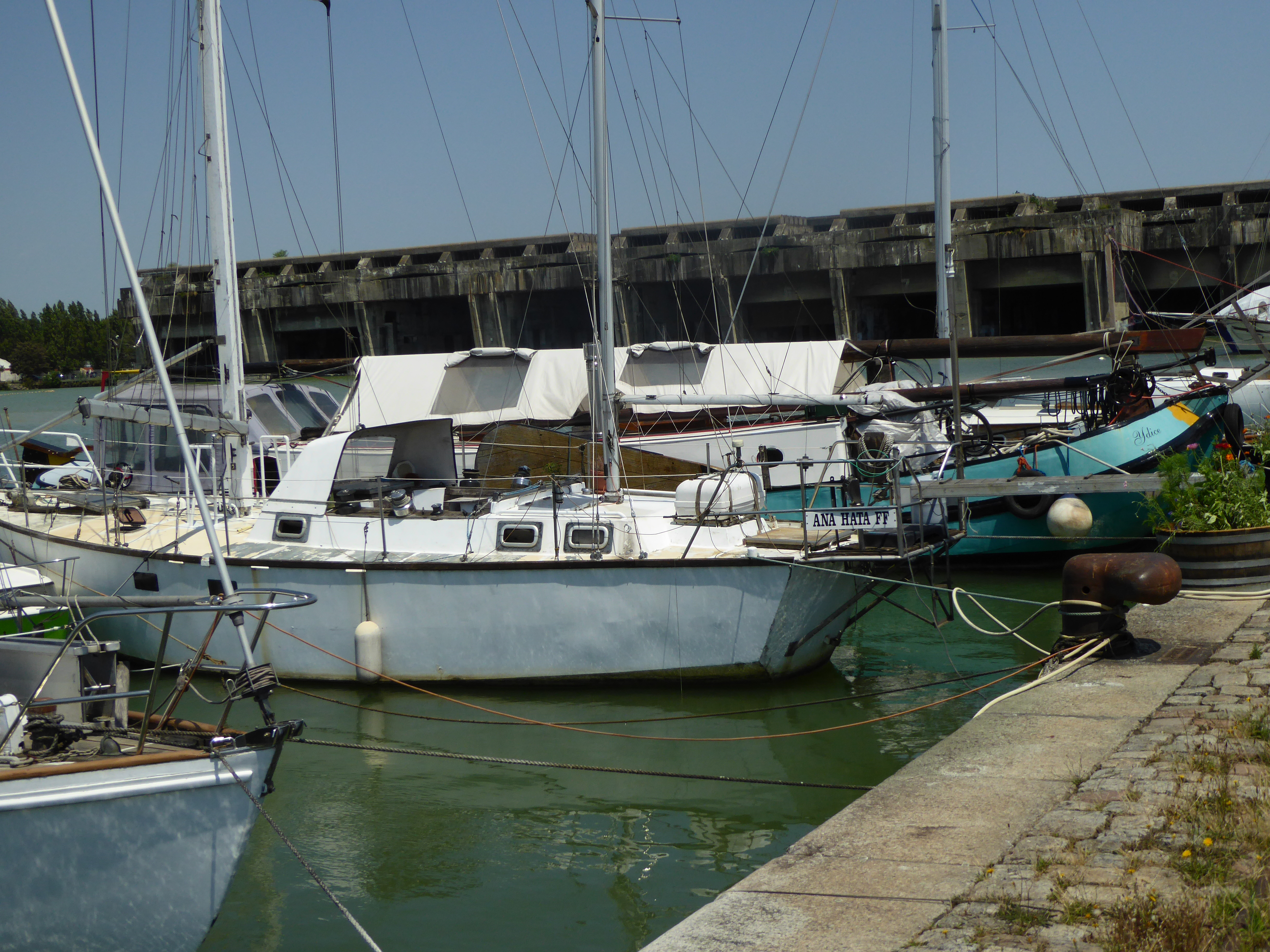

### Expérimentations auXXIesiècle

#### Navette de transport public
Alors que la dernière navette fluviale à Bordeaux remonte à 1947, depuis le jeudi 2 mai 2013, le réseau Transports Bordeaux Métropole propose à nouveau ce service : le Bat3 (initialement calligraphié BatCub). Deux bateaux (La Gondole et L'Hirondelle) transportent ainsi les usagers d'une rive à l'autre. Construit par les chantiers Dubourdieu, ces catamarans sont longs de 19 mètres, peuvent voguer trois heures en tout électrique à une vitesse de 15 nœuds, et se rechargent pendant la navigation en « mode hybride ».

Devant le succès de fréquentation– 400.000 utilisateurs des Bat3 en 2019, la Métropole de Bordeaux prévoit d’augmenter le potentiel de transports passagers sur Garonne. Pour ce faire, deux bateaux seront livrés en 2023, et deux autres sont prévus en 2025, portant alors la flotte à six navires.

Service de navettes fluviales
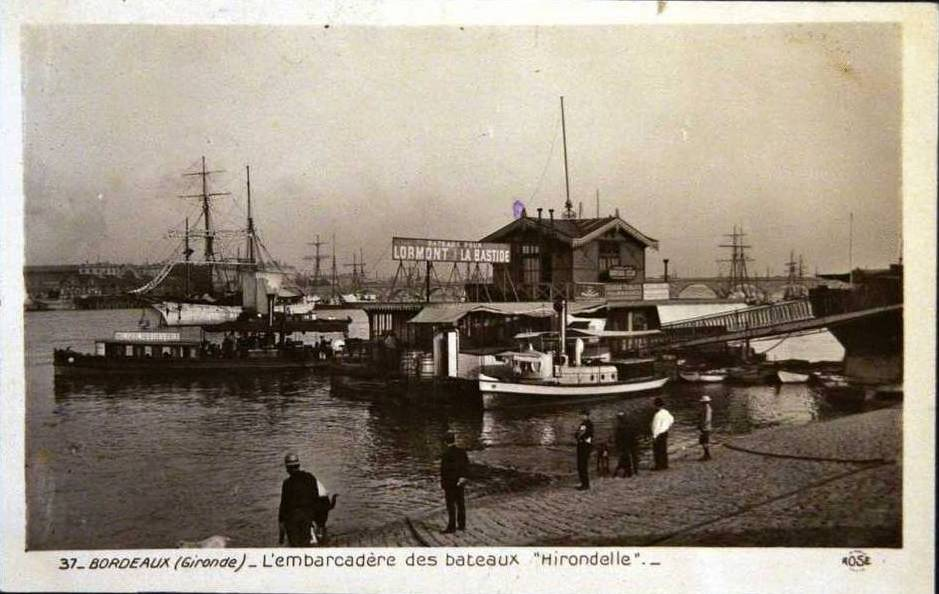
L'ancêtre du Batcub vers 1900.
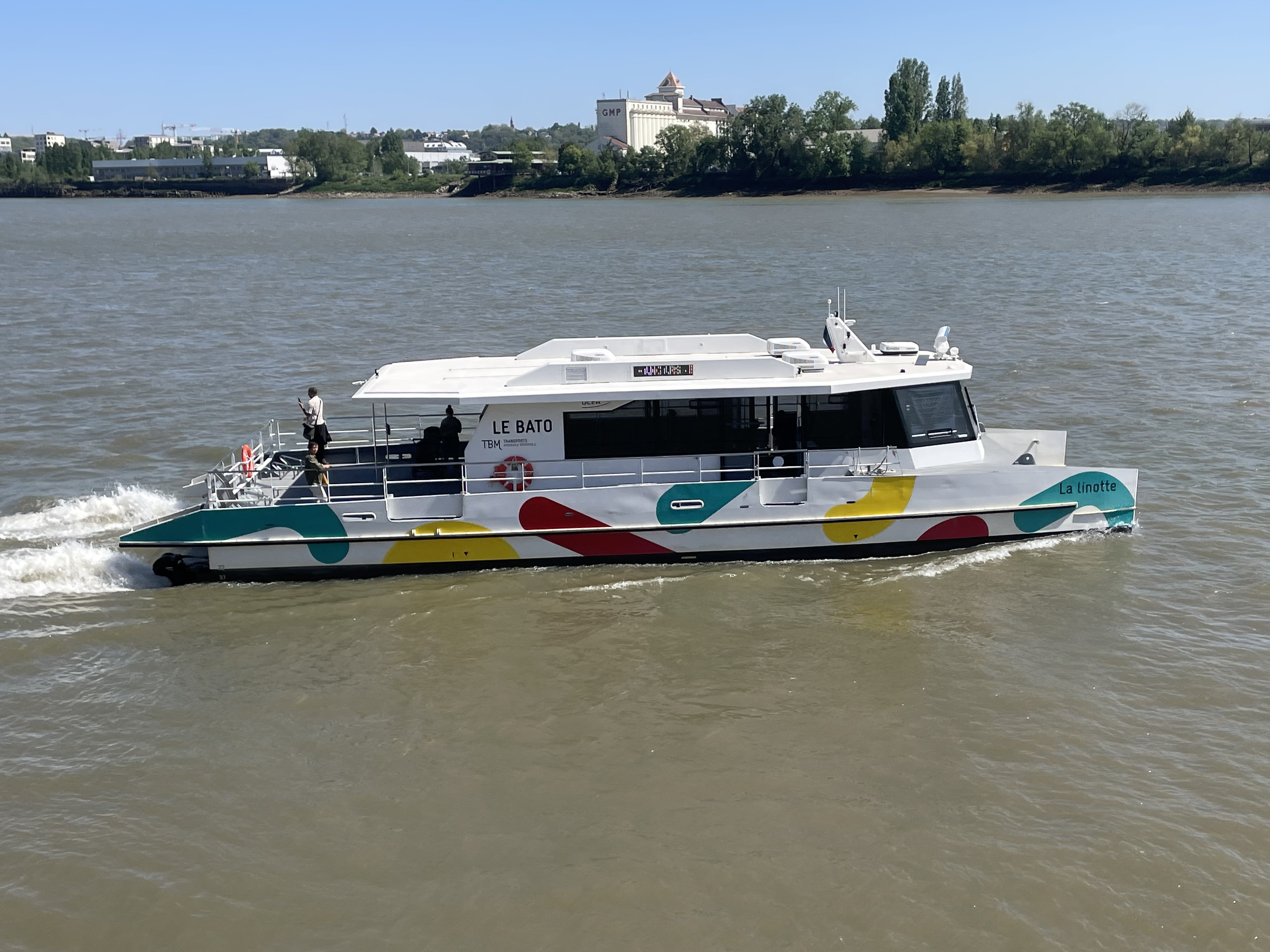
Le Bato sur la Garonne en avril 2025.

#### Transport fluvial de produits du terroir

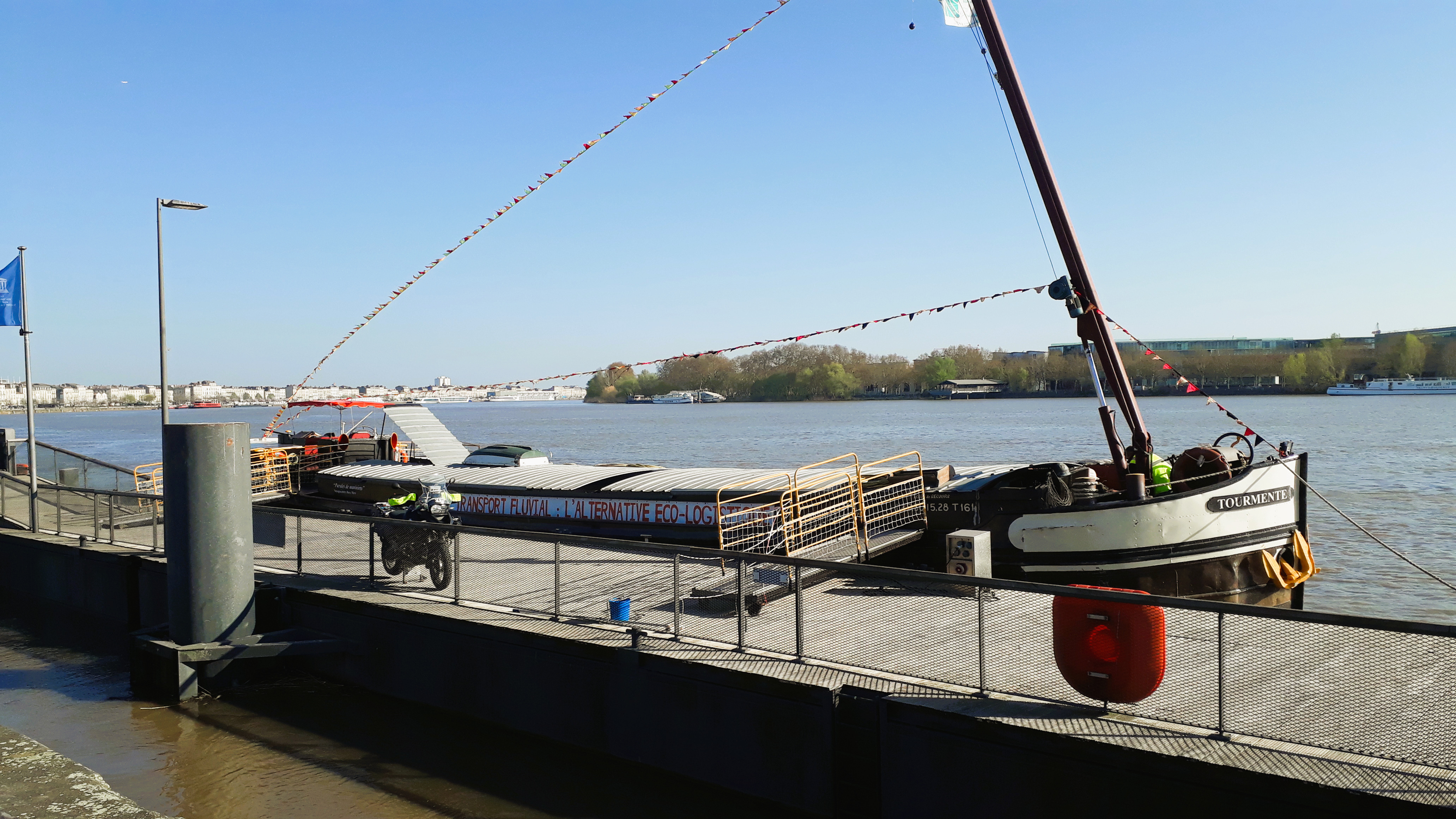
Péniche Tourmente, en escale au Ponton d'honneur en 2022.

Au printemps 2021, est lancé « Garonne fertile », un projet de fret fluvial alimentaire entre Damazan, en Lot-et-Garonne, et Bordeaux. Une péniche chargée de produits alimentaires a ainsi effectué, entre le 3 et le 8 mai, un premier trajet de 110 km en empruntant canal et Garonne. Pour le collectif qui porte le projet, les objectifs sont autant économiques qu'environnementaux, et il espère fédérer plusieurs acteurs sur le potentiel d'un transport fluvial au service des territoires. Un deuxième voyage a lieu du 18 février au 24 avril 2022,.

#### Roulier Canopée

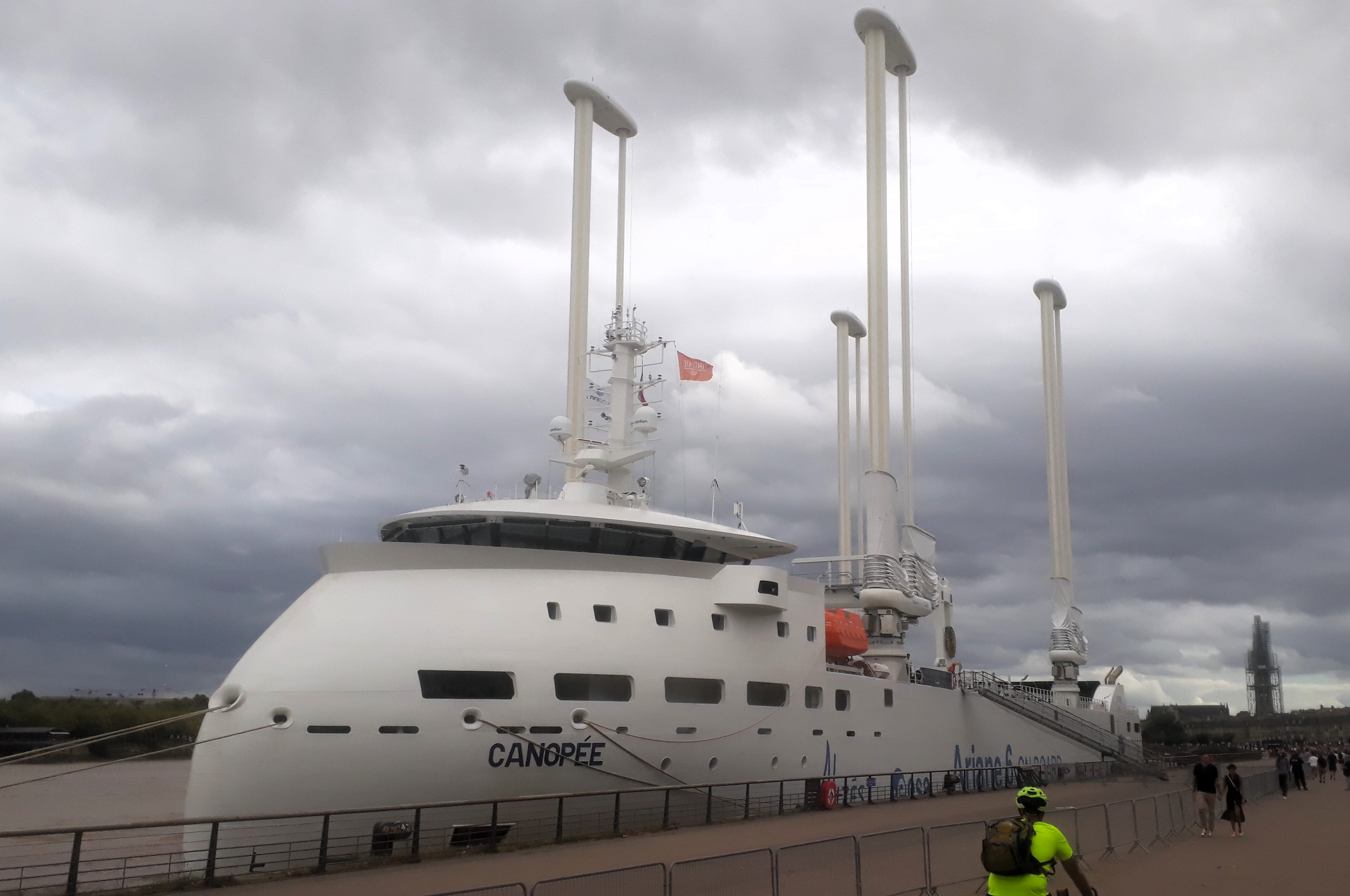
Le roulier Canopée, en escale à Bordeaux le 3 octobre 2023.

D’ici la fin de l’année 2023, le Canopée, un nouveau navire roulier, acheminera à la base de lancement de Kourou les pièces du lanceur Ariane 6, dont celles fabriquées au Haillan et à Saint-Médard. Avec une rotation de 28 jours, effectuée 10 fois par an, ces pièces seront embarquées d’abord à Brême, puis à Rotterdam, au Havre et enfin au port de Bordeaux. Le terminal de chargement sera soit celui de Bassens, soit celui de Grattequina.

Bâtiment de 121 mètres de long, qui bat pavillon français, le Canopée a été entièrement conçu et fabriqué en Europe par Alizés, un consortium de sociétés françaises. Ce navire sera l’un des premiers au monde dans la marine marchande à être équipé d’une propulsion hybride, moteur diesel et voiles rigides,.

## Construction navale

### Historique
Pendant des siècles, la construction de bateaux à Bordeaux s'est limitée aux embarcations fluviales comme les gabarres ou les filadières. L'essentiel des navires militaires et marchands étaient construits dans d'autres villes ou pays. Au XVIIe siècle, c'est à Rochefort que se crée l'arsenal et non à Bordeaux. Finalement, ce n'est qu'à partir du XIXe siècle que commencent à se développer les chantiers de construction navale. On retrouve entre autres les Forges et chantiers de la Gironde, les Chantiers et Ateliers de l'Océan, les Chantiers de la Garonne, Dyle et Bacalan...

Quelques navires notables construits à Bordeaux
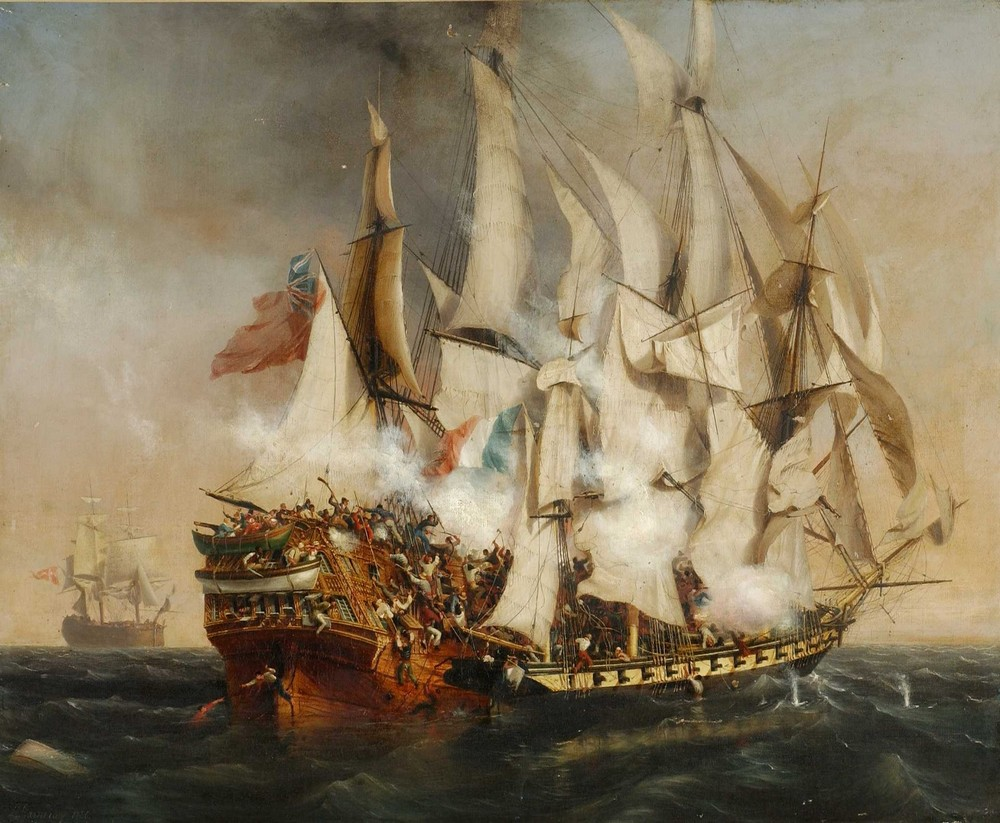
A droite, la corvette corsaire La Confiance, construite en 1797 par les chantiers Guibert.
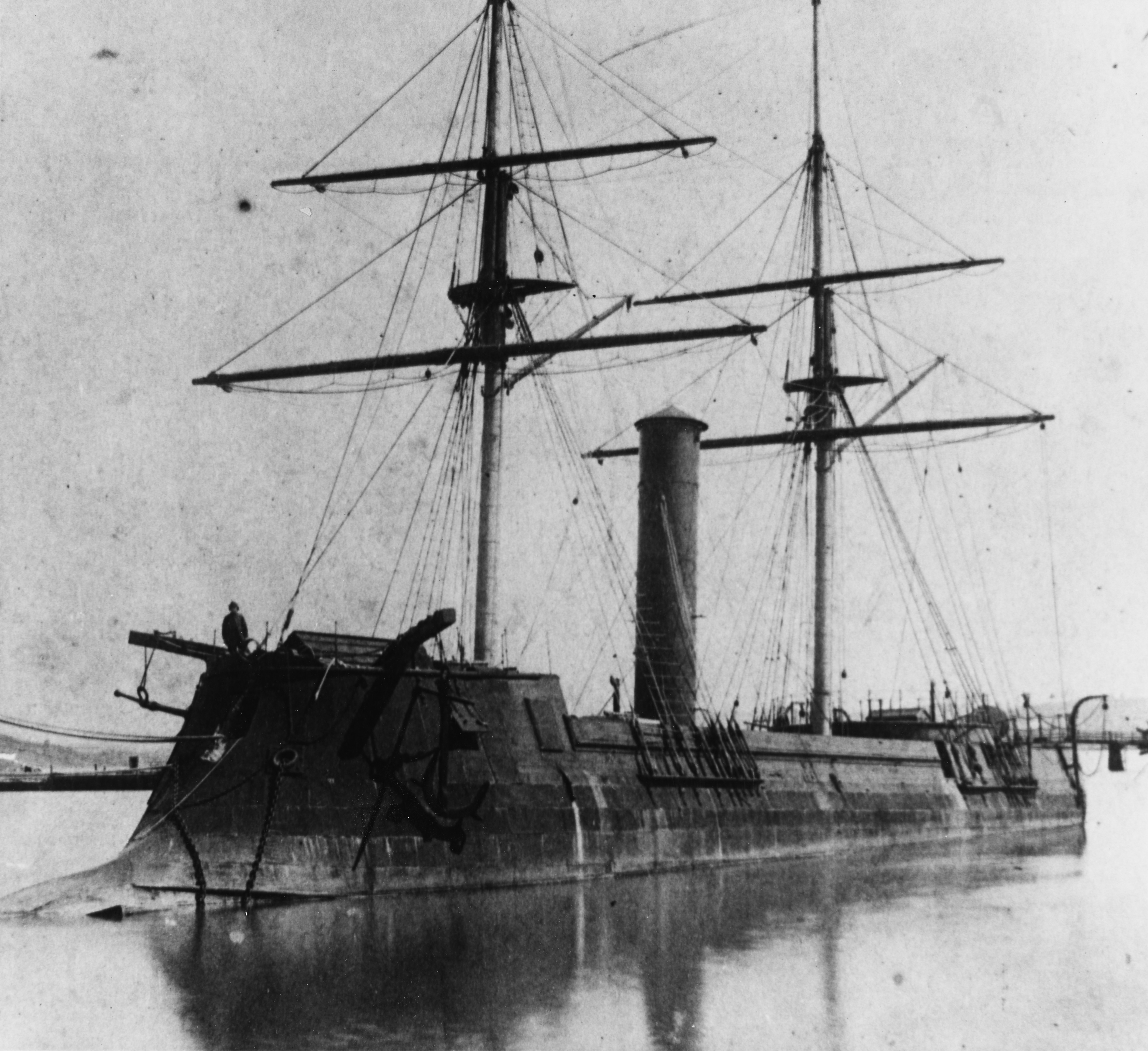
Le bélier cuirassé Sphinx, construit en 1863 par les Chantiers et ateliers de l'Océan.
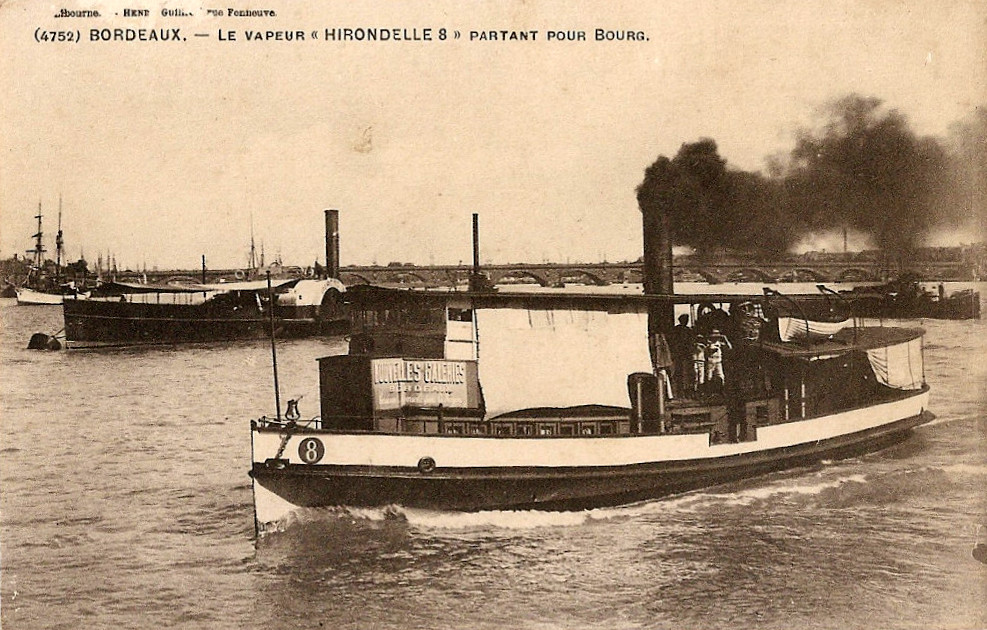
L'Hirondelle 8, vapeur à passager construit en 1867 par Dyle et Bacalan.
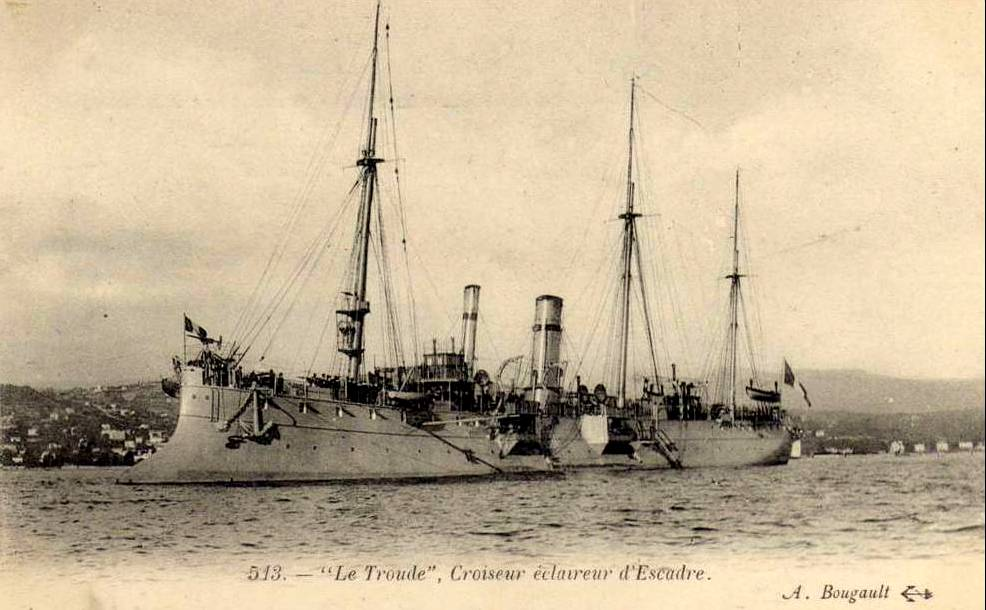
Le croiseur Troude, construit par les Chantiers de la Gironde et lancé en 1888.
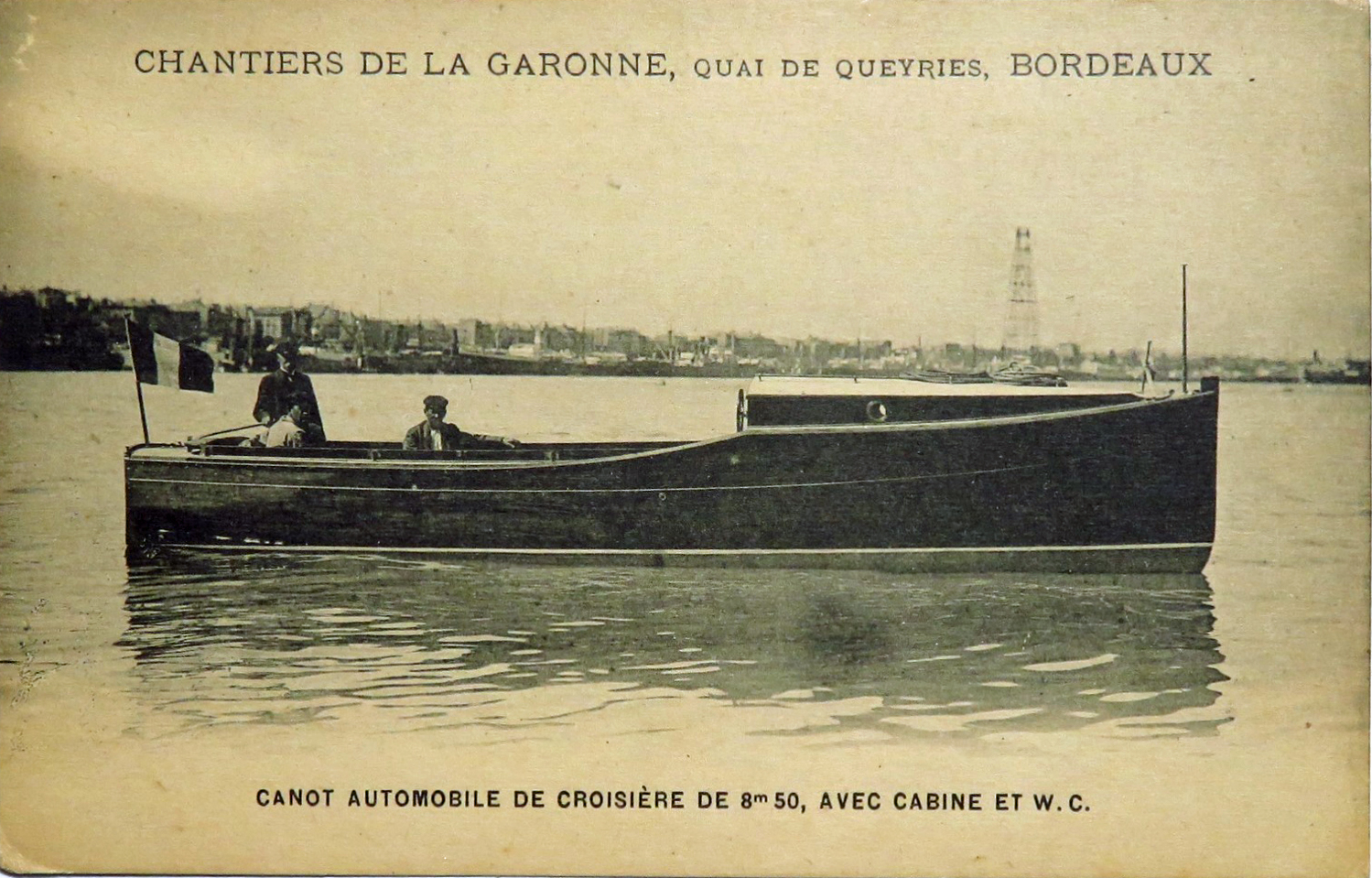
Canot automobile de croisière, construit par les Chantiers de la Garonne, vers 1900.
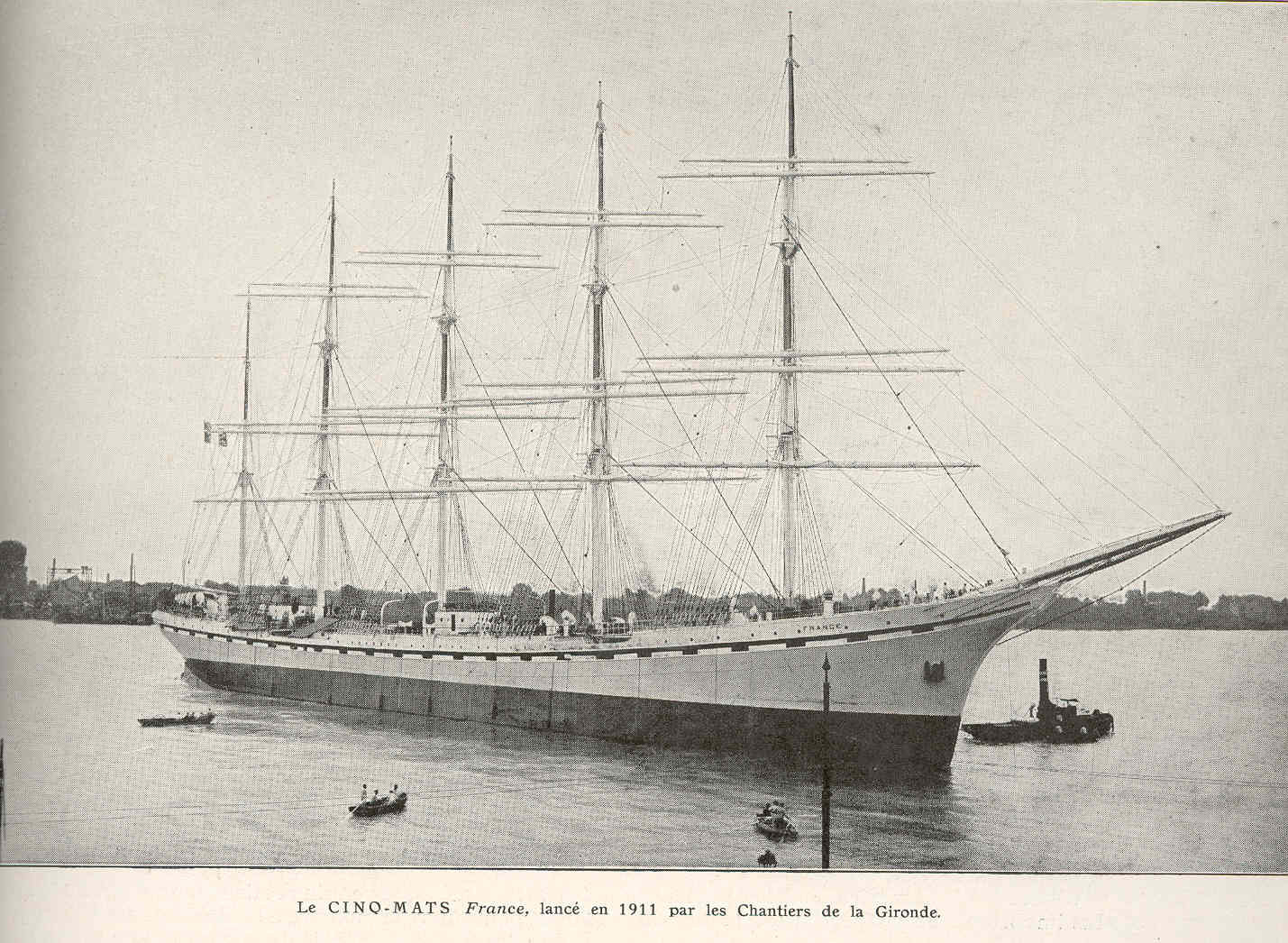
Le France II, voilier construit en 1911 à Lormont et resté le plus grand du monde pendant 77 ans.
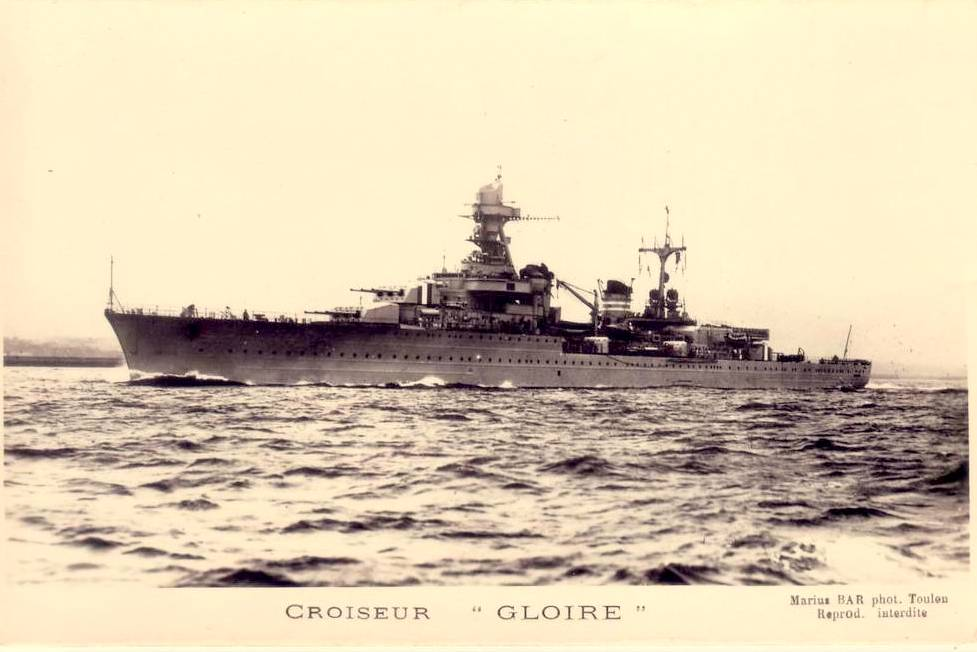
Le croiseur Gloire, construit en 1937 par les Chantiers de la Gironde.
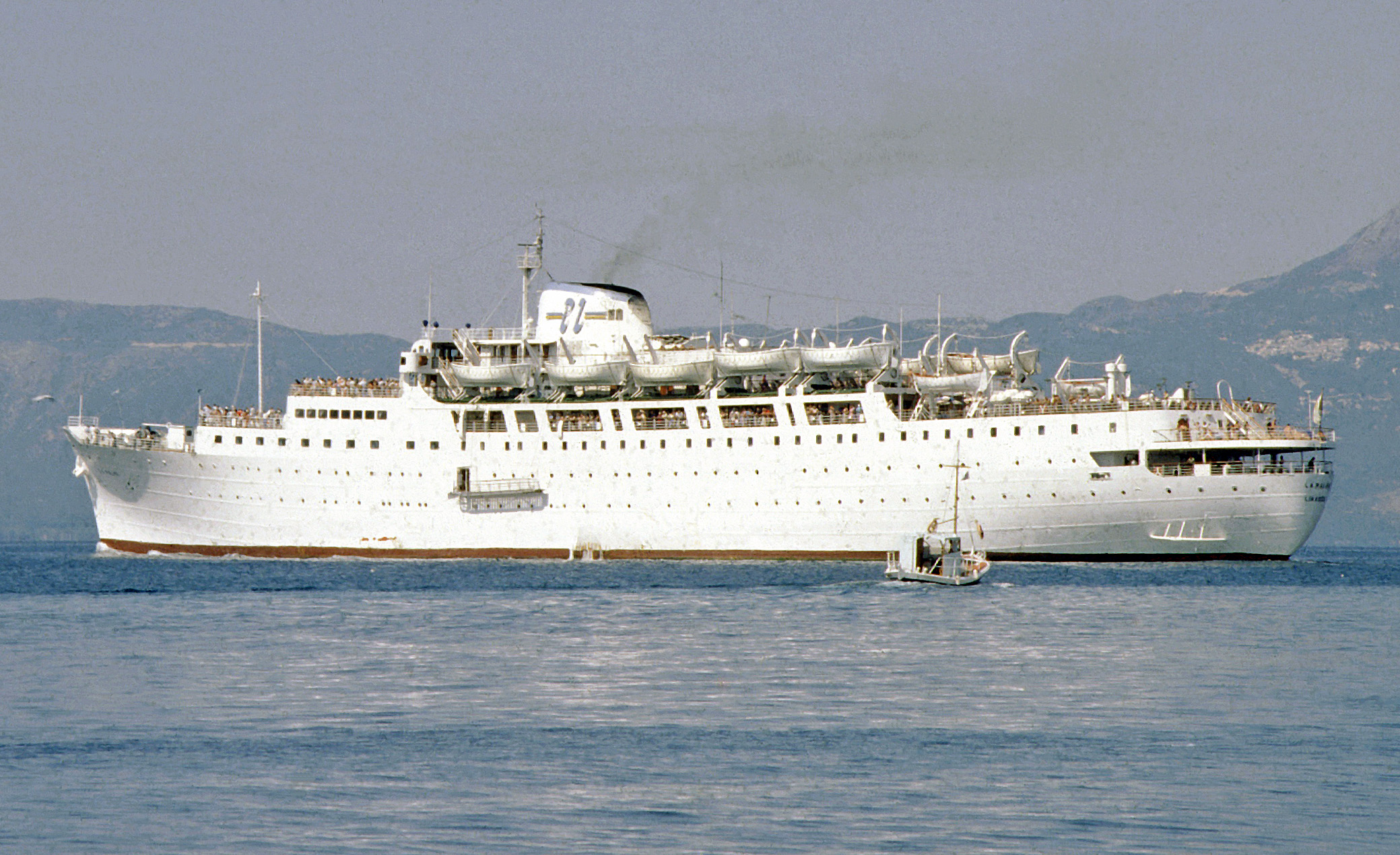
Le paquebot Ferdinand de Lesseps (1951).

Différents chantiers navals du port de Bordeaux
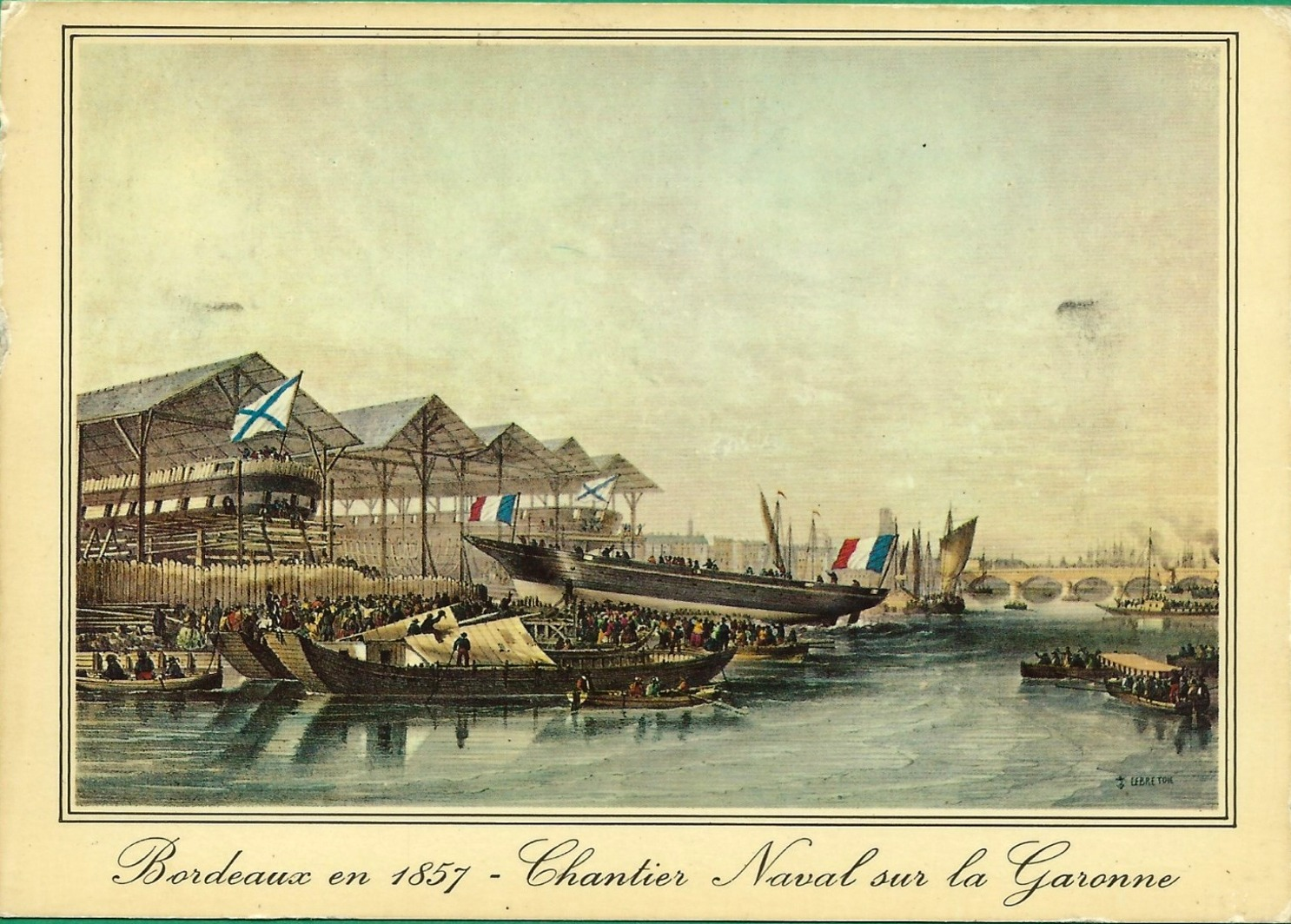
Chantier naval sur la Garonne, 1857.
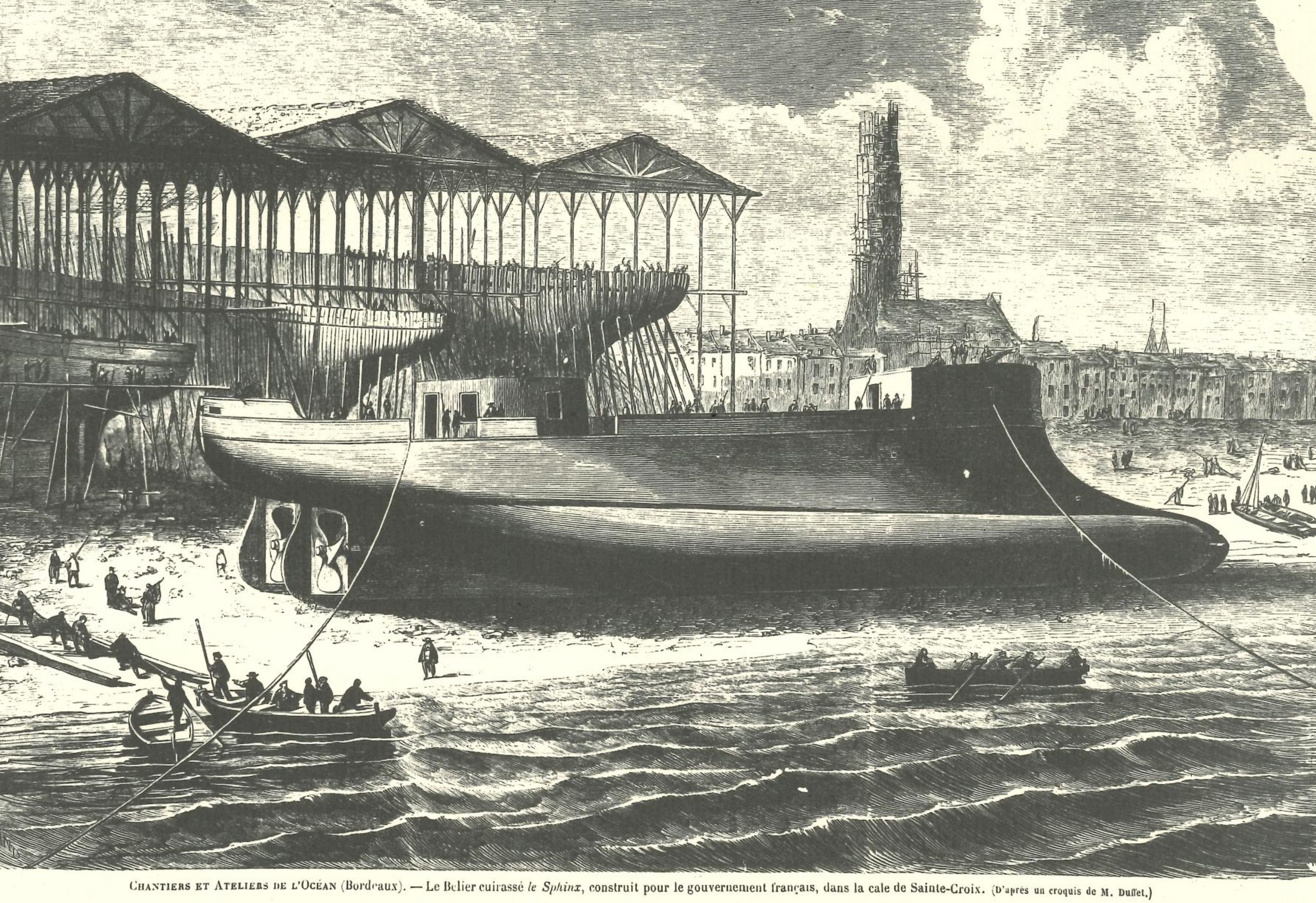
Construction du bélier cuirassé Sphinx au Chantiers et Ateliers de l'Océan, site de Sainte-Croix, 1863.
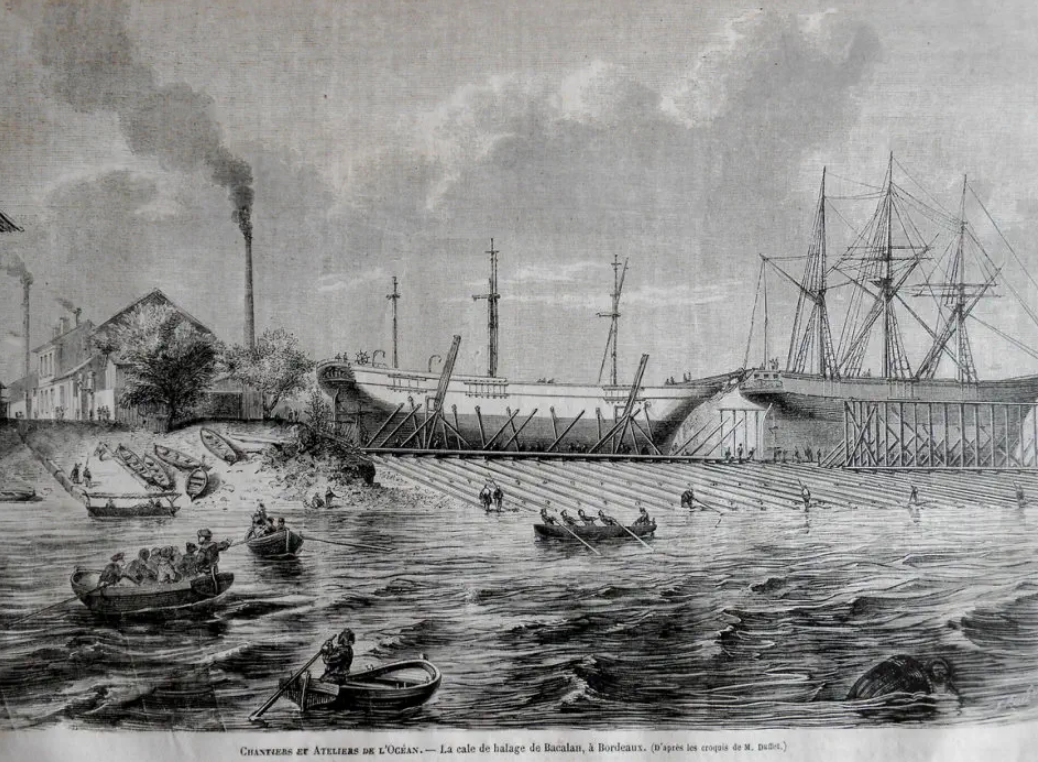
Chantiers et Ateliers de l'Océan - la cale de halage de Bacalan, 1864.
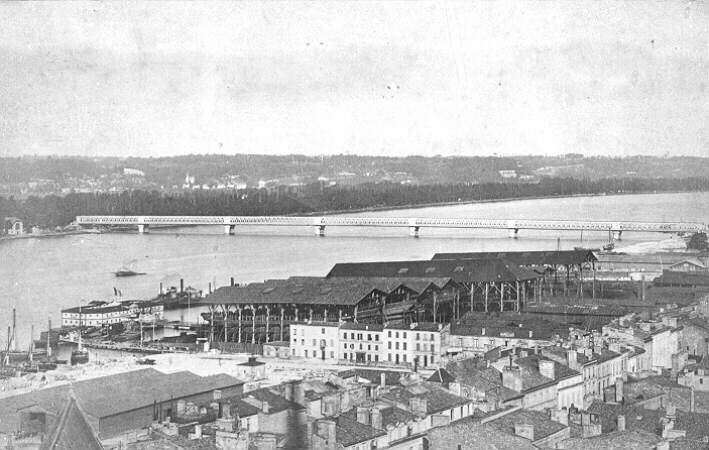
Les chantiers Arman à Sainte-Croix vers 1875.
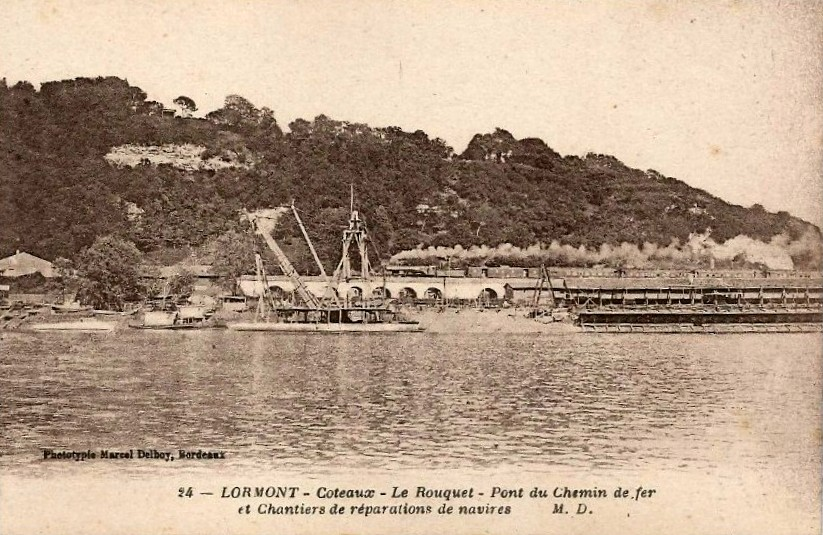
Chantiers de Lormont, vers 1900.
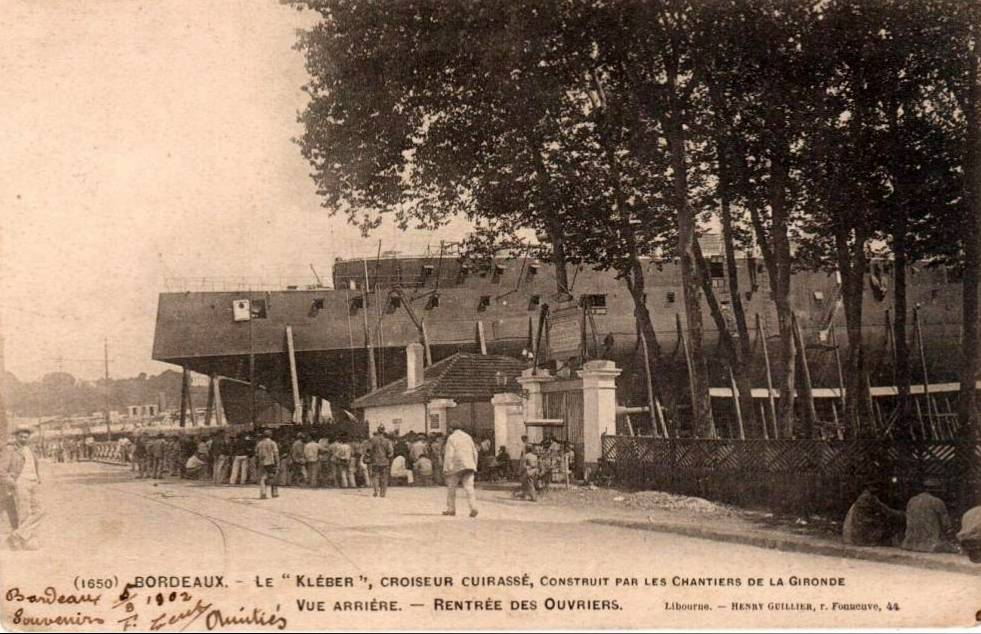
Construction en 1902 du croiseur cuirassé Kléber dans les Chantiers de la Gironde.
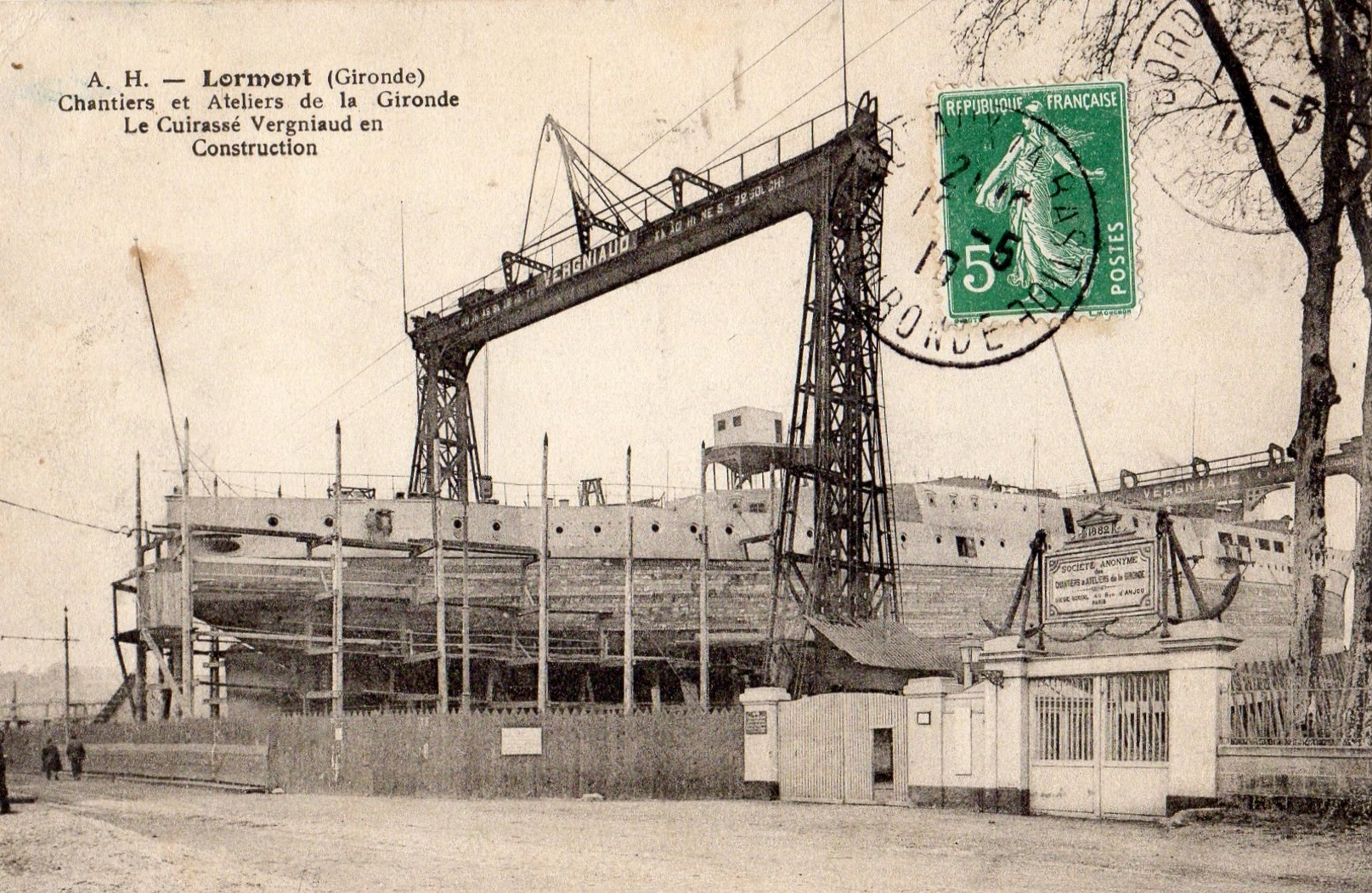
Construction du cuirassé Vérité en 1907 à Lormont.
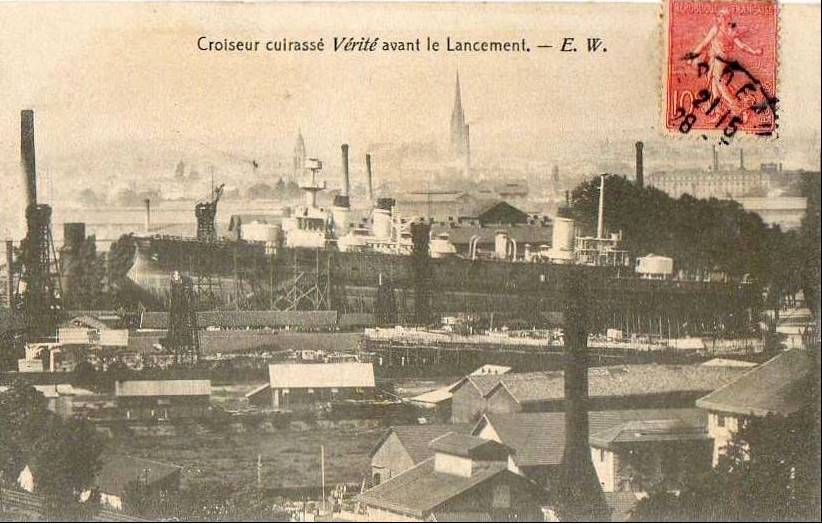
Construction du cuirassé Vérité en 1907 à Lormont.
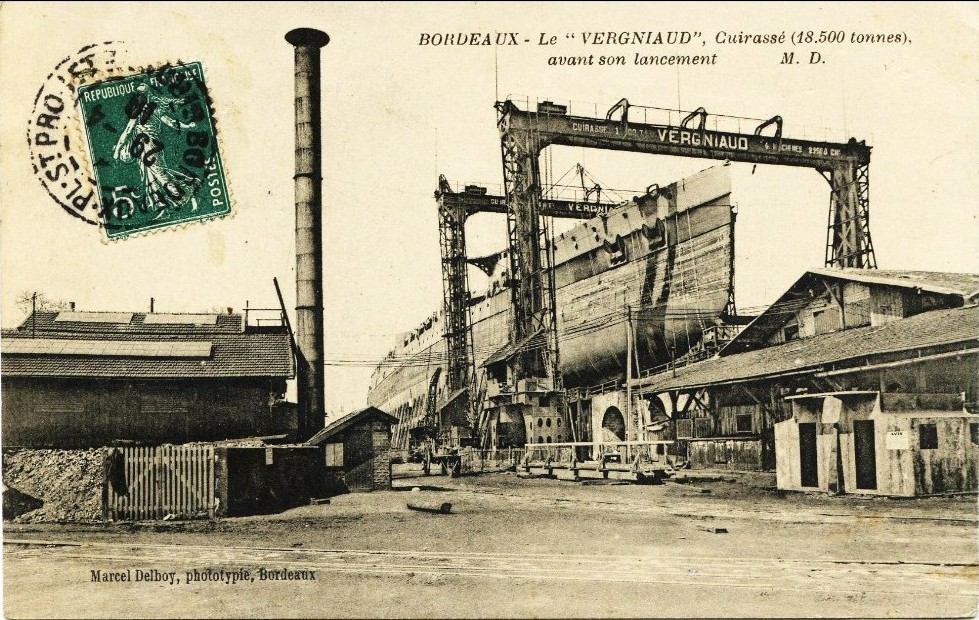
Le cuirassé Vergniaud en 1907, dans son chantier à Lormont.
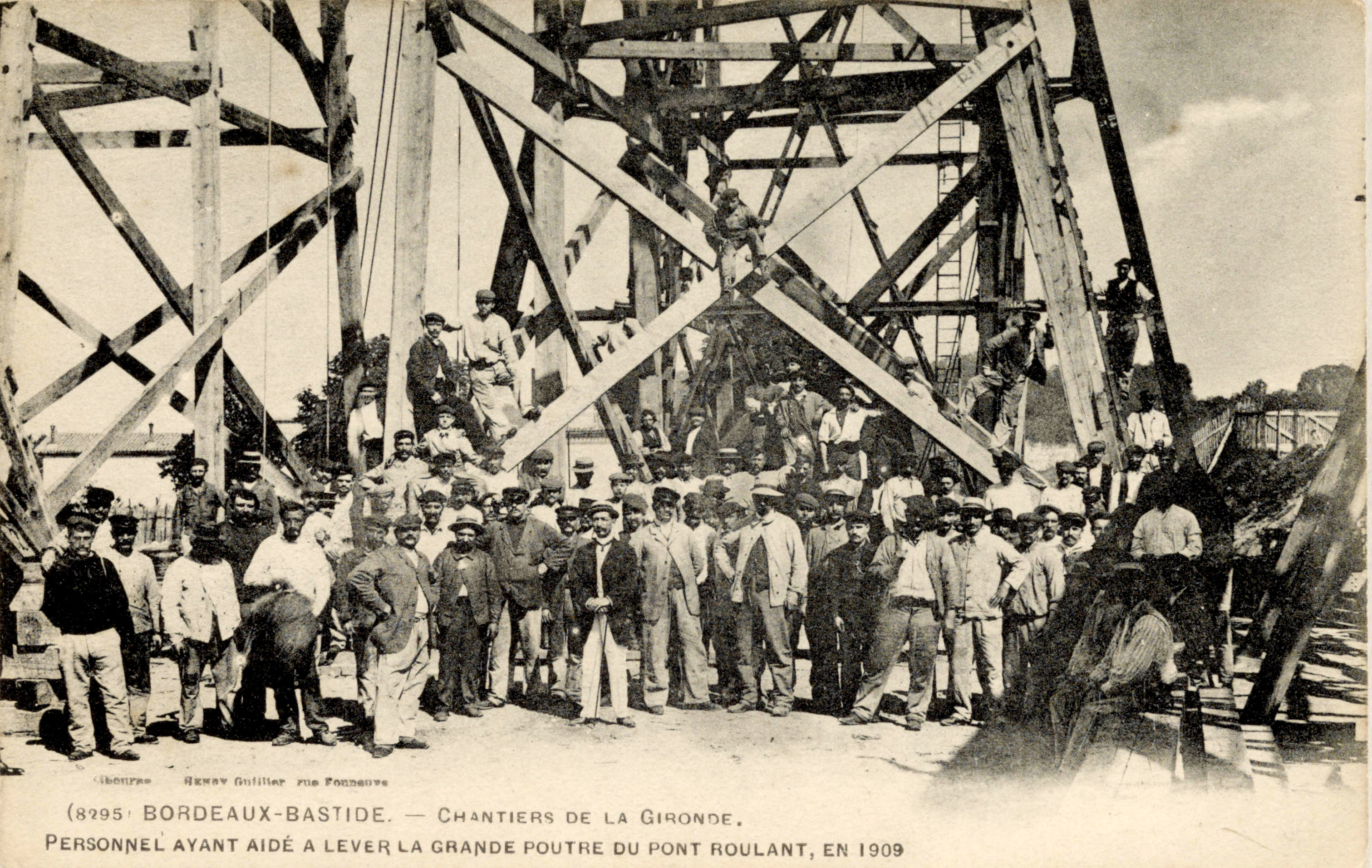
Personnel du site de la Bastide des Chantiers de la Gironde, 1909.
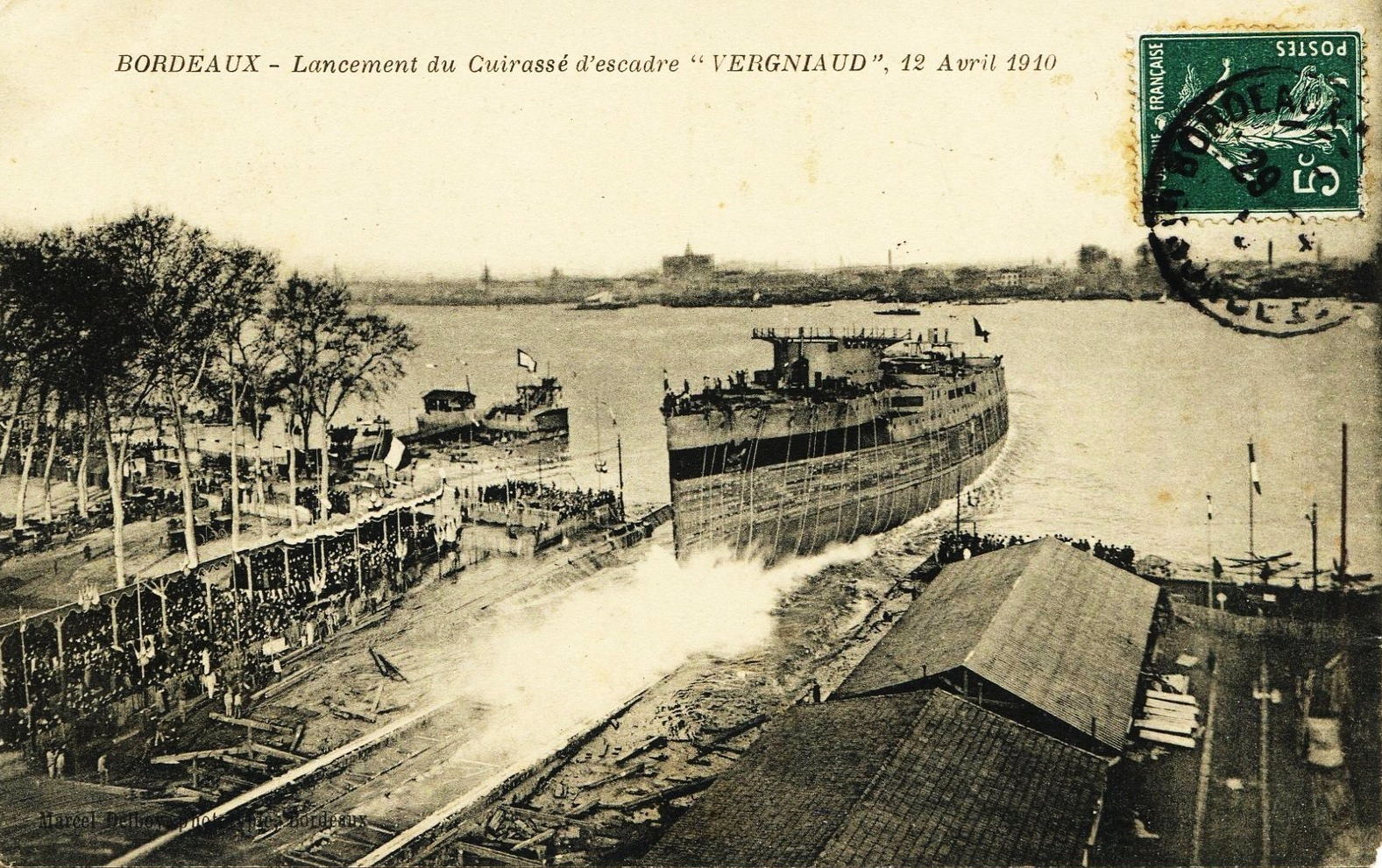
Lancement du Vergniaud en 1910.
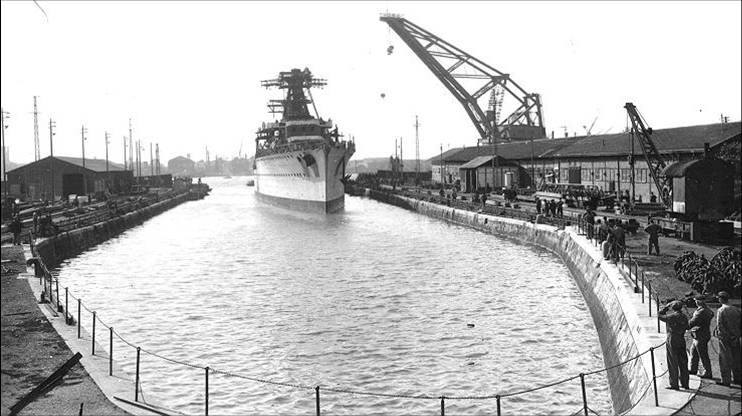
Le croiseur Gloire entrant dans la forme de radoub des Chantiers de la Gironde, Lormont, 1936.

### Chantiers contemporains
Aujourd'hui il reste un chantier naval en activité, Construction Navale Bordeaux, une société du groupe Bénéteau. L'atelier, où travaillent 900 personnes, dont 650 en production, est installé sur un espace de 105 000 m2 dont 56 000 couverts. Situé quai de Brazza, dans le quartier de la Bastide, il produit notamment des catamarans de luxe.

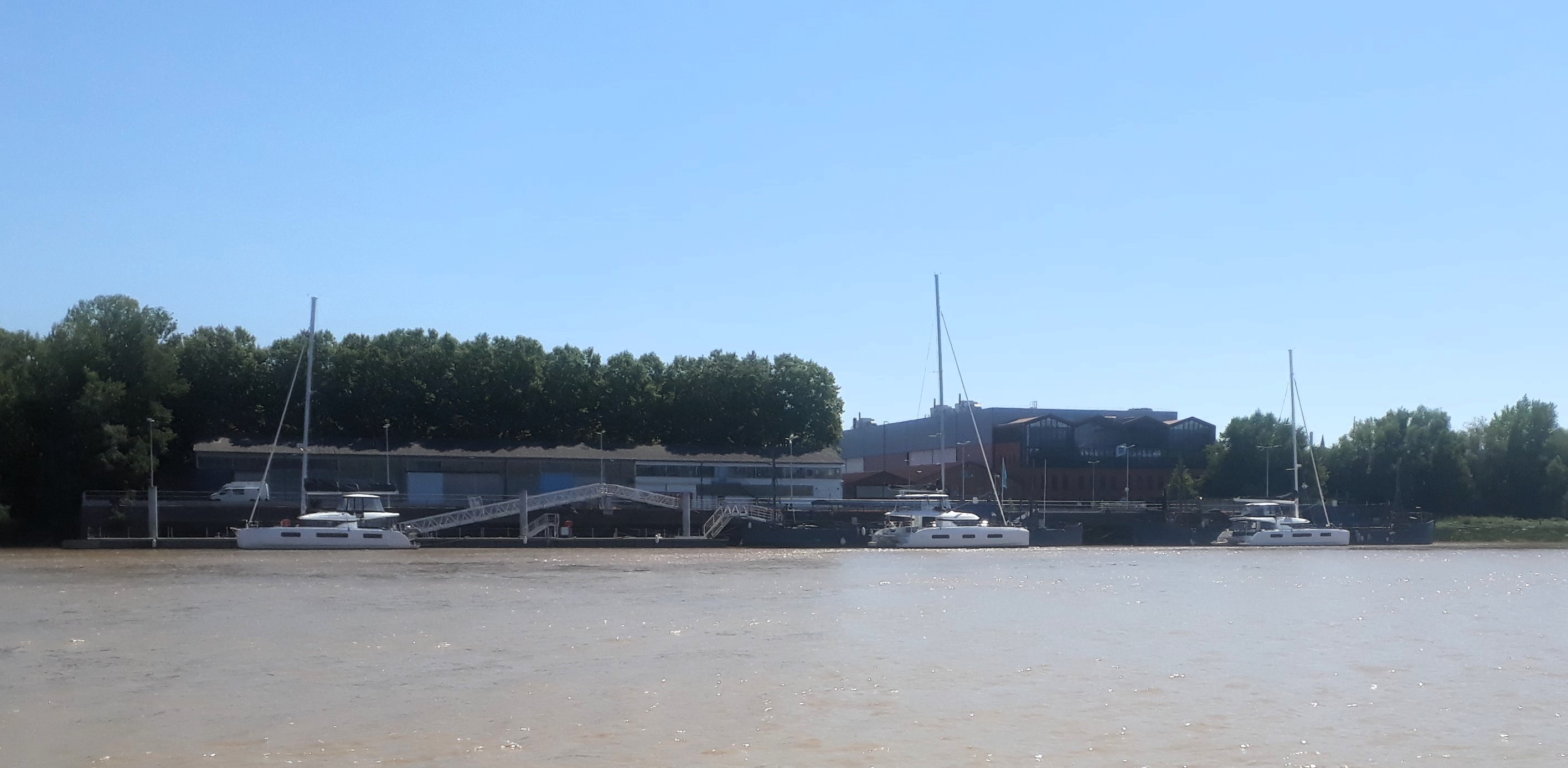
Site de Construction navale de Bordeaux.
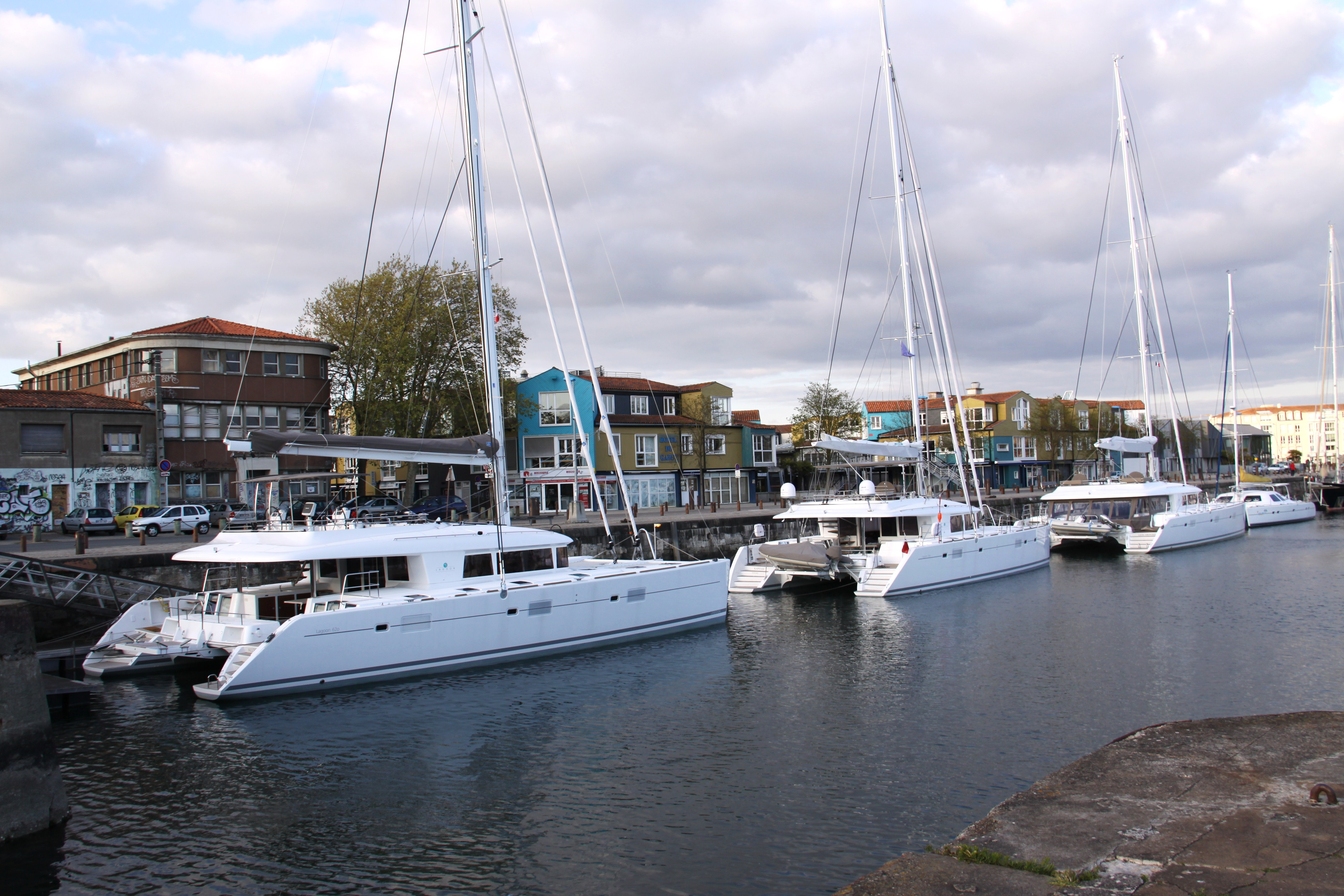
Catamarans de croisière Lagoon fabriqués à Bordeaux.

## Les quais

### Caissons du port romain
Dans le port romain, situé sur les berges de la Devèze, les premiers aménagements apparaissent au 1er siècle. Il s’agit de planchers de bois et de caissons qui composent de vastes quais. Ce type d'équipements présentent des inconvénients dans la mesure où les bateaux ne peuvent venir s’amarrer qu’à marée haute, la base des quais étant à sec à marée basse en raison des dépôts. C'est la raison pour laquelle ce système est abandonné au Moyen Âge au profit des plages, grèves et autres atterrissements, pour la Garonne, comme pour la Tamise à Londres.

### Cales inclinées
À l'origine les berges de Bordeaux offraient un sol inégal et couvert de vase, qui rendait la circulation difficile et le travail des bateaux pénible. Toutefois, ce n'est qu'au XVIIIe siècle qu'elles commencent à être exhaussées et pavées. Les cales ainsi formées sont faciles à établir, peu coûteuses, abordables et présentent des bords convenables pour toutes sortes d'embarcations, et notamment celles de petites tailles où celles adaptées au transport fluvial (gabarre, filadière...). De plus elles permettent d'accoster à toute heure de marée. Les grands bâtiments quant à eux mouillaient dans le chenal au milieu de la rade, tandis que des gabarres et des allèges faisaient des allers et retours pour charger et décharger à la planche.

Les cales
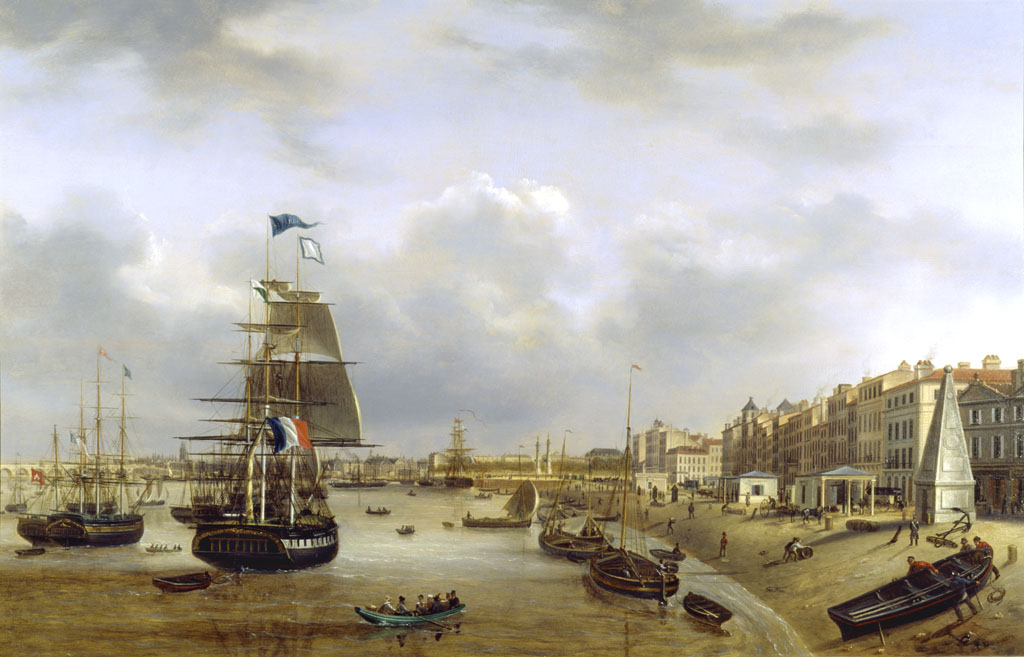
Vu du quai des Chartrons, par Louis Burgade, 1835.
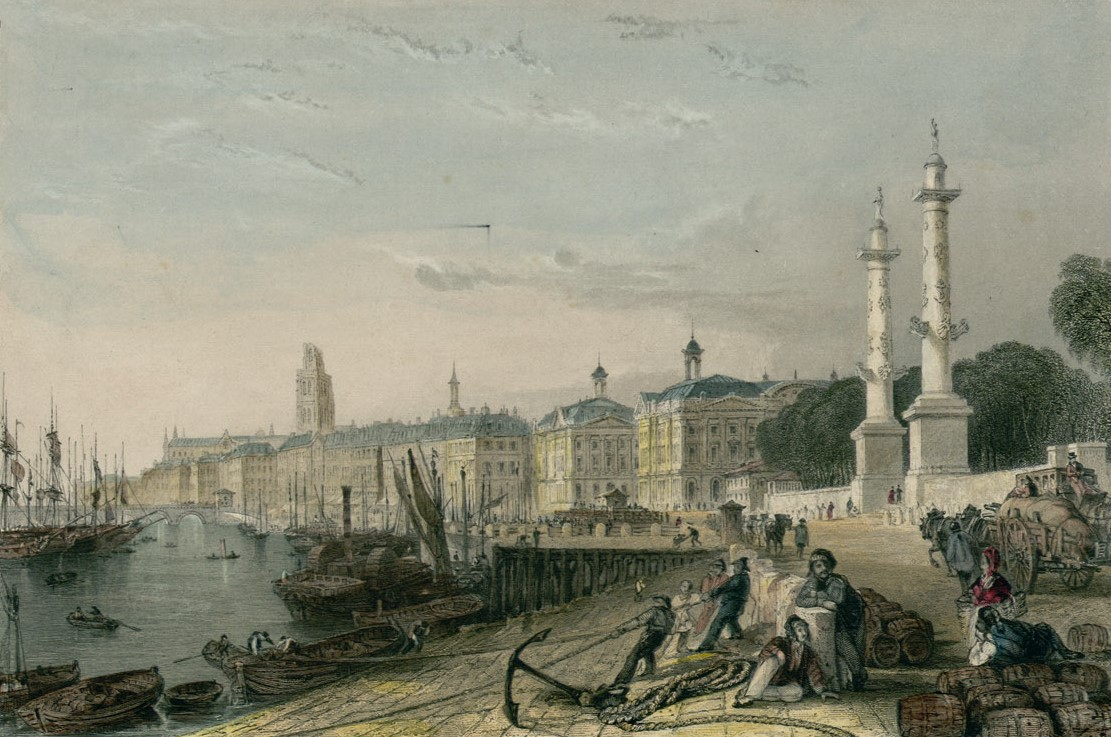
Quai Louis XVIII, avant 1840, par Thomas Allom.
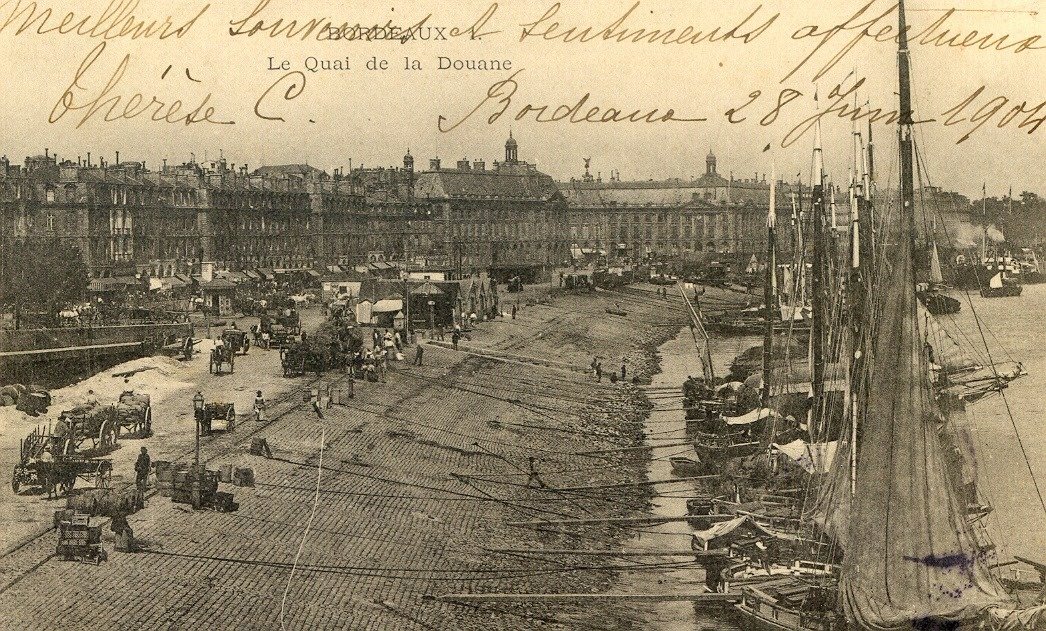
Le quai de la Douane vers 1910.
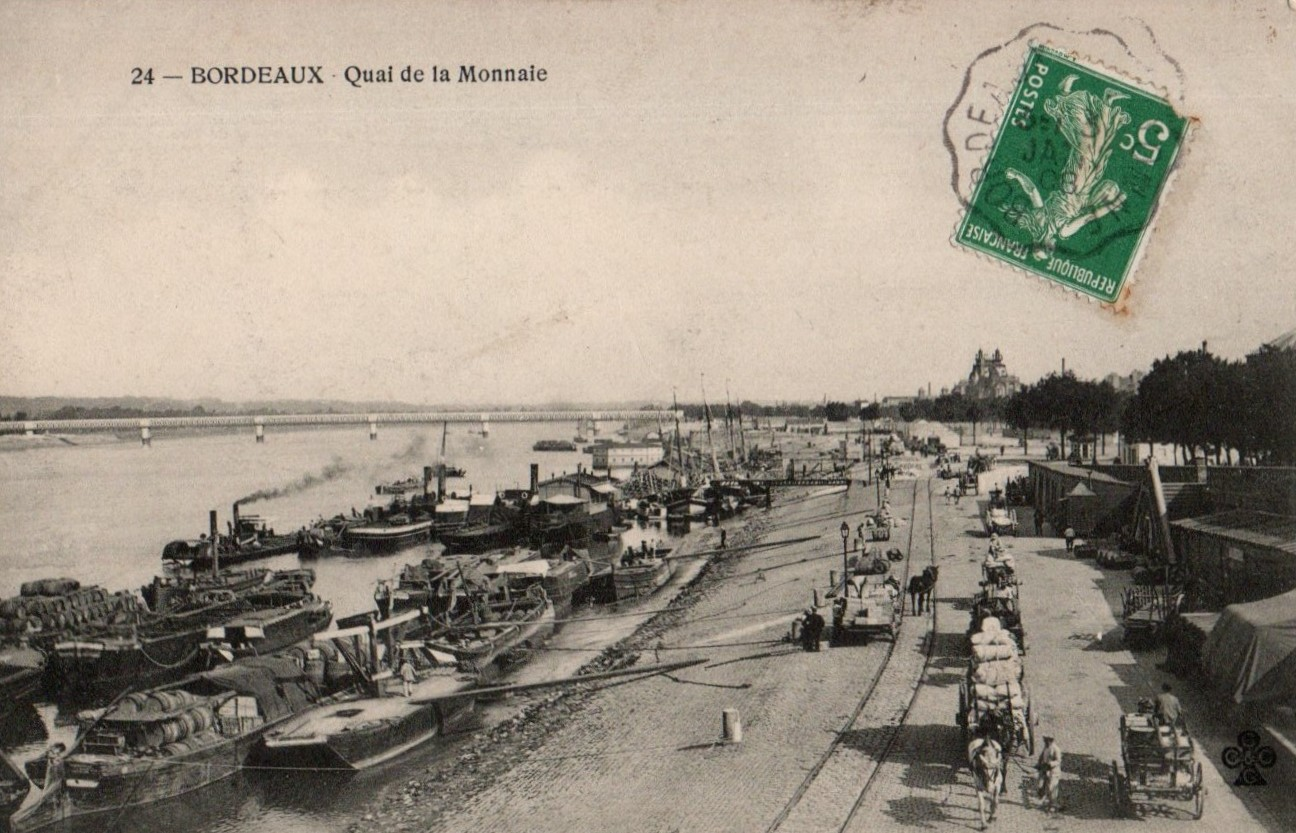
Quai de la Monnaie, vers 1910.
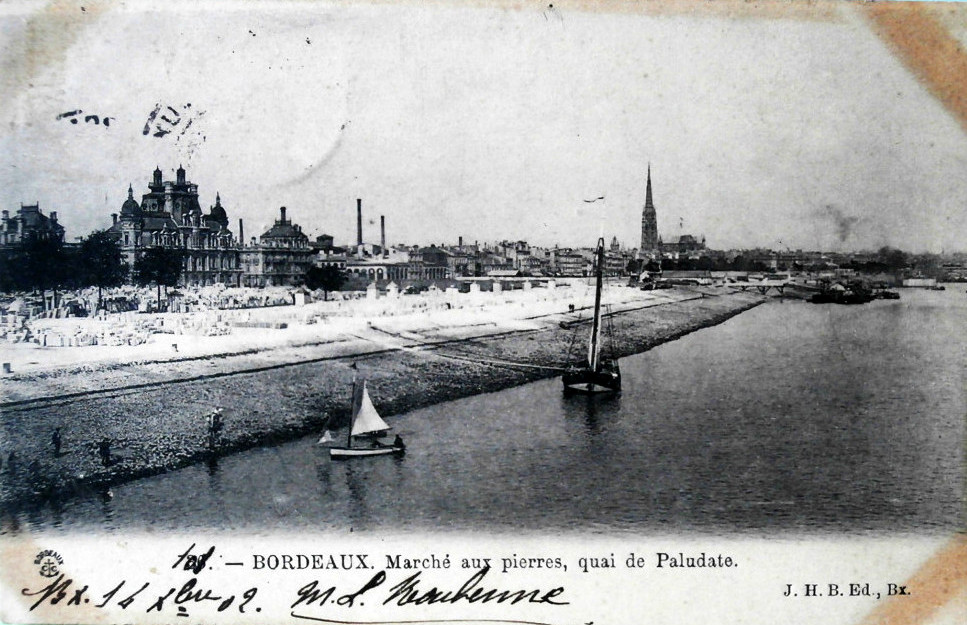
Quai de Paludate vers 1900-1920, avec le marché aux pierres.

### Débarcadères
Dans le but de réduire les frais engendrés d'embarquement et de débarquement par allèges, des débarcadères sont construits pour mettre les grands navires en communication avec la rive. Dans les parties sujettes aux envasements, ces installations sont constituées de pontons flottants, capables de suivre le mouvement des marées. Dans les parties du port non sujettes aux envasements, les débarcadères consistèrent en appontements fixes en charpente, établis sur pilotis. Les deux premiers débarcadères fixes, construits en 1830, furent ceux de la Douane et de l'Entrepôt.

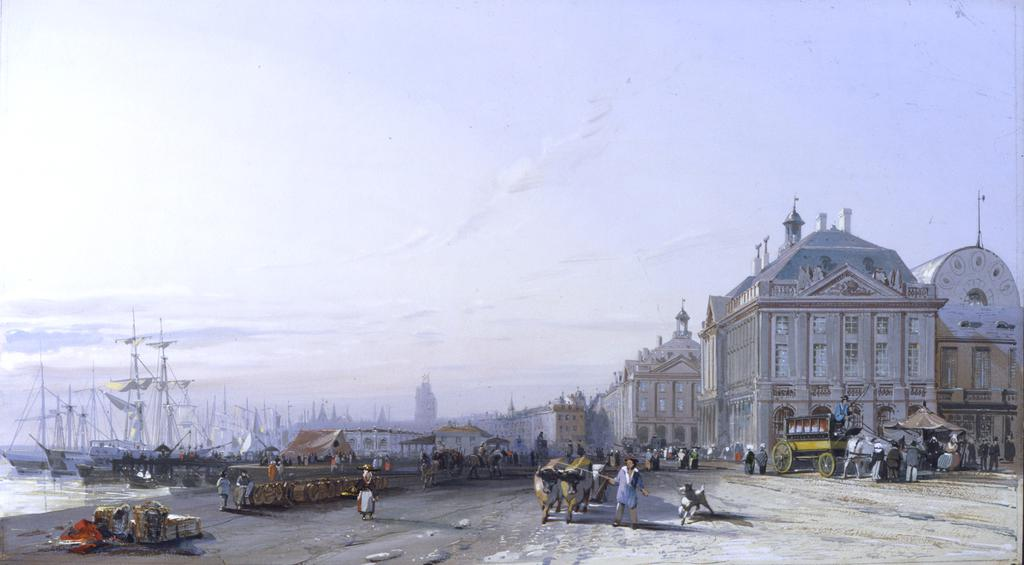
Vers 1830.
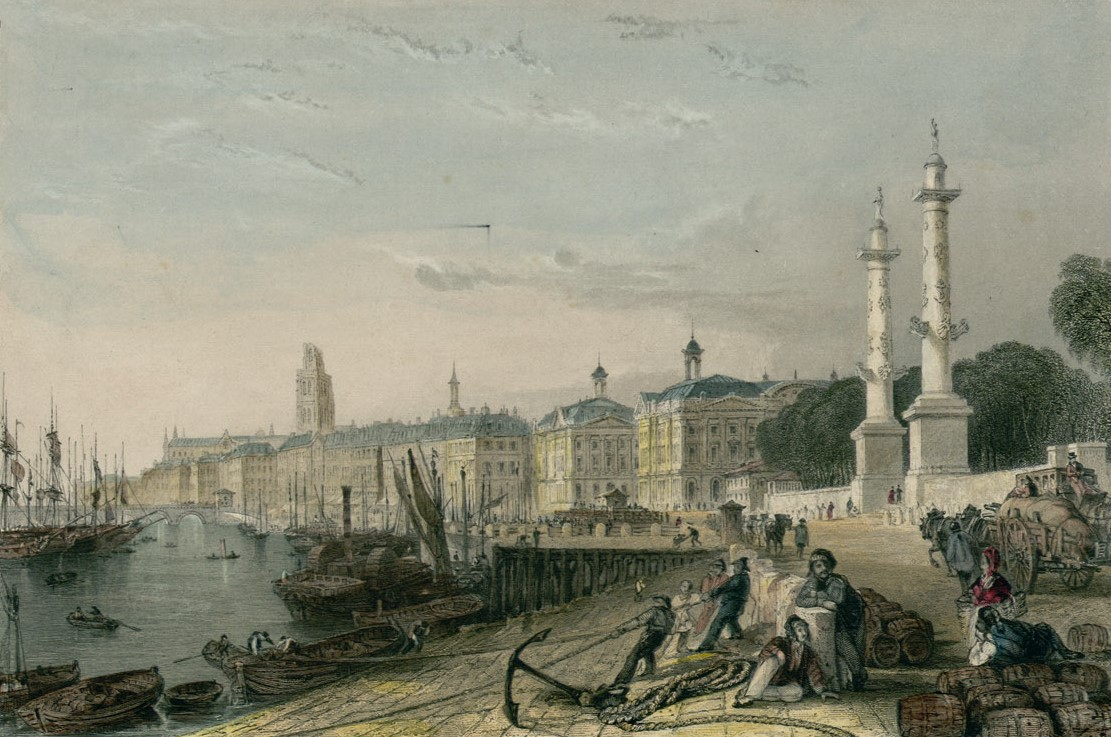
Quai Louis XVIII, avant 1840, par Thomas Allom.

### Quais verticaux
Le mur d'aplomb des quais verticaux permet aux grands navires de venir directement toucher les terre-pleins et faciliter les opérations sans rupture de charge. L'obstacle principal pour le port de Bordeaux est le risque d'envasement. Les quais verticaux n'ont pu se faire qu'avec des dragages annuels. En 1844, le gouvernement fit voter la construction d'un quai vertical de 906 mètres de longueur, allant de la Douane à l'Entrepôt, se terminant à chaque extrémité par une cale de 100 mètres de long. Les travaux commencés en 1846, s'achèvent en 1854. En1863, commence la construction d'un nouveau quai aux Chartrons, long de 207 mètres. Il est terminé en 1867. Peu de temps après commence la construction du quai de Bacalan.

Quais verticaux
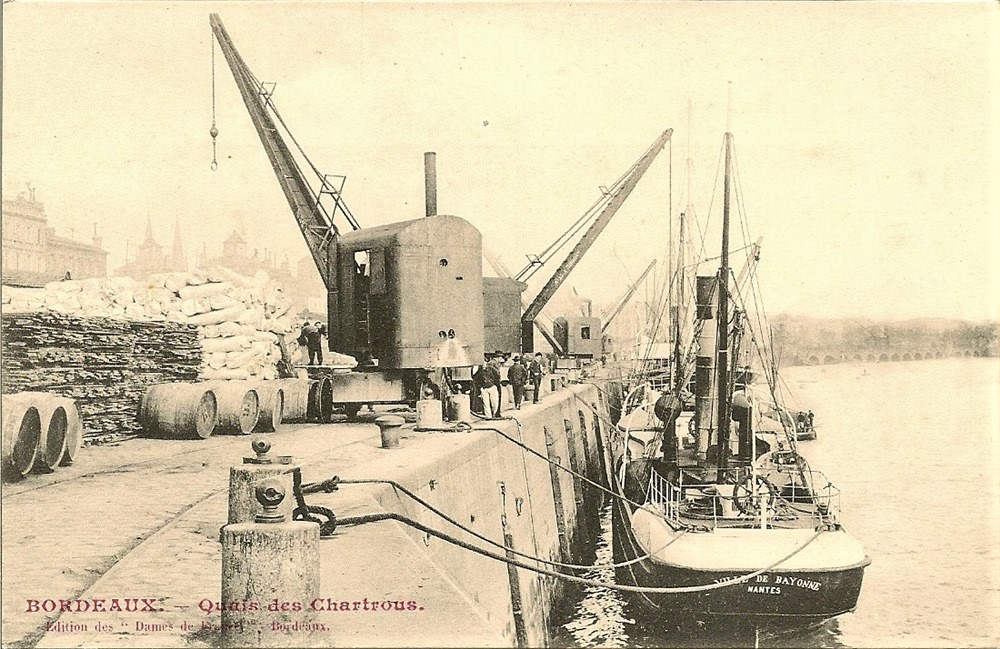
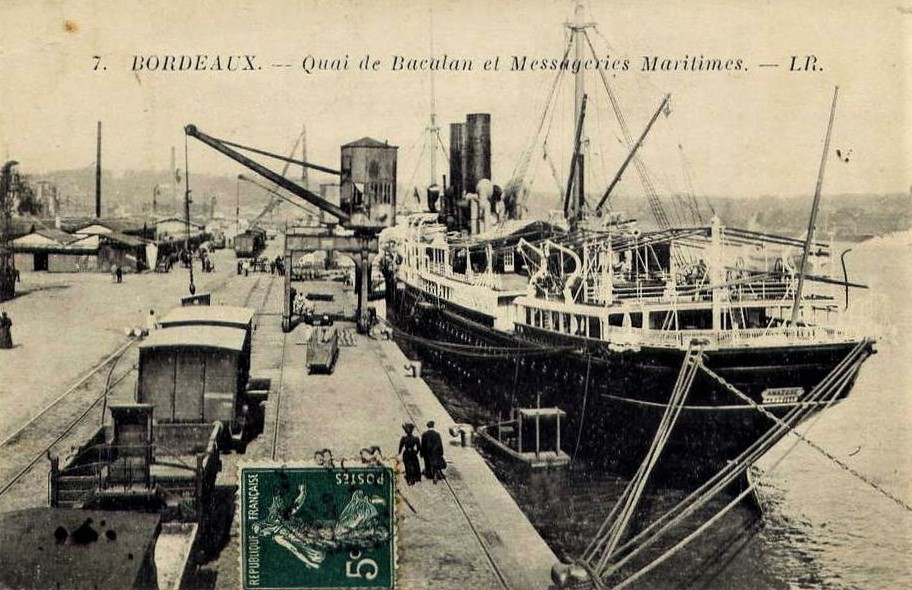
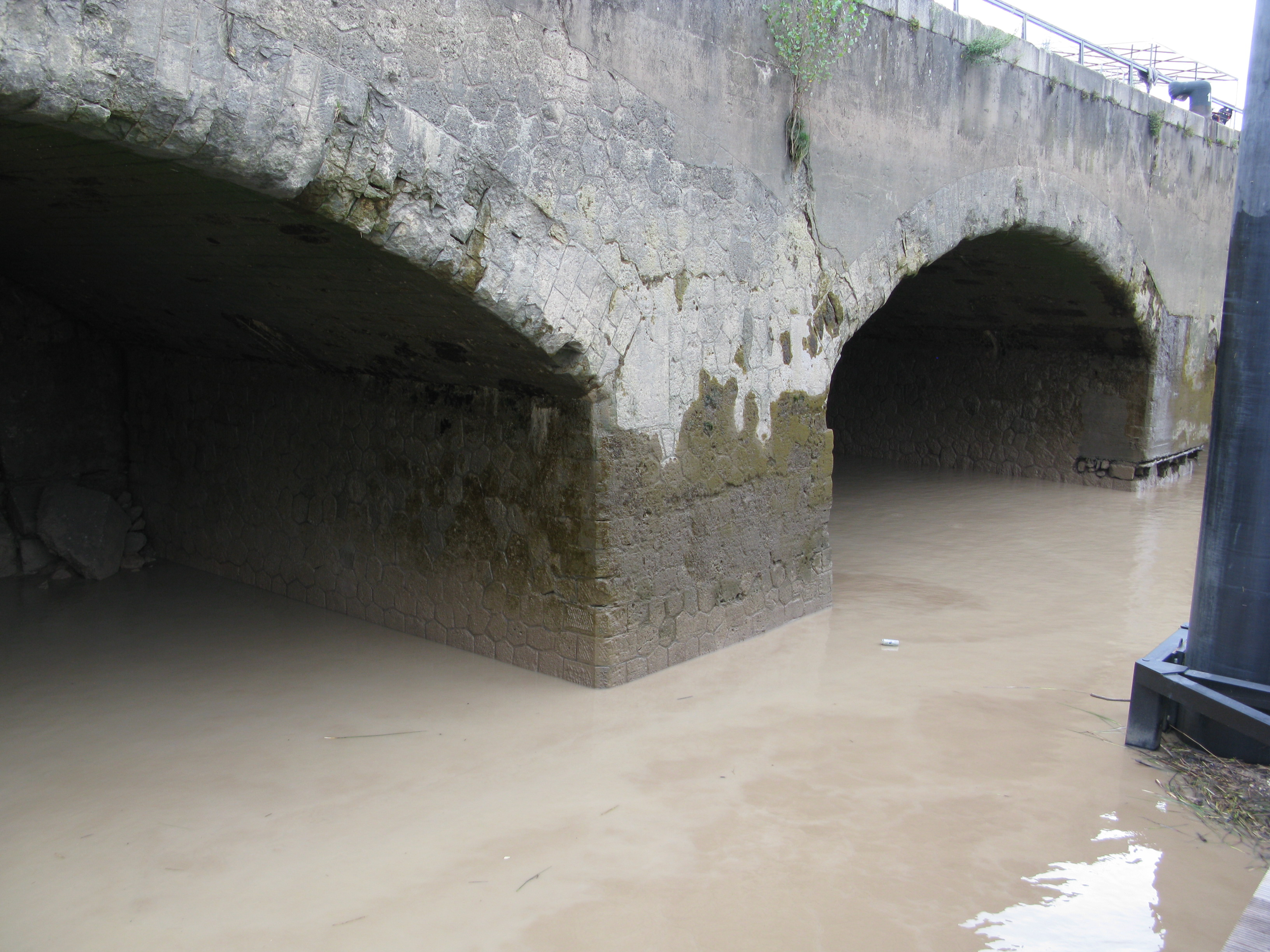

### Installations portuaires
Hangars, grues...

Installations portuaires
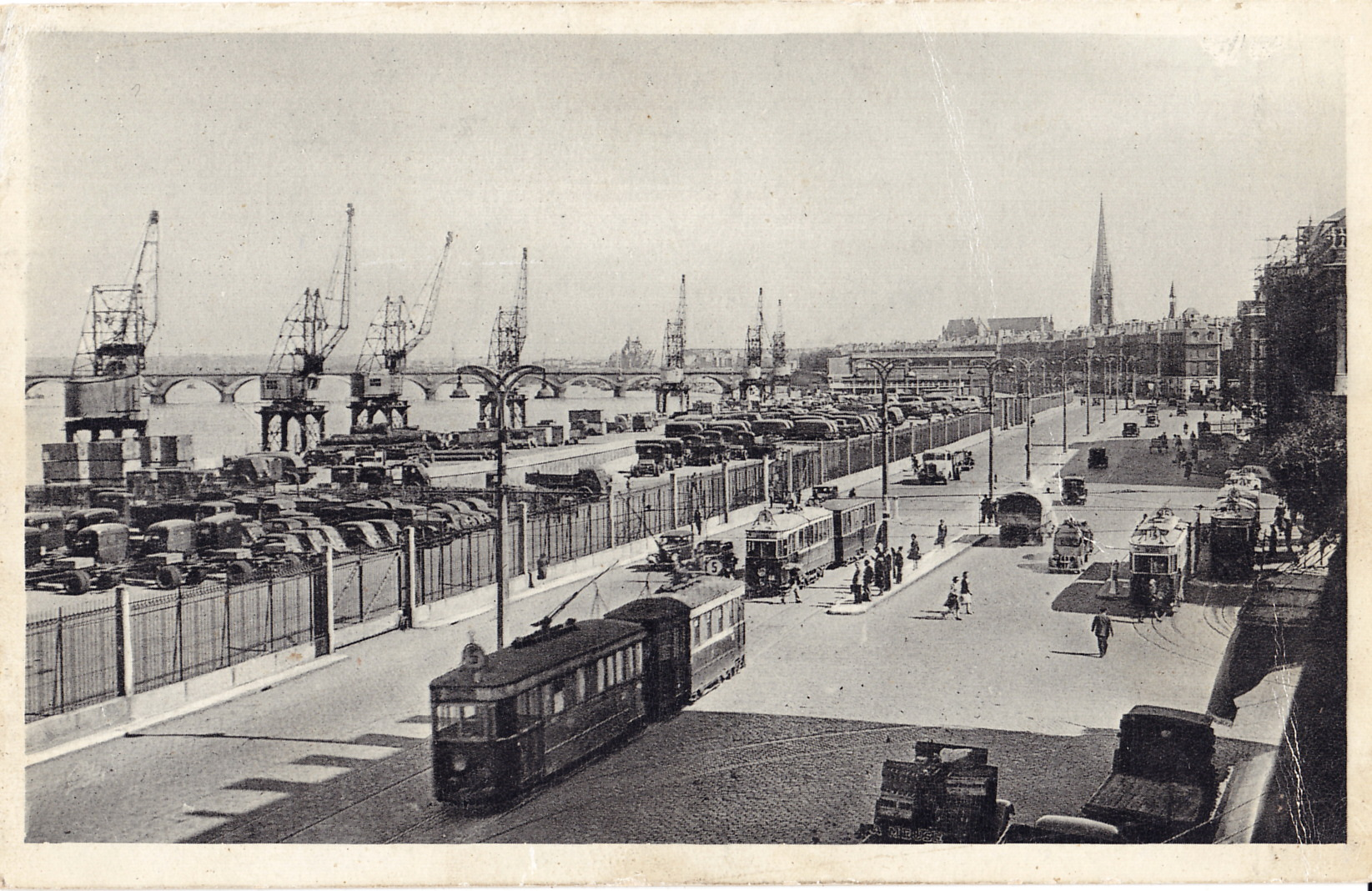
Vers 1920.
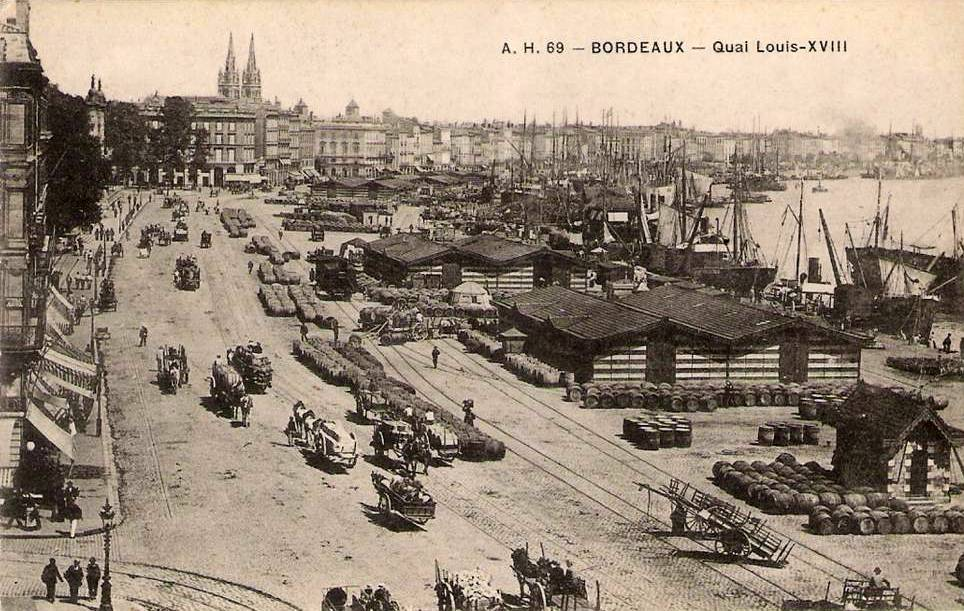
Vers 1900-1920.
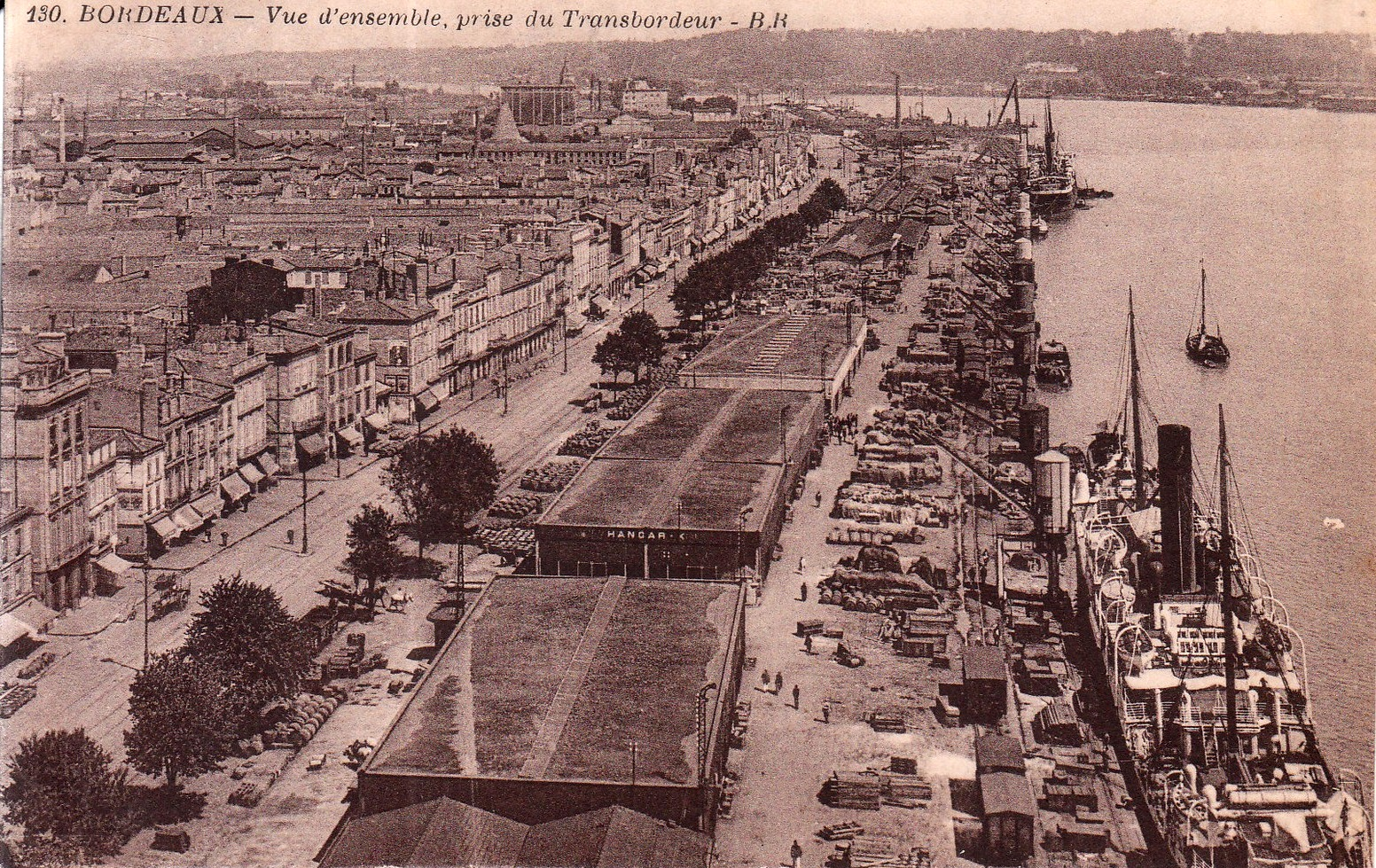
Vers 1900-1920.

### Quais d'agrément
Avec l'embellissement de la ville à la fin des années 1990 et au début des années 2000, les quais deviennent un espace d'agrément très prisé des Bordelais et des touristes.

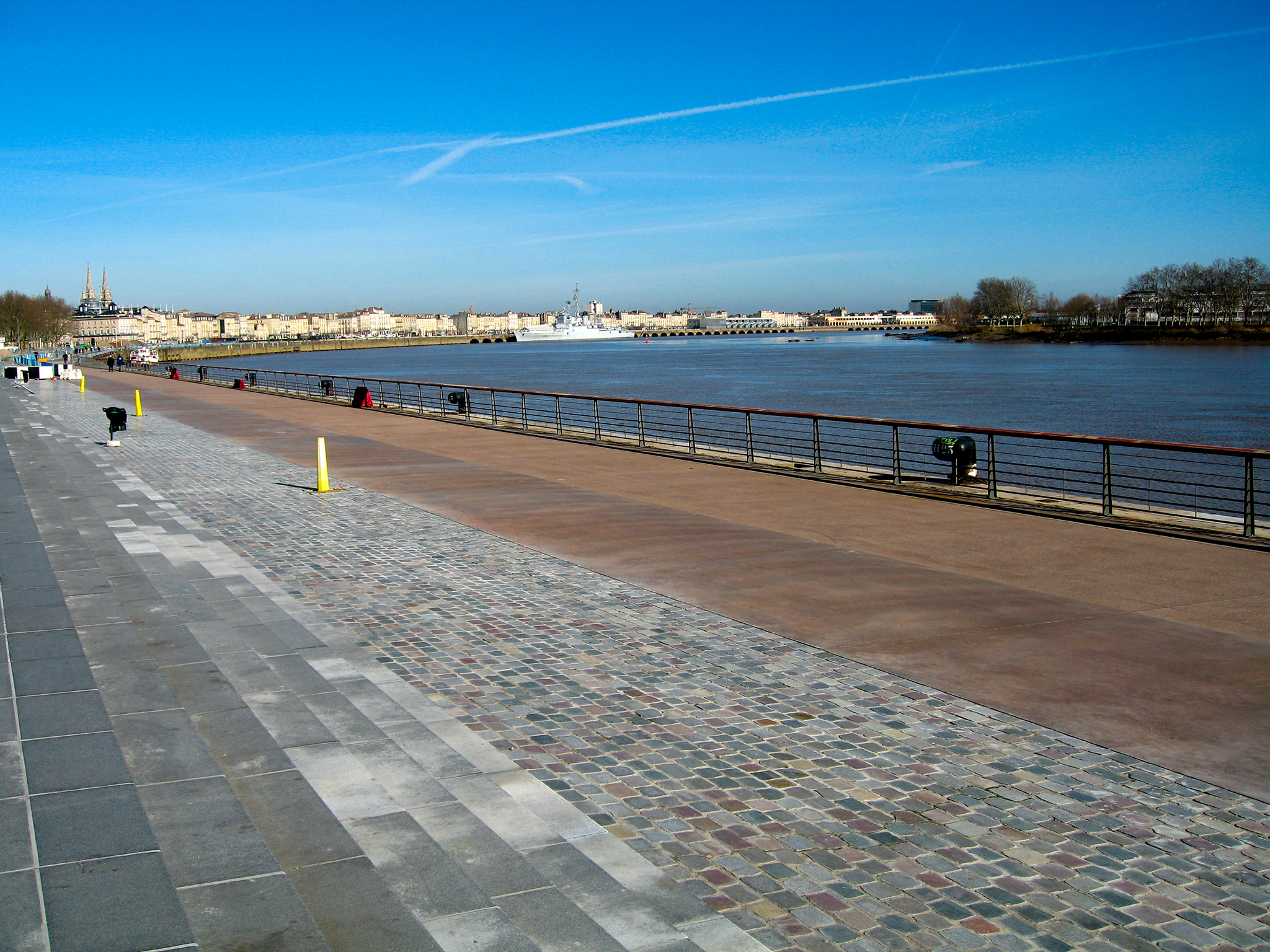
Quai au droit de la place de la Bourse.
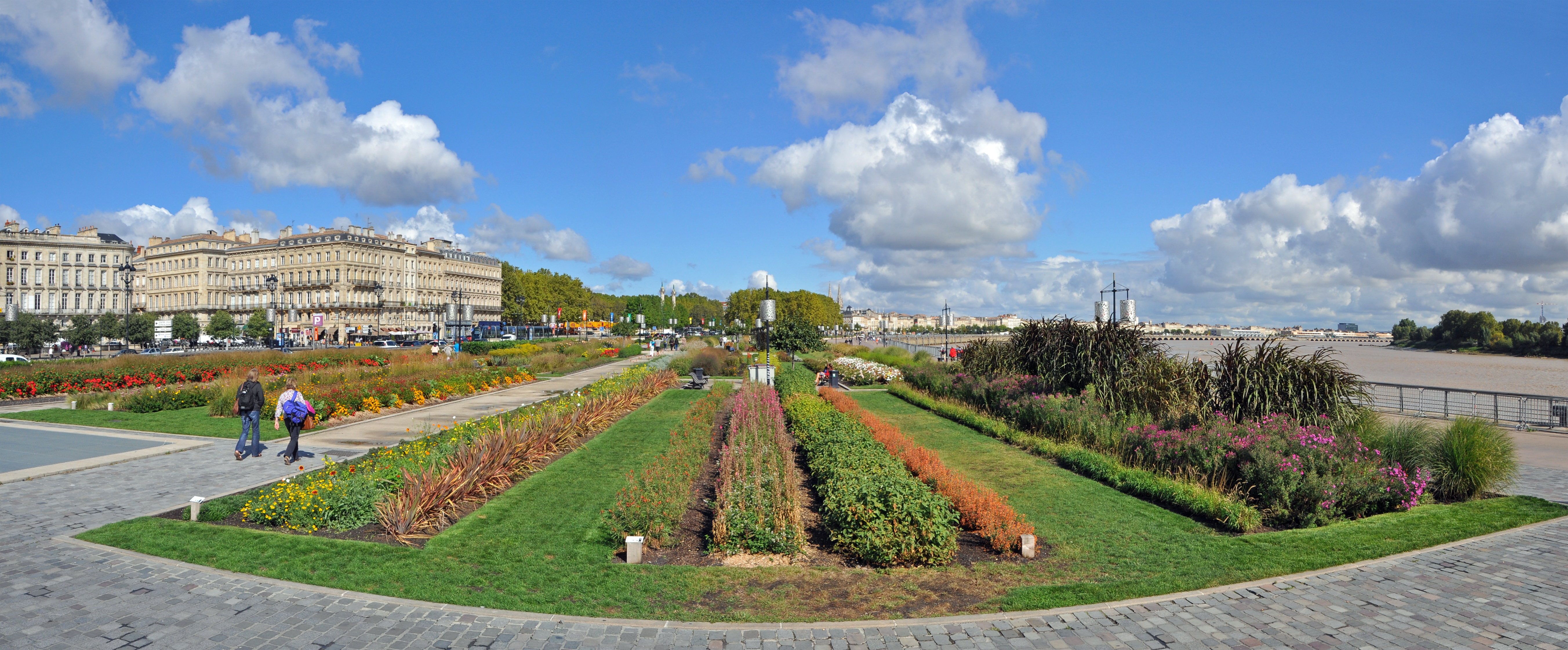
Le Jardin des Lumières, quai de la Douane.
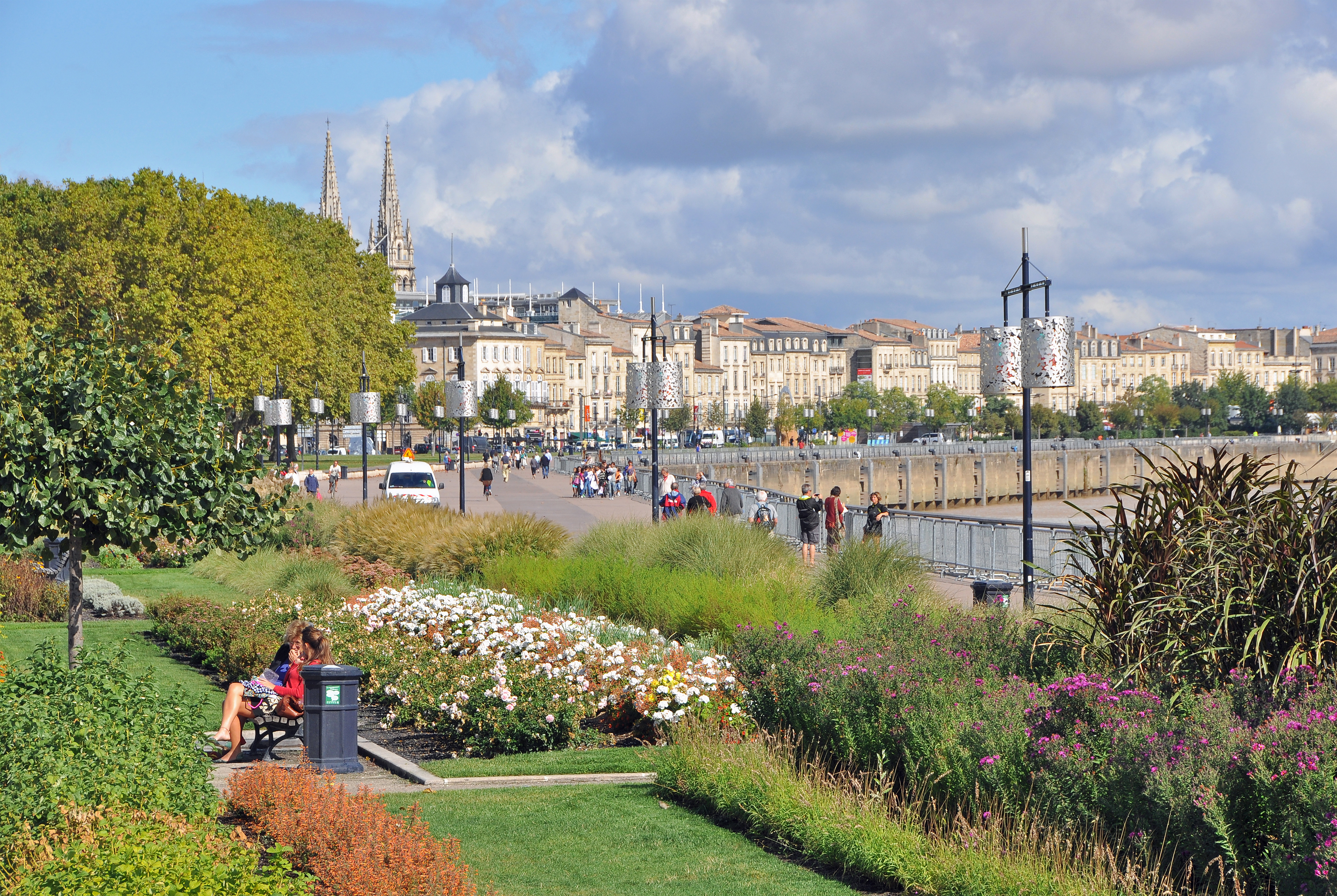
Quai Louis XVIII.

## Les métiers du port

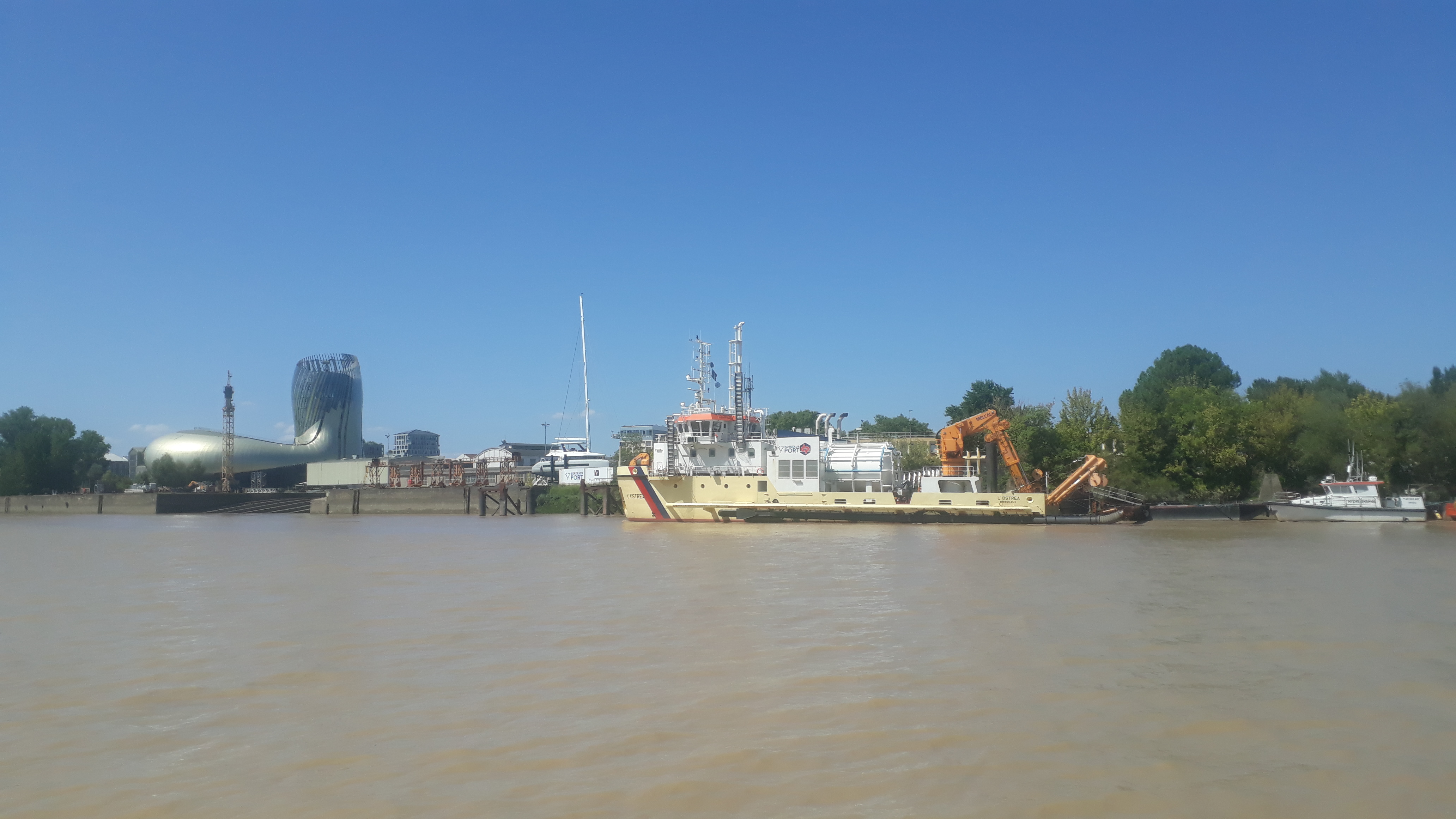
La drague Ostrea, au terminal du Grand port maritime de Bordeaux, à Bacalan.

Le Grand port maritime de Bordeaux compte 340 salariés et génère quelque 8 100 emplois directs portés par 275 établissements.
Les principaux métiers du port sont les dragueurs, les lamaneurs, les pilotes, les remorqueurs, les manutentionnaires (dockers), les grutiers et les scaphandriers.

## Galerie

### Le port dans la peinture

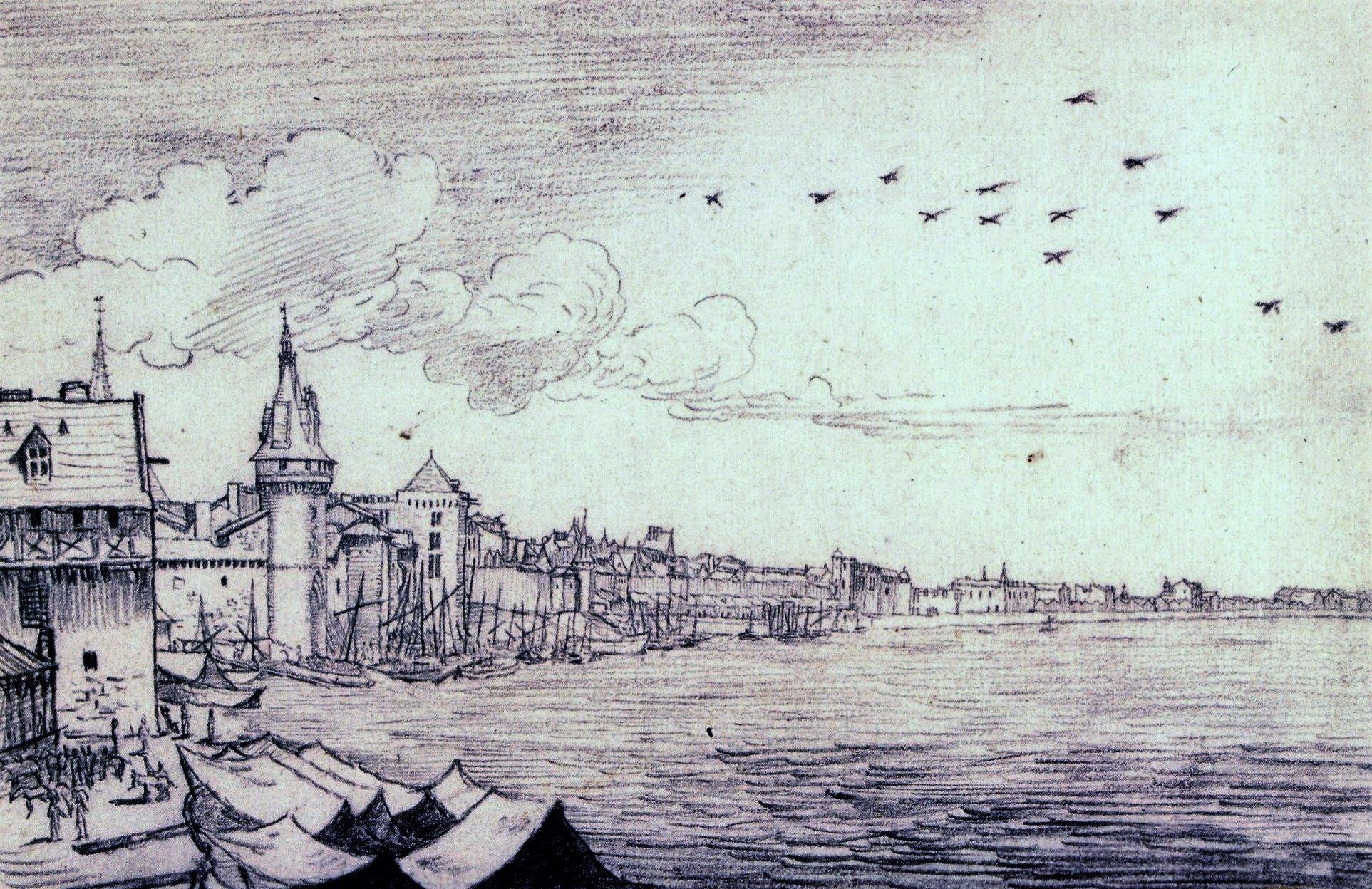
Le port au XVIIe siècle, par Herman van der Hem.
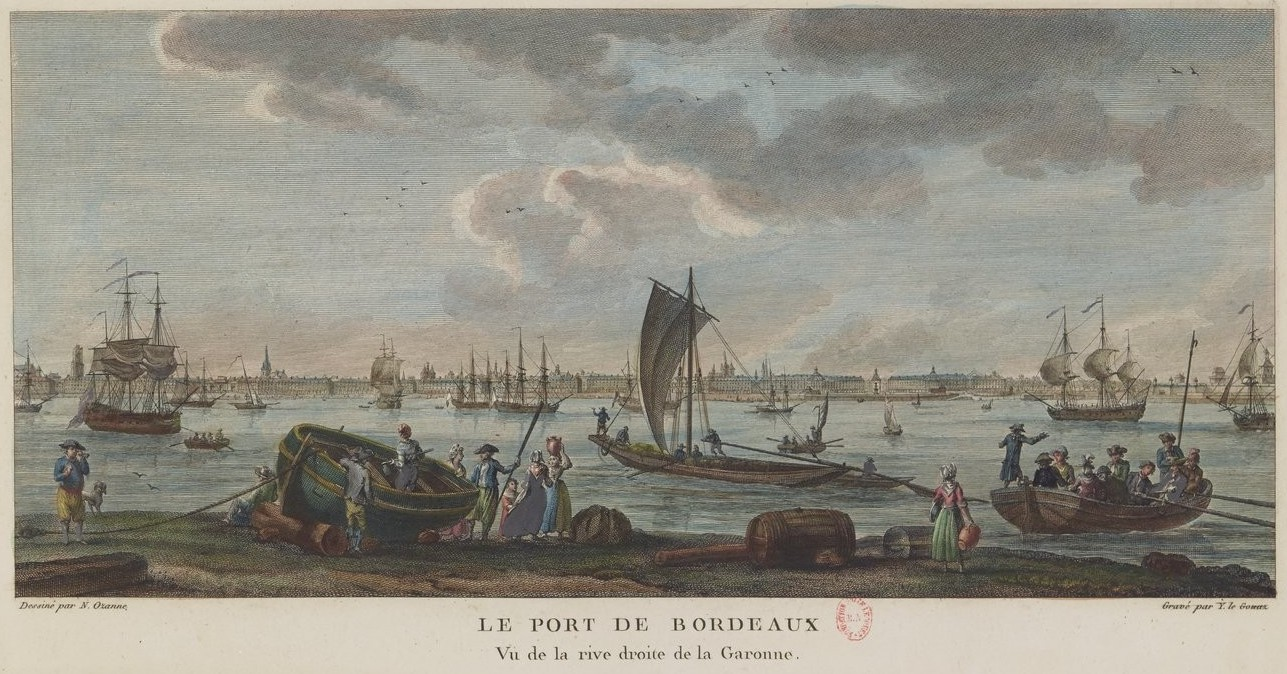
Le port en 1776, par Nicolas Ozanne.
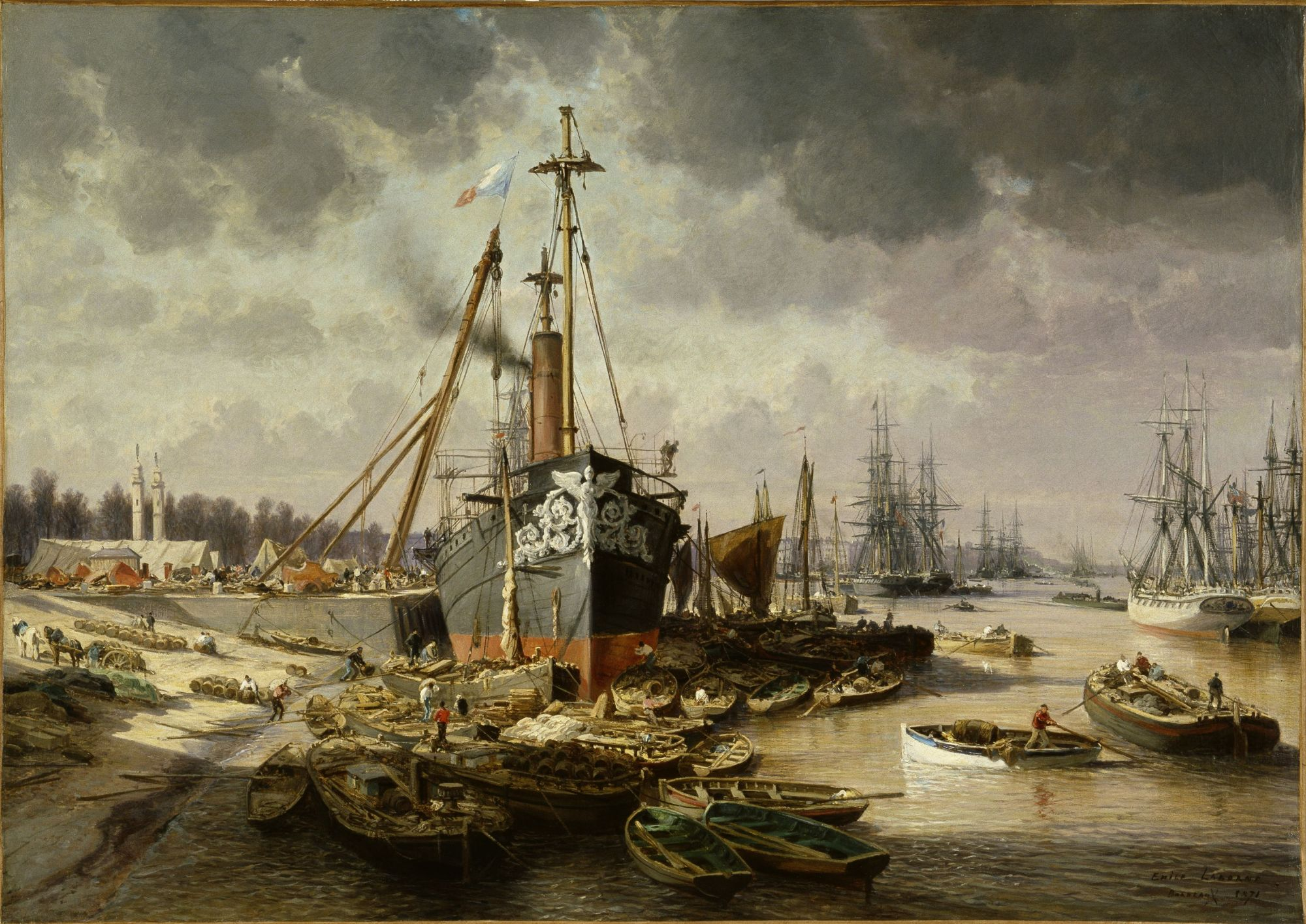
Le port en 1871, par Edmé-Émile Laborne.
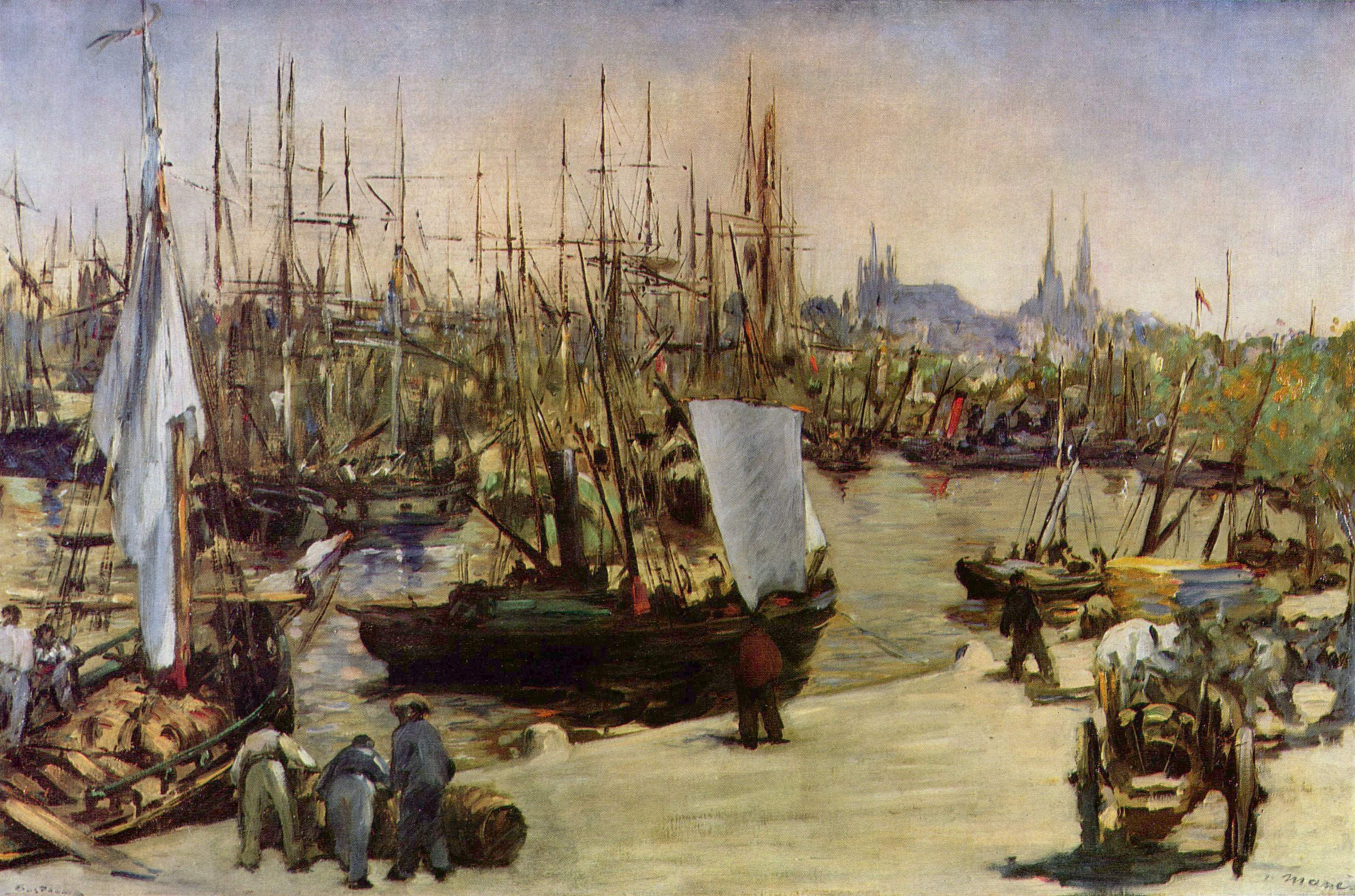
Le port en 1871, par Edouard Manet.
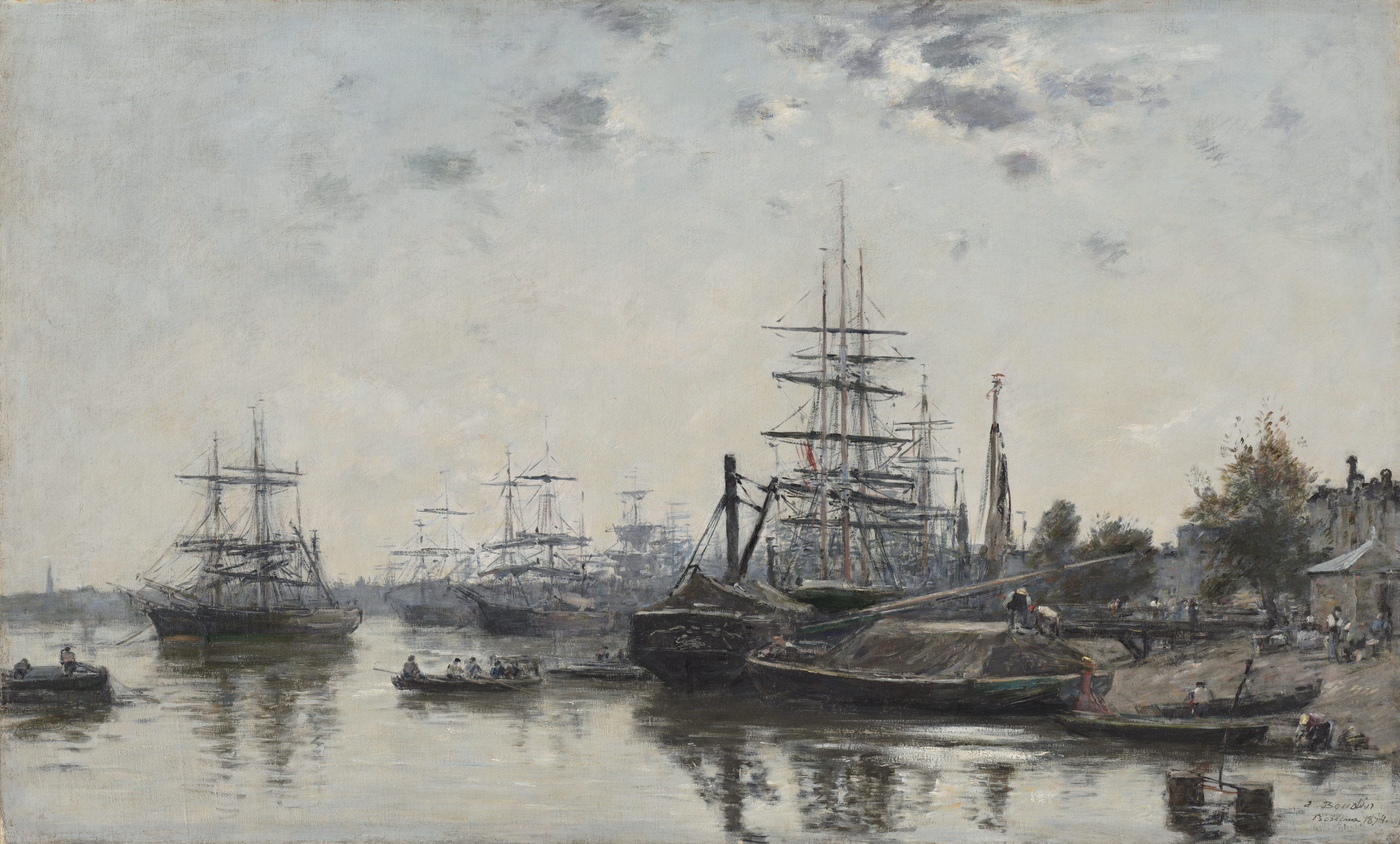
Le port en 1874, par Eugène Boudin.
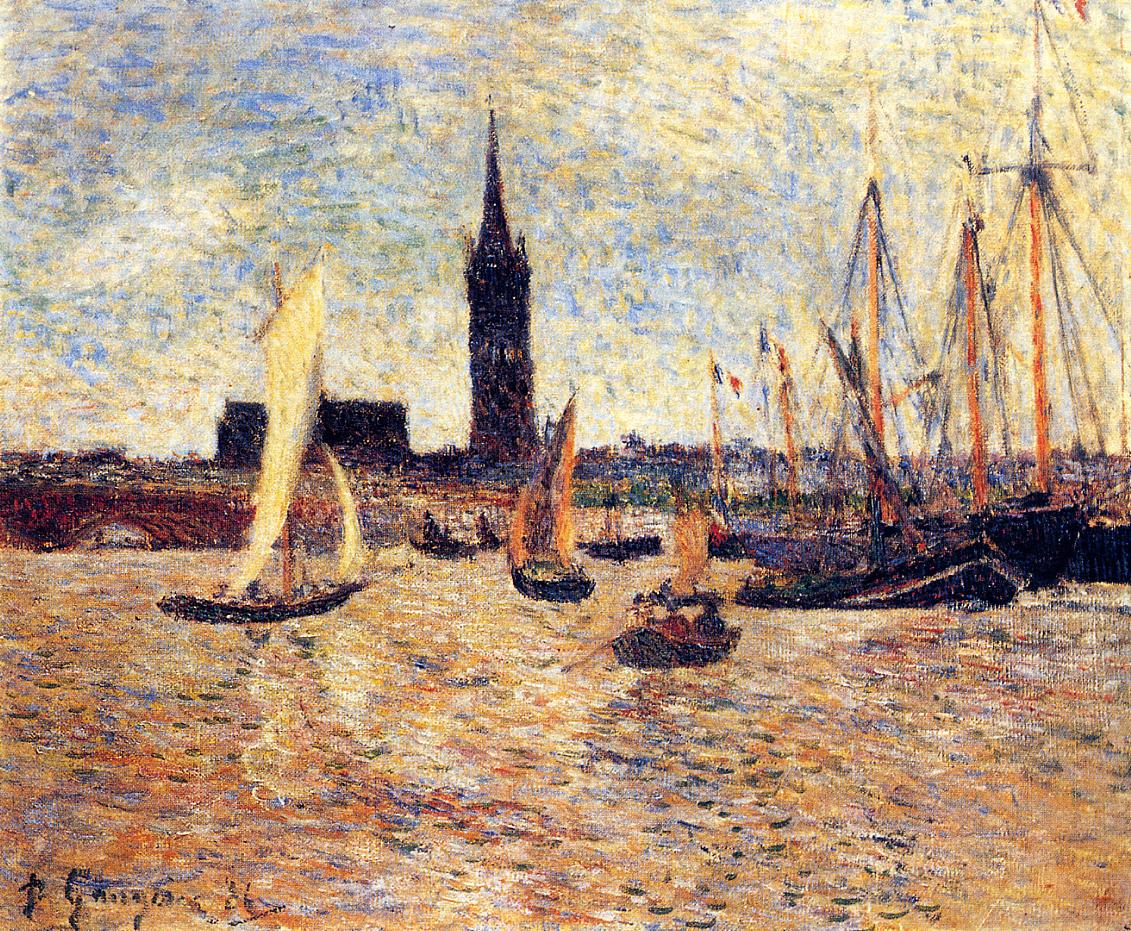
Le port en 1886, par Paul Gauguin.
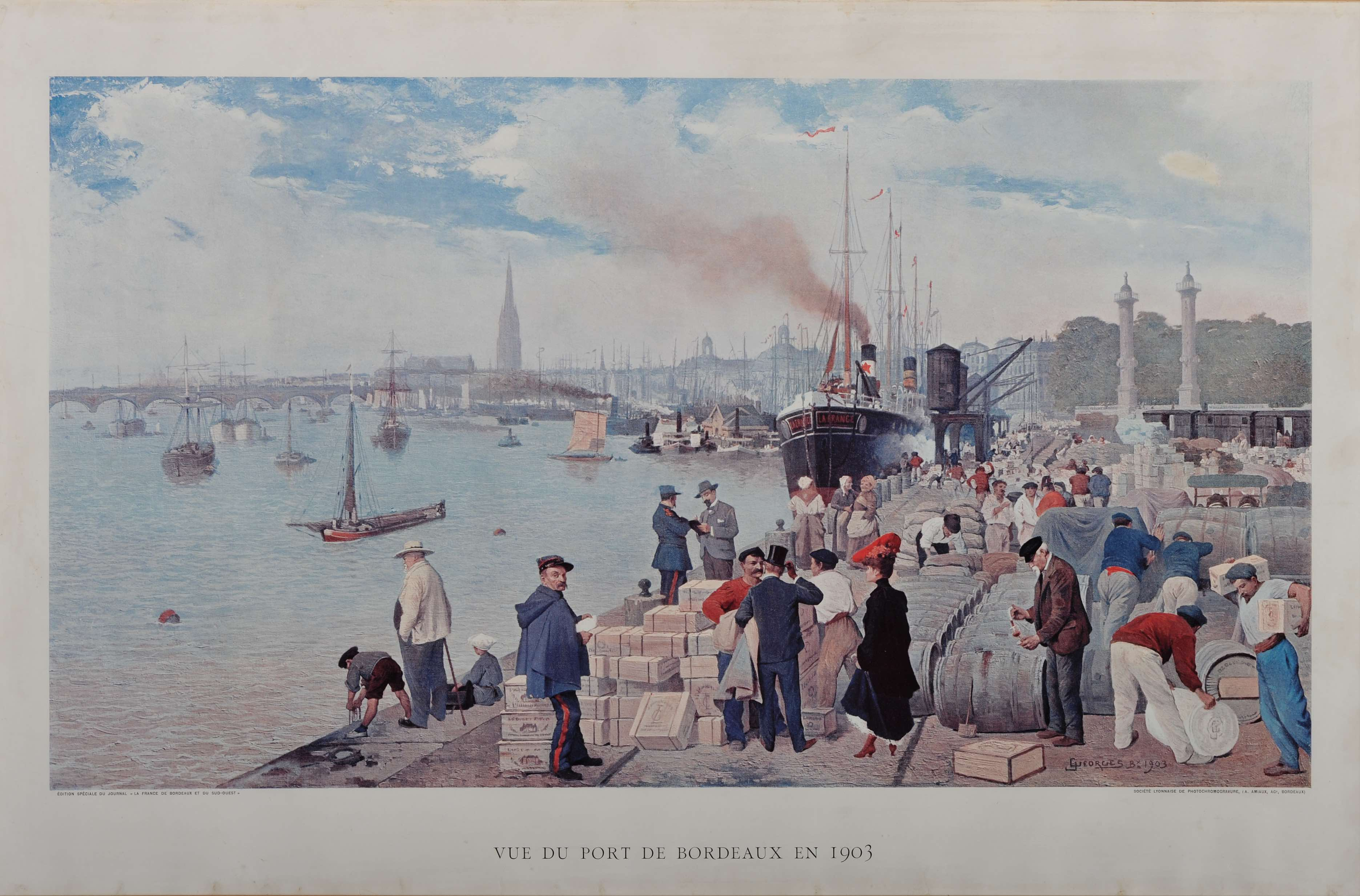
Le port en 1903, par J. Georges.
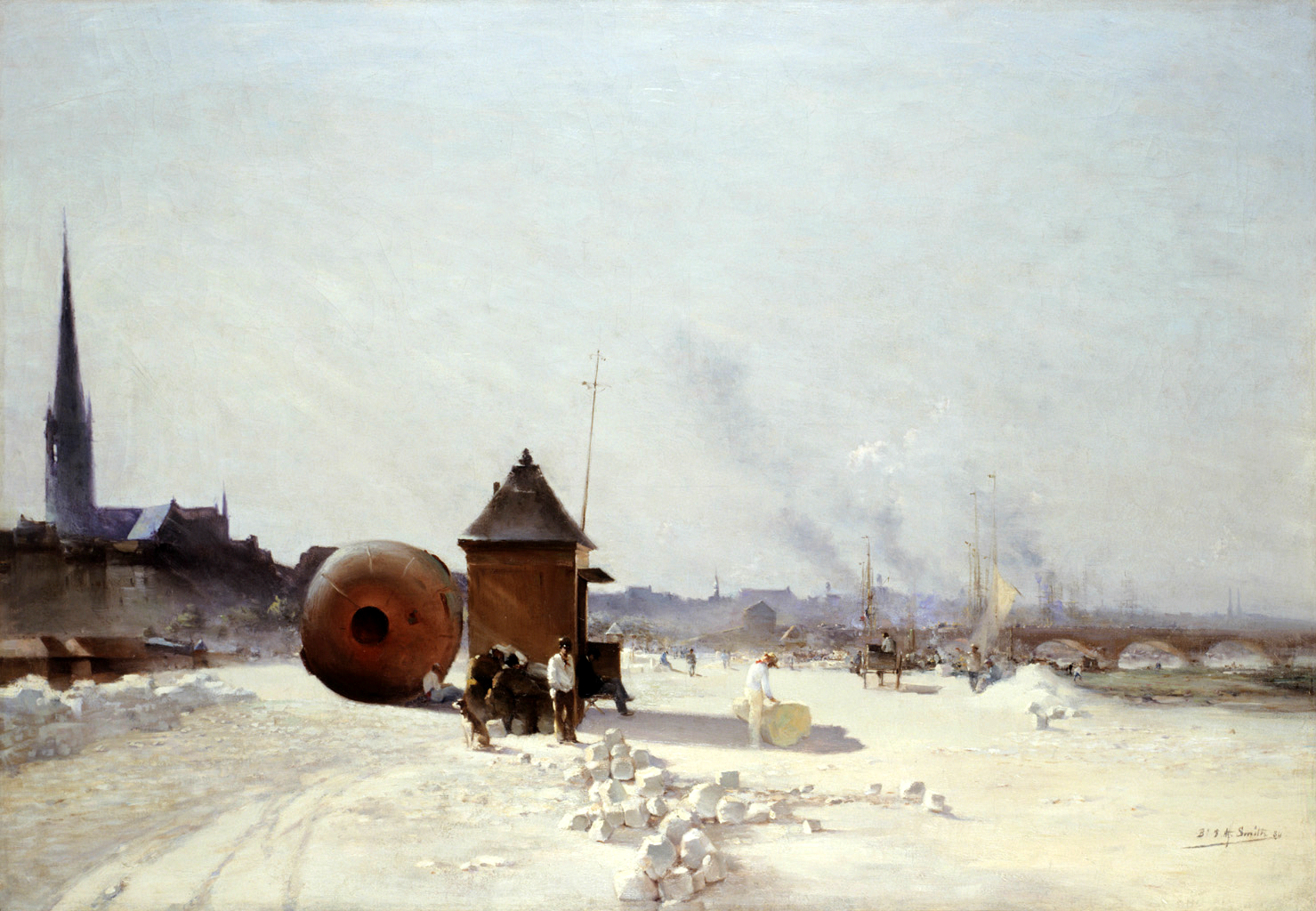
Le quai de la Grave vers 1900, par Alfred Smith.
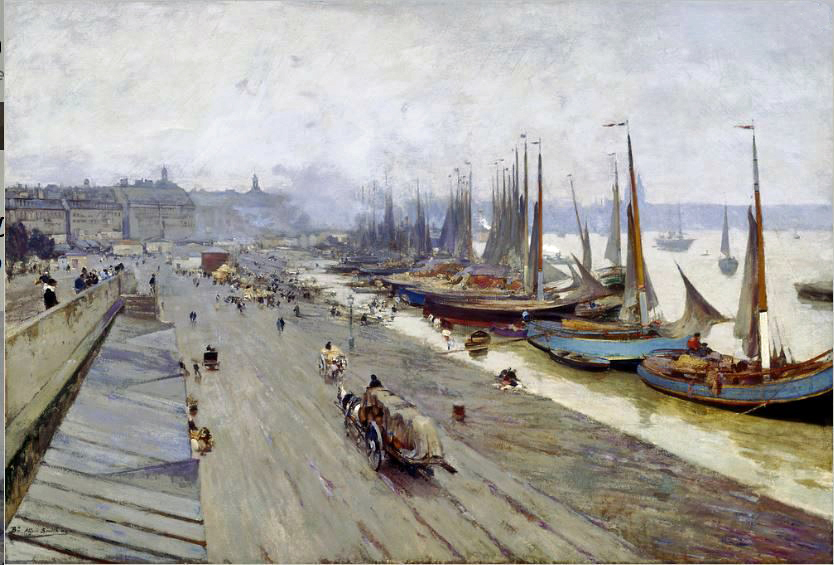
Le port vu depuis le pont, 1904, par Alfred Smith.

## Pour Approfondir

#### Ouvrages sur les ports français
- Bruno Marnot, Grands ports de commerce français et la mondialisation au XIXe siècle, Sorbonne Université Presses, coll. « Histoire maritime », 2011, 560 p. (ISBN 2840507803)
- Négoces, ports et océans, Presses universitaires de Bordeaux, 2000, 454 p. (ISBN 9782867812477)

#### Ouvrages généralistes
- Gaëlle Richard (photogr. Sébastien Husté), Le Port De Bordeaux : Au fil du temps, au fil de l'eau, Éditions Sud Ouest, 2017, 142 p. (ISBN 2817705254)
- Chambre de commerce et d'industrie. Bordeaux, Le Port de Bordeaux : et ses annexes, Bordeaux, G. Delmas, 1921, 61 p. (lire en ligne)
- Yves Deler, « Le port de Bordeaux », L'information géographique, vol. 13, no 4,‎ 1949, p. 138-142 (lire en ligne)
- Guy Mouchel, Ports et gabares de Gironde, Sutton éditions, coll. « Mémoire en images », 2002, 128 p. (ISBN 9782842538255)
- Francisque-Michel, Histoire du commerce et de la navigation à Bordeaux, 1867
- La marine bordelaise : Naufrages et drames de la mer, t. 1, Les dossiers d'Aquitaine, coll. « Mémoire et patrimoine », 2017, 96 p. (ISBN 9782846222945)
- La marine bordelaise : Corsaires, pirates, négriers, t. 2, Les dossiers d'Aquitaine, coll. « Mémoire et patrimoine », 2018, 96 p. (ISBN 978-2846223010)
- La marine bordelaise : Les bateaux de la liberté, t. 3, Les dossiers d'Aquitaine, coll. « Mémoire et patrimoine », 2019, 96 p. (ISBN 9782846223188)

#### Ouvrages thématiques
- Antoine Lebègue, Bordeaux des paquebots, Sud Ouest, 1988, 91 p. (ISBN 978-2905983350)
- Roger Servente, L'adieu au port de Bordeaux, Éditions des régionalismes, coll. « Radics », 2017, 142 p. (ISBN 978-2-8240-0848-6)
- Jacques Clémens, Les Chartrons. Bordeaux, Sutton éditions, coll. « Mémoire en images », 2006, 128 p. (ISBN 9782849103159)
- Jacques Clémens, Bacalan Bordeaux Nord, Sutton éditions, coll. « Mémoire en images », 2008, 128 p. (ISBN 9782849108222)
- Paul Butel, Les dynasties bordelaises : de Colbert à Chaban, Paris, Éditions Perrin, coll. « Histoires et fortunes », 1991, 446 p. (ISBN 2262007926)
- Roger et Christian Bernadat, Quand Bordeaux construisait des navires... : Histoire de la construction navale à Bordeaux, Les Éditions de l'Entre-deux-Mers, 2006, 191 p. (ISBN 2913568416)
- Robert Chevet, Marins de Bordeaux : Une histoire maritime de Bordeaux et de l'estuaire de la Gironde, Confluences, 2001, 425 p. (ISBN 2914240163)
- Hiroyasu Kimizuka, Bordeaux et la Bretagne au XVIIIe siècle : Les routes du vin, Presses universitaires de Rennes, 2015, 386 p. (ISBN 2753540101)

#### Ouvrages par périodes historiques
- Frédéric Gerber, « Burdigala, port d’Estey, port de Garonne », Les structures portuaires de l'arc atlantique dans l'Antiquité : Bilan et perspectives de recherche,‎ 2008, p. 83-93 (lire en ligne)
- Frédéric Candelon-Boudet, Les capitaines du port de la Lune : Bordeaux des Lumières, l'appel du large, Mollat, 2022, 324 p. (ISBN 9782358770293)
- Philippe Gardey (préf. Jean-Pierre Poussou), Négociants et marchands de Bordeaux : De la guerre d’Amérique à la Restauration (1780-1830), PUPS, 2009, 824 p. (ISBN 978-2-84050-615-7)
- Philippe Gardey, « Les négociants de la France méridionale à Bordeaux entre la fin de l’Ancien Régime et la Restauration », Liame. Histoire et histoire de l’art des époques moderne et contemporaine de l’Europe méditerranéenne et de ses périphéries, no 25,‎ 5 décembre 2012 (ISSN 1291-7206, DOI 10.4000/liame.261, lire en ligne, consulté le 17 août 2022)
- Hubert Bonin, Bordeaux grand port industriel au XIXe siècle, Paris, Les Indes savantes, 2017, 349 p. (ISBN 9782846544344)
- Hubert Bonin, De l’océan Indien aux Antilles : Faure frères : Une dynastie de négociants et armateurs bordelais (1795-1930), Paris, Les Indes savantes, 2015, 240 p. (ISBN 978-2846544016)
- Bruno Marnot, Le refus du déclin : Le port de Bordeaux au XIXe siècle, Presses Universitaires de Bordeaux, 2013, 350 p. (ISBN 978-2867817618)
- Christelle Lozère, Bordeaux colonial, 1850-1940, Éditions Sud Ouest, 2007, 256 p. (ISBN 9782879018133)
- Robert Chevet, Le port de Bordeaux au XXe siècle, L'Horizon Chimérique, 1996, 351 p. (ISBN 978-2907202558)
- Bernard Vallier (préf. Hubert Bonin), 1917 - 1919 : Les Américains à Bassens, Memoring éditions, 218, 124 p. (ISBN 979-10-93661-10-0)
- Erwan Langeo, L'allemand qui a refusé de détruire Bordeaux, Erwan Langeo, coll. « Bordeaux 1940-1944 », 2019 (ISBN 9782955715529)
- Erwan Langeo, Les bases de sous-marins, Erwan Langeo, coll. « Bordeaux 1940-1944 », 2017, 200 p. (ISBN 9782955715512)

#### Traite négrière à Bordeaux
- Éric Saugera, Bordeaux port négrier (XVIIe – XIXe siècles), Paris, Éditions Karthala, 2002 (1re éd. 1995), 384 p. (ISBN 978-2-8111-4623-8)
- François Hubert, Christian Block et Jacques de Cauna, Bordeaux au XVIIIe siècle : Le commerce atlantique et l'esclavage, Bordeaux, Le Festin / Musée d'Aquitaine, 2018 (1re éd. 2010), 206 p. (ISBN 978-2-36062-193-4)
- Caroline Le Mao (dir.), Mémoire noire, histoire de l'esclavage : Bordeaux, La Rochelle, Rochefort, Bayonne, Mollat, 2020, 311 p. (ISBN 978-2358770231)

#### Approche artistique
- Francis Ribemont, Le port de Bordeaux vu par les peintres, L'horizon chimérique, 1994, 149 p. (ISBN 9782907202503)
- Jacques Sargos, Bordeaux au temps du "port de la lune", L'Horizon Chimérique, coll. « Art & Histoire », 2022, 320 p. (ISBN 9782907202718)
- Francis Baudy et Jacques Clémens, Bordeaux vu du fleuve, Éditions Sutton, coll. « Les Petits Mémoire en Images », 2015, 128 p. (ISBN 9782813808226)
- Jean Rollot, Bordeaux, port d'Amérique, port d'amours, Le festin, coll. « Les paysages », 2019, 128 p. (ISBN 9782360622313)
- La table et les ports : Cuisine et société à Bordeaux et dans les villes portuaires, Presses Universitaires De Bordeaux, 2006, 302 p. (ISBN 9782867813719)

#### Jeune public
- Jean-Michel Deveau, Benjamin Lefort et Lionel Tarchala, Bordeaux - l'histoire d'un port : De l'Antiquité à nos jours, une approche inédite de l'histoire du port de Bordeaux, Gulf Stream, 2012, 54 p. (ISBN 9782354881573)

### Filmographie
- Bordeaux, port d'estuaire, documentaire de 52' réalisé par Thierry Marchadier et produit par 1+1 Production en 2006. En remontant l'estuaire de la Gironde, ce film nous fait découvrir les différents sites du port de Bordeaux et les hommes qui y travaillent.

### Musées
- Musée de l'histoire maritime de Bordeaux
- Musée Mer Marine de Bordeaux
- Musée d'Aquitaine